# ラヴィット!
『ラヴィット!』は、TBS系列（JNN）で2021年〈令和3年〉3月29日から毎週月曜 - 金曜8時 - 9時55分（JST）に生放送されている帯番組・バラエティ番組。キャッチコピーは「日本でいちばん明るい朝番組」。

## 概要
TBSコンテンツ制作局のバラエティ班が制作する、生活情報番組とバラエティ番組を組み合わせた情報バラエティ番組で麒麟の川島明とTBSアナウンサーの田村真子がMCを務める。2019年（令和元年）9月30日から1年半にわたって放送されたワイドショー『グッとラック!』の後番組。
川島が所属する吉本興業が制作に協力しているため、各曜日のレギュラー出演者にも、同社から多数のタレントやお笑いタレント（以下「芸人」）を起用している。『グッとラック!』の出演者からは、番組終了の時点でコーナーレギュラーだったギャル曽根が、木曜日のスタジオレギュラーとして当番組開始当初から出演している。
原則として、番組終盤（9時50分ごろ）に放送している定時ニュース（JNNニュース）を除いて、本編ではいわゆる「時事ネタ」を扱わない（例外については後述）。
ちなみに、番組開始前の報道では仮タイトルとして『SUNNY』 や『SUNNYです!』、川島のパートナー（女性MC）としてSHELLYの名が挙がっていた。
開始当初から2023年春まで番組内では新型コロナウイルス感染対策のため、司会者・出演者間にアクリル板、スタジオ内で出演者間で距離を取れずに密集するケースや番組ロケにおいては、マスクあるいは透明状のマウスシールドマスクを着用する措置を取っていた。
『モーニングジャンボ奥さま8時半です』『森本毅郎さわやかワイド』『（森本ワイド）モーニングEye』『はなまるマーケット』『いっぷく!』『ビビット』『グッとラック!』から引き続き、午前8時台を中心にライオンのCMが放送されている。佐藤遙子は1970年代から50年以上出演している。

## 歴史

### ラヴィット!開始以前

#### TBSとワイドショー
TBS系列の平日8時・9時台では、番組のタイトルや出演者は変われど一貫して当該時間にワイドショーを制作し続けるテレビ朝日・フジテレビ・日本テレビとは異なり、当該時間のワイドショー制作への参入と撤退を3度繰り返した歴史がある。
TBSの平日8時・9時台の大まかな変遷
東京放送時代のものも含む。具体的な構成などは各ページを参照。
- 1966年（昭和41年）1月31日、平日朝のワイドショーとして『おはよう・にっぽん』を開始し首都圏では3番目のワイドショーとして初参入。しかし1968年（昭和43年）9月に終了となり、その後は一度撤退し『あなたの映画劇場』などに切り替えた。
- 2年半のブランクを経て、1971年（昭和46年）4月『モーニングジャンボ』を開始し2度目の参入。番組自体は6時50分 - 10時までの放送であったが、8時30分を境に番組内容を変えており、後半がワイドショーとなっていた。その後『モーニングジャンボ奥さま8時半です』『森本毅郎さわやかワイド』『モーニングEye』と変遷していく。
- 『モーニングEye』の放送期間中、いわゆる「TBSビデオ問題」が発覚したことで11年10か月間にわたって放送されていた同番組を終了させ再撤退。
- 1996年（平成8年）9月30日からはワイドショー色を完全に廃した生活情報番組として『はなまるマーケット』（以下『はなまる』）を開始する。芸能ニュースや事件をメインに扱う番組が横並びとなる中、生活情報に焦点を当てる番組は当時としては異例だった。しかし、徐々に波に乗っていき、2005年（平成17年）、前座番組の『みのもんたの朝ズバッ!』が始まると双方の好調さで視聴率を底上げする結果となったが、徐々に視聴率が低迷してきたことなどを総合的に勘案し2014年（平成26年）3月28日に17年半の放送を終える。
- 2014年3月31日から開始した『いっぷく!』では、当初は『はなまる』の路線を引き継いでいた。しかし半年後の10月改編から報道・時事問題を中心に扱うようになったことを機にワイドショー路線へ回帰。これが事実上の3度目の参入である。
- 2015年（平成27年）4月改編でメイン司会者の国分太一をそのままに後継番組の『（白熱ライブ）ビビット』を開始し、正式に3度目の参入。2019年10月改編には『グッとラック!』へと変遷したが、競合番組が犇き合う当該枠において視聴率の好転につながることはなかった。

#### ラヴィット!立ち上げ
TBSは2020年末に、『グッとラック!』の終了と平日朝のワイドショー制作からの3度目の撤退を決定し、当該時間帯の番組制作を情報制作局からコンテンツ制作局へ移管。次番組は『はなまるマーケット』をモデルとし、コンテンツ制作局で『ジョブチューン』などを手掛けるバラエティ班を主体に「（生活）情報バラエティ番組」として当番組の立ち上げに至った。このような経緯からチーフプロデューサーの小林弘典が制作発表の時点で「（定時のニュースコーナーと緊急時の報道以外は）ニュースを一切扱わず、ワイドショーのような番組にもしない」という姿勢を示した。
『グッとラック!』終了と当番組の開始、それに伴う担当部署の変更はあったが、ライオンによる前半部の一社提供は継続している。

### 番組の歴史
2021年3月29日 - 放送開始。
2021年11月1日 - TVerとTBS FREEにて見逃し配信を開始。詳細は#見逃し配信を参照。
2022年3月29日 - 番組開始1周年を迎える。これを記念して、番組では日本記念日協会に対して、3月29日を「ラヴィット!の日」に指定する申請を行い、正式に認定されたことを発表。
2022年12月28日 - ゴールデンタイムでは初めての特別番組『ゴールデンラヴィット!』を生放送。詳細は#ゴールデンラヴィット!を参照。
2023年4月8日 - 当日放送された『オールスター感謝祭23春』では、川島が『感謝祭』シリーズにおける自身初の総合優勝を果たした。TBS系列における朝の帯番組のMCでは、『はなまるマーケット』の岡江久美子が『10秋』（2010年10月2日放送）に達成して以来13年振りの快挙で、当番組のレギュラー出演者（いずれも『感謝祭』への参加時点）としては『22秋』（2022年10月1日放送）の屋敷裕政（ニューヨークのメンバーで木曜レギュラー）に続いての総合優勝でもある。
2023年4月15日 - 当日から平日の生放送（平日版）と並行しながら、平日版での未公開シーンやはみ出しトークなどを取り上げるレギュラー番組として「夜明けのラヴィット!」（よあけのラヴィット）を毎週土曜日の5時45分 - 7時30分に編成している。かつての『森田一義アワー笑っていいとも!』（フジテレビ系列で平日の昼12時台に編成されていたフジテレビ制作の生放送番組）における『笑っていいとも!増刊号』（日曜日の午前中に放送）に相当する番組だが、「ローカルセールス扱いの事前収録番組」として制作されている関係で、TBS以外の平日版ネット局（全27局）のうち8局では編成上の事情などから放送されていない（当該項で詳述）。

### タイムテーブル変遷
| 時刻                | コーナー | コーナー | 備考 |
| 時刻                | タイムテーブルA （通常） | タイムテーブルB （2時間オープニング） | 備考 |
| ------------------- | --- | --- | ---- |
| 8:00 - 8:03ごろ     | オープニング | オープニング |      |
| 8:03ごろ - 9:00ごろ | オープニングトーク | オープニングトーク |      |
| 9:00ごろ - 9:40ごろ | 曜日別コーナー | オープニングトーク |      |
| 9:40ごろ - 9:50ごろ | ぴったりラッピーアンケート！(2025年4月21日 - 2025年5月16日・2025年7月14日 -) ラッピーの初見ゲーム王決定戦(2025年5月19日 - 2025年6月13日) ラッピーのプレッシャーチャレンジ(2025年6月16日 - 2025年7月11日) | ぴったりラッピーアンケート！(2025年4月21日 - 2025年5月16日・2025年7月14日 -) ラッピーの初見ゲーム王決定戦(2025年5月19日 - 2025年6月13日) ラッピーのプレッシャーチャレンジ(2025年6月16日 - 2025年7月11日) |      |
| 9:50ごろ - 9:53ごろ | 最新のニュース | 最新のニュース |      |
| 9:53ごろ - 9:55     | エンディング | エンディング |      |

## 出演者
芸名やコンビ・グループ名および所属などは、出演当時のものを記載。

### MC
- 川島明（麒麟）
- 田村真子（TBSアナウンサー）

### 曜日レギュラー
各レギュラーは下述する事由以外にも休演する場合がある（主に他番組の収録など、この場合オープニングで田村から休演理由の説明はない）。
|                        | 月曜                                                     | 火曜                                       | 水曜                                                    | 木曜                                                          | 金曜                                                                                   |
| ---------------------- | -------------------------------------------------------- | ------------------------------------------ | ------------------------------------------------------- | ------------------------------------------------------------- | -------------------------------------------------------------------------------------- |
| レギュラー             | - 馬場裕之 （ロバート） - ぼる塾 - 本並健治 - 丸山桂里奈 | - ビビる大木 - 若槻千夏                    | - 柴田英嗣 （アンタッチャブル） - 見取り図 - 矢田亜希子 | - 石田明 （NON STYLE） - ギャル曽根 - ニューヨーク - 横田真悠 | - 太田博久 （ジャングルポケット） - くっきー! （野性爆弾） - 近藤千尋 - 東京ホテイソン |
| 隔週レギュラー         | - なすなかにし                                           | - アインシュタイン - 宮舘涼太 （Snow Man） | - ロングコートダディ                                    | - 男性ブランコ                                                | - EXIT                                                                                 |
| 隔週レギュラー         | - なすなかにし                                           | - 佐久間大介 （Snow Man） - モグライダー   | - アルコ&ピース                                         | - 令和ロマン                                                  | - 宮下草薙                                                                             |
| ラヴィット! ファミリー | - K （&TEAM）                                            |                                            | - 超ときめき♡宣伝部                                     | - 松田迅・佐野雄大 （INI）                                    | - 上谷沙弥                                                                             |
| ニュース担当           | - 渡部峻 （TBSアナウンサー）                             | - 野村彩也子 （TBSアナウンサー）           | - 渡部峻 （TBSアナウンサー）                            | - 齋藤慎太郎 （TBSアナウンサー）                              | - 伊藤隆佑 （TBSアナウンサー）                                                         |

### ラヴィット!ファミリー
ラヴィット!ファミリー（シーズンレギュラー）の担当期間は、2021年4月から9月までは2か月間、同年10月以降は3か月間。また、シーズンレギュラー卒業後もゲストとしてスタジオやロケに登場する出演者もおり、ロケ出演の際には「ラヴィット!ファミリー」として紹介される。その後、シーズンレギュラー期間中でも他の曜日にスタジオゲストするほか、オープニング企画や曜日別コーナーで出演することもある 。
|        |             | 月曜                             | 火曜                             | 水曜                    | 木曜                           | 金曜                           |
| ------ | ----------- | -------------------------------- | -------------------------------- | ----------------------- | ------------------------------ | ------------------------------ |
| 2021年 | 4月 - 5月   | 小宮璃央                         | 加藤史帆 （日向坂46）            | 景井ひな                | 横田真悠                       | ---                            |
| 2021年 | 6月 - 7月   | ---                              | 高本彩花 （日向坂46）            | 細田佳央太              | 横田真悠                       | ---                            |
| 2021年 | 8月 - 9月   | 松田好花 （日向坂46）            | ねお                             | 大友花恋                | 守屋麗奈 （櫻坂46）            | ---                            |
| 2021年 | 10月 - 12月 | 樋口日奈 （乃木坂46）            | ---                              | 守屋麗奈 （櫻坂46）     | ---                            | ---                            |
| 2022年 | 1月 - 3月   | 久保史緒里 （乃木坂46）          | ---                              | 田村保乃 （櫻坂46）     | ---                            | ---                            |
| 2022年 | 4月 - 6月   | 清宮レイ （乃木坂46）            | ---                              | 富田鈴花 （日向坂46）   | ---                            | ---                            |
| 2022年 | 7月 - 9月   | 牧野真莉愛 （モーニング娘。'22） | ---                              | 大園玲 （櫻坂46）       | ---                            | ---                            |
| 2022年 | 10月 - 12月 | 金川紗耶 （乃木坂46）            | ---                              | 小栗有以 （AKB48）      | ---                            | ---                            |
| 2023年 | 1月 - 3月   | 岩﨑大昇 （美 少年）             | ---                              | 増本綺良 （櫻坂46）     | ---                            | ---                            |
| 2023年 | 4月 - 6月   | 上國料萌衣 （アンジュルム）      | ---                              | 井上梨名 （櫻坂46）     | ---                            | ---                            |
| 2023年 | 7月 - 9月   | 那須雄登 （美 少年）             | ---                              | 福本大晴 （Aぇ! group） | 大沼晶保 （櫻坂46）            | ---                            |
| 2023年 | 10月 - 12月 | 中嶋優月 （櫻坂46）              | ---                              | ---                     | ---                            | 弓木奈於 （乃木坂46）          |
| 2024年 | 1月 - 3月   | 石森璃花 （櫻坂46）              | s**t kingz                       | 岩﨑大昇 （美 少年）    | ---                            | 宮近海斗 （Travis Japan）      |
| 2024年 | 4月 - 6月   | 岩﨑大昇 （美 少年）             | ---                              | 谷口愛季 （櫻坂46）     | 河野純喜 （JO1）               | 菅原咲月 （乃木坂46）          |
| 2024年 | 7月 - 9月   | 中嶋優月 （櫻坂46）              | 牧野真莉愛 （モーニング娘。'24） | ---                     | 岩﨑大昇 （美 少年）           | 小森隼 （GENERATIONS）         |
| 2024年 | 10月 - 12月 | 松倉海斗 （Travis Japan）        | 大谷映美里 （=LOVE）             | 遠藤理子 （櫻坂46）     | 菅田愛貴 （超ときめき♡宣伝部） | K （&TEAM）                    |
| 2025年 | 1月 - 3月   | 七五三掛龍也 （Travis Japan）    | ---                              | ---                     | ---                            | 菅田愛貴 （超ときめき♡宣伝部） |
| 2025年 | 4月 - 6月   | 鶴崎修功                         | ---                              | 小島凪紗 （櫻坂46）     | エバース                       | ---                            |
| 2025年 | 7月 - 9月   | K （&TEAM）                      | ---                              | 超ときめき♡宣伝部       | 松田迅・佐野雄大 （INI）       | 上谷沙弥                       |

### 主なゲスト出演者
主に若手芸人やタレント・アイドル・俳優などがゲスト出演している。また、ロケ企画では進行役を務めることもある。お笑いコンビに関しては一方のみが出演するケース（相席スタート・山添、さらば青春の光・森田、タイムマシーン3号・関、しずる・池田一真など）もみられる。
ここではスタジオ・ロケを問わず、ゲストとして番組に登場する回数が多い出演者を五十音順で挙げる。太字は、ロケ企画のレギュラーコーナーを持っている・持ったことがある出演者。ラヴィット!ファミリー（シーズンレギュラー）・マンスリーゲスト経験者（該当者は名前の横に▲を表記）で、その後の出演頻度が高い出演者についてもこちらに記載する。

#### お笑い芸人
- 青木マッチョ（かけおち）
- アキナ（秋山賢太・山名文和）
- 囲碁将棋（文田大介・根建太一）
- エバース（佐々木隆史・町田和樹）▲
- おいでやす小田
- かが屋（加賀翔・賀屋壮也）▲
- 春日俊彰（ ちょんまげラーメン ）[63][64][65]
- きつね（大津広次・淡路幸誠）
- 小杉竜一（ブラックマヨネーズ）
- コットン（西村真二・きょん）▲
- さらば青春の光（森田哲矢・東ブクロ）[66]▲
- さや香（石井・新山）
- 三拍子（高倉陵[注 71]・久保孝真）
- しずる（池田一真・純）[注 70]
- 真空ジェシカ（川北茂澄・ガク）
- すゑひろがりず（三島達矢・南條庄助）
- タイムマシーン3号（関太・山本浩司）▲
- ダンビラムーチョ（大原優一・原田フニャオ）[注 72]
- チャンカワイ（Wエンジン）[68]
- チャンス大城
- ちょんまげラーメン（田渕章裕・きむ）[注 73]▲
- 天才ピアニスト（竹内知咲・ますみ）
- とにかく明るい安村▲
- 藤崎マーケット（田崎佑一・トキ）
- マヂカルラブリー（野田クリスタル・村上）[66]
- マユリカ（阪本・中谷）[69]▲
- ママタルト（大鶴肥満・檜原洋平）
- 水田信二[注 74]▲
- みなみかわ
- 森本晋太郎（トンツカタン）
- 森脇健児[注 75]
- 柳原可奈子
- ラランド（サーヤ・ニシダ）
- 山添寛（相席スタート）[注 76][66]

#### タレント
- 伊原六花
- 阿部祐二[注 77]
- 川田裕美[注 78]
- 齊藤なぎさ
- 鶴崎修功 ▲
- 富田鈴花 [注 79]
- 中村仁美
- 矢吹奈子[70]

#### 男性グループメンバー
現在のグループ名で記載。再編前の所属グループについては、各個人の記事を参照。
- 岩﨑大昇（KEY TO LIT）▲
- 浮所飛貴（ACEes）
- 大内リオン（AmBitious）[注 80]
- K（&TEAM）▲
- 髙地優吾（SixTONES）▲
- 草間リチャード敬太（Aぇ! group）
- 小森隼（GENERATIONS）▲
- 佐野勇斗（M!LK）
- 佐野晶哉（Aぇ! group）▲
- 末澤誠也（Aぇ! group）
- 松倉海斗（Travis Japan）▲
- 真弓孟之（AmBitious）
- 宮近海斗（Travis Japan）▲
- LEO（BE:FIRST）[71]

#### 女性グループメンバー
- 石森璃花（櫻坂46）
- 大園玲（櫻坂46）
- 大谷映美里（=LOVE）▲
- 大沼晶保（櫻坂46）
- 佐々木舞香（=LOVE）
- 菅田愛貴（超ときめき♡宣伝部）▲
- 田村保乃（櫻坂46）▲
- 鎮西寿々歌（FRUITS ZIPPER）
- 中嶋優月（櫻坂46）
- HITOMI（SAY MY NAME）
- 牧野真莉愛（モーニング娘。'25）
- 守屋麗奈（櫻坂46）▲
- 増本綺良（櫻坂46）
- 弓木奈於（乃木坂46）

など

### アナウンサー
全員、出演の時点でTBSアナウンサー。

#### ニュース担当
| 期間       | 期間       | 月曜            | 火曜       | 水曜              | 木曜              | 金曜                |
| ---------- | ---------- | --------------- | ---------- | ----------------- | ----------------- | ------------------- |
| 2021.3.29  | 2021.10.1  | 山本里菜 渡部峻 | 南波雅俊   | 喜入友浩          | 若林有子 近藤夏子 | 篠原梨菜 野村彩也子 |
| 2021.10.4  | 2022.4.1   | 渡部峻 若林有子 | 南波雅俊   | 皆川玲奈 山形純菜 | 近藤夏子 高野貴裕 | 赤荻歩              |
| 2022.4.4   | 2022.9.30  | 渡部峻          | 野村彩也子 | 山形純菜          | 小沢光葵          | 佐々木舞音          |
| 2022.10.3  | 2023.3.31  | 齋藤慎太郎      | 渡部峻     | 山形純菜          | 小沢光葵          | 佐々木舞音          |
| 2023.4.3   | 2023.9.29  | 古田敬郷        | 古田敬郷   | 高柳光希          | 吉村恵里子        | 佐々木舞音          |
| 2023.10.2  | 2023.10.27 | 高柳光希        | 古田敬郷   | （交替制）        | 近藤夏子          | 佐々木舞音          |
| 2023.10.30 | 2023.11.3  | 高柳光希        | 古田敬郷   | 御手洗菜々        | 近藤夏子          | 南後杏子            |
| 2023.11.6  | 2023.12.28 | 高柳光希        | 古田敬郷   | 御手洗菜々        | 高柳光希          | 南後杏子            |
| 2024.1.4   | 2024.3.29  | 小沢光葵        | 古田敬郷   | 御手洗菜々        | 南後杏子          | 南後杏子            |
| 2024.4.1   | 2024.9.30  | 伊藤隆佑        | 蓮見孝之   | 御手洗菜々        | 南後杏子          | 御手洗菜々          |
| 2024.10.1  | 2024.12.27 | 伊藤隆佑        | 蓮見孝之   | 浦野芽良          | 南後杏子          | 齋藤慎太郎          |
| 2025.1.6   | 2025.3.28  | 伊藤隆佑        | 蓮見孝之   | 浦野芽良          | 南後杏子          | 渡部峻              |
| 2025.3.31  | 現在       | 渡部峻          | 野村彩也子 | 渡部峻            | 齋藤慎太郎        | 伊藤隆佑            |

#### 実況・進行
赤荻歩
ニュースキャスターの在任中から、オープニングや後述するゲーム関連コーナーで実況を担当（2022年5月3日は祭り屋台の主人役で出演、2023年1月25日以降はゲームプレイヤーとして不定期に出演する場合あり）。また、赤荻が休暇などで不在時やゲームプレイヤーとして専念する場合は主に南波または後述の熊崎が担当。実施する競技・ゲームによっては他のTBSアナウンサー（南波もしくは初田啓介・小笠原亘など）が実況を担当することもある。
2023年2月ごろから火曜日のみ、登場時に当日のオープニングトークのテーマやその日の出演者などに絡めたプチ情報がテロップ表示されるようになっている（他の曜日でも数回行われている）。
2024年の放送は1月31日・8月8日・8月9日放送回を除き全ての放送回に出演。
熊崎風斗
番組内では赤荻の一番弟子として出演したり、赤荻・南波が実況できない際に出演していたが、2024年12月13日放送にて、「第20回好きな男性アナウンサーランキング」が発表された際、赤荻が第6位、南波が第2位にランクインした姿を見て自身も入りたくなったものの、人気アナウンサー揃いのランキングを見て「自力厳しい」と話し、赤荻が川島から一言もらったことがきっかけでラヴィット!の出演が増えてランクインしたように、川島に力添えを懇願した以降、番組への出演回数が増加している。
また、火曜日で不定期で犬関連の中継が行われる際には必ず出演しており、毎回犬と戯れすぎてスタジオの川島から突っ込まれることがお決まりになっている。

#### 中継リポーター・B'z
南波雅俊
ニュースキャスターの担当終了後から、生中継が出ている際に、中継を担当する。本来はスポーツアナウンサーであるが、本編の企画で折に触れてB'z・稲葉浩志の声帯模写を披露している。スタジオで行われる企画にプレイヤー・実況として参加する場合があり、後述する「KISUKE」では毎回実況を担当。
2024年1月からは火曜コーナー「アルコ&ピースのアナウンサー変身計画」のレギュラーとして出演している。

### 番組キャラクター
ラッピー
声：田中沙耶
左耳が折れた明灰色のウサギのキャラクター。世界中に「LOVE」と「HAPPY」を届けるために惑星ラヴィット!からウサギの家族で地球旅行をしていたが、東京の赤坂周辺でひとり迷子になっていたところをTBSの社員に拾われたことにより、番組のために働くことを決意。キャラクターを務めながらサイコロを作る美術ADを兼務しているという設定。そのため、あみだくじやサイコロなど小道具が多い水曜日に巨大な着ぐるみで出没することがある。
月曜 - 木曜のCM入りテロップにも左横に登場する。
登場時のBGMは田渕夏海「キャピキャピ」（テレビアニメ『城下町のダンデライオン』サウンドトラックより）。
VTR内でのクイズ出題で出演する機会が多い。着ぐるみでのスタジオ初登場は2021年8月18日配信のParaviスピンオフ「真夏の夜のラヴィット!」。着ぐるみでの初登場時はMCの川島に耳打ちして代弁してもらっていた。その後、2022年1月2日配信の「ラヴィット! 新年会」Paravi限定映像にてスタジオに登場した。
着ぐるみでの地上波初登場は、2022年2月1日の『THE TIME,』エンディングコーナーのクロストーク内で、新型コロナウイルスへの感染で出演を見合わせていた川島に代わり、安住とのクロストークとなった。当番組の本放送には登場しなかった。これ以降、水曜日を中心に当番組の放送中のスタジオへ登場している。
その後5月11日、オープニングトークのテーマ「ご当地キャラの日」であったことに因んだ企画「ラヴィット!公認ゆるキャラダービー」の出走者としてスタジオに登場。担当声優である田中による生アテレコが初めて行われ、これ以降、本編に登場する際は生アテレコされるようになった。
番組開始当初から見取り図・盛山をイジっており、無茶ぶりなネタをふることもある（2024年7月頃からは無茶振りから披露したギャグが滑って精神的ヤケドを負った盛山がキレてラッピーに襲いかかり、番組スタッフに阻止される場合がある）。
グッズ化とコラボ企画について、2021年10月に『戦国パズル!!あにまる大合戦』にコラボキャラとして登場。
2022年5月3日ラッピーグッズの一部が先行公開される。
5月6日、『THE TIME,』のキャラクターであるシマエナガちゃんと共にグッズ化。5月10日より赤坂「TBS THE MARKET」で先行販売開始。5月17日より全国数箇所でポップアップショップが開催されることが告知された。
TBSのアナウンサーから1名 - 2名（2022年度は田村真子と宇賀神メグ）を「ナビゲーター」に起用したうえで、同局が関東ローカル向けに（当番組を含む）スポットCM枠で頻繁に放送している番宣番組シリーズ（『今夜のTBSは』『明日のTBSは』）では、2022年7月最終週から8月第3週までの放送分でラッピーとシマエナガがナビゲーターを交互に務めていた。
8月11日、ファッションブランド『go slow caravan』とコラボし「『ラヴィット!×go slow caravan』コラボTシャツ」を販売開始。
ガガンモ
声：杉山優斗
2024年8月20日から登場した、ラッピーのお友達という設定のモモンガのキャラクター。考案者は山添寛（相席スタート）で、年齢はhydeの1コ下という設定。
同年6月25日放送で、若槻の提案でラッピーのお友達を作ろうということで、当日の出演者がそれぞれ新キャラクターを提案。出演者間の投票では、水田信二がプレゼンした「コワッキー」（赤坂のコワーキングスペースをモチーフにしたキャラ）が最多得票であったものの、ラッピーがガガンモを気に入ったため、得票を無視してガガンモに決定した。
その後、同年8月20日に着ぐるみのガガンモが登場。飛膜部分には自ら集めたというスポンサーが貼り付けられており、高須クリニックやザ・森東といった実在する企業もある。2024年12月中旬までは自身の広告スペースに1つ空きがある状態であったが、同月27日放送の『ゴールデンラヴィット!』以降、サンボマスターの広告が張り出されたため、空きスペースがなくなった。
ラッピーや考案者の山添同様に、腹黒い側面がある。ラッピーとは異なり生アテレコではないため、想定していなかった質問にはすべて「びよーん」で返すのが特徴。

### 過去の出演者

#### 曜日レギュラー
- ミキ（火曜隔週、2021年4月6日 - 2023年9月19日）[注 93]
  - ミキ自ら申し出る形で卒業。シーズンレギュラーなどではない正規のレギュラーからの卒業者は番組開始から2年半で初となった[83][84]。

#### マンスリーゲスト
2021年4月から9月までの金曜日には、マンスリーゲストとしてジャニーズ事務所所属のタレントが出演。
- 4月：Snow Man[85][注 94]
- 5月：ジャニーズWEST[90][注 95]
- 6月：河合郁人（A.B.C-Z）
- 7月：ジェシー・髙地優吾・田中樹（SixTONES）[91][注 96]
- 8月：横尾渉・宮田俊哉・二階堂高嗣・千賀健永（Kis-My-Ft2・舞祭組）[92][注 97]
- 9月：濵田崇裕・神山智洋・藤井流星・重岡大毅（ジャニーズWEST）[93][注 98]

#### #ようこそラヴィット!
2022年夏休み期間の特別企画として、6月20日に番組内や番組公式Twitter上で「ラヴィットに出演してほしいゲスト」の募集を行った。出演してほしいゲストの名前（有名人なら誰でも可）を、「#ようこそラヴィット」のハッシュタグをつけてツイートする形で応募する。寄せられたツイートの中から、俳優・お笑いなどのジャンルや当番組出演経験を問わず、少数意見も含めてオファーされている。実際に、8月2日 - 26日にかけて同枠で1組以上の出演があった（ただし、8月25日のみ実施せず）。
この出演がきっかけとなり、以後当番組で活躍の場を広げた出演者も多く、かが屋・水田は冠コーナーを持ち、弓木はラヴィット!ファミリー就任、岩崎はラヴィット!ファミリーとして多数出演。更にかが屋と弓木はグランドスラム達成に至っている。
以下、出演ゲスト
太字=番組初登場（グループの場合は、グループ全体として初登場）
太字斜体字=スタジオ初登場（ロケ企画への出演経験は過去にあり）
| 出演日        | 曜日 | 出演者                       | 備考 |
| ------------- | ---- | ---------------------------- | --- |
| 2022年8月2日  | 火   | 道枝駿佑（なにわ男子）       | [ 94 ] |
| 2022年8月2日  | 火   | かまいたち                   | 2022年4月5日に出演経験あり。 |
| 2022年8月3日  | 水   | 伊沢拓司                     | 前番組『グッとラック!』レギュラー出演者。 |
| 2022年8月4日  | 木   | INI（尾崎匠海、松田迅）      | 尾崎は2021年11月11日に、同じくINIの西洸人と出演経験あり。 |
| 2022年8月5日  | 金   | 濱田崇裕（ジャニーズWEST）   | 前述の通り、MC代役やレギュラー代役としてこれまでも多岐にわたり出演。 |
| 2022年8月8日  | 月   | 児嶋一哉（アンジャッシュ）   | [ 97 ] |
| 2022年8月9日  | 火   | 水田信二（和牛）             | 後に火曜日で冠コーナーを持つようになる。 |
| 2022年8月10日 | 水   | 真空ジェシカ                 | 2022年2月2日などに出演経験あり。 |
| 2022年8月11日 | 木   | 守屋麗奈（櫻坂46）           | 2021年8月から12月までラヴィット!ファミリーとして出演。 8月から9月に出演した際も、同じ木曜だった。 |
| 2022年8月11日 | 木   | バイク川崎バイク             | 後述のレギュラー代役などで出演経験あり。 |
| 2022年8月12日 | 金   | 神山智洋（ジャニーズWEST）   | 2021年5月・9月にマンスリーゲストとして出演。 |
| 2022年8月12日 | 金   | ヒコロヒー                   | |
| 2022年8月15日 | 月   | 弓木奈於（乃木坂46）         | 後に、2023年10月 - 12月の金曜ラヴィット!ファミリーに就任。2024年7月11日にはスタジオグランドスラム達成。 |
| 2022年8月16日 | 火   | 坂東龍汰                     | 2度目の出演であり、当時火曜ドラマ『ユニコーンに乗って』の番宣で出演。 2021年10月11日に『この初恋はフィクションです』の番宣で共演者である飯沼愛と共にスタジオ出演経験あり。 |
| 2022年8月17日 | 水   | 細田佳央太                   | 2021年6月から7月まで水曜ラヴィット!ファミリーとして出演。 |
| 2022年8月18日 | 木   | ランジャタイ                 | [ 99 ] |
| 2022年8月19日 | 金   | ももいろクローバーZ          | メンバー個々では出演経験があるが、4人揃っての形では初出演。 ただし、百田夏菜子は個人での出演経験がなく、この日が初出演。 |
| 2022年8月19日 | 金   | 岡崎紗絵                     | 2022年6月24日に出演経験あり。 当時、日曜劇場『オールドルーキー』に出演。 |
| 2022年8月22日 | 月   | 後藤真希                     | 番組冒頭では登場せず、オープニングの赤坂サカスのお天気カメラに映り込んでいる芸能人を当てる問題で登場。 その後、同企画で共演した永島昭浩、ある沢拓司と共にスタジオ出演。 |
| 2022年8月23日 | 火   | かが屋                       | この日の初登場以降頻繁にゲスト出演するようになり、特に加賀の生放送中の写真撮影が恒例となっており、12月28日の『ゴールデンラヴィット!』ではスタッフが着用する黒いパーカー（前側に金色の番組ロゴがプリントされている）を加賀も着用。出演者ではなくカメラマンに徹していた（放送ではエンディングで曜日レギュラーから話題に上がって登場したのみ）。後に火曜日で冠コーナーを持つようになり、2025年2月7日にはスタジオグランドスラム達成。 |
| 2022年8月24日 | 水   | 大西流星（なにわ男子）       | 先週8月17日および当日放送の「見取り図の夏休み in 山中湖」のロケにも出演。 同じロケに出演していた長尾謙杜は、8月17日に「#ようこそラヴィット!」枠で出演予定だったが、体調不良のため欠席。 |
| 2022年8月24日 | 水   | 山崎弘也（アンタッチャブル） | 水曜レギュラーである柴田の相方。2021年8月11日に出演経験あり。 |
| 2022年8月25日 | 木   | ※出演なし                    | この日は、映画『異動辞令は音楽隊!』からスペシャルゲストとして、 阿部寛・磯村勇斗・清野菜名を招いたため、「#ようこそラヴィット!」枠のゲストは不在。 |
| 2022年8月26日 | 金   | 岩﨑大昇（美 少年）          | 後にラヴィット!ファミリーに就任し、多数担当している。 |
| 2022年8月26日 | 金   | 田村裕（麒麟）               | MCである川島の相方。 後述するドッキリ企画への参画で番組には関わったことがあるが、 このときは放送終了後のネタばらしで登場したのみであり、当番組自体への出演は初となった。 |

### 代役について
- 表中の「MC担当の新型コロナ感染」の川島明代役の特記事項として2月1日から10日までの休養期間『THE TIME,』安住紳一郎とのクロストークに着ぐるみラッピーが登場し初週についてはフリップで対応。4日はラッピーの代わりに当日ゲストのハリウッドザコシショウが出演[107]。7日から10日まではTBSテレビかJNN加盟局の番組（全国ネット/ローカル番組問わず、過去・不定期特番・年末特番なども含む）でMCを務める芸人が川島の代役を日替わりで担当。『THE TIME,』とのクロストークでは視聴者に代役司会者をクイズ形式で発表する形をとっていた。
  - 7日：エスビー食品『キッチンあらびきコショー』2本…東野幸治、藤井隆 (TBS『あらびき団』より)
  - 8日：マヨネーズ…小杉竜一（ブラックマヨネーズ）
  - 9日：チェリーパイ…トシ（タカアンドトシ（漫才中のセリフより））
  - 10日：『日本タレント名鑑』（VIPタイムズ社）『TVスター名鑑』（東京ニュース通信社）…田村淳、枡田絵理奈(TBS 『クイズ☆タレント名鑑/スター名鑑』より)
  - 11日（復帰日）：NHK大河ドラマ歴史ハンドブック『麒麟がくる 明智光秀とその時代』（NHK出版）

| 担当                  | 出演者                                      | 曜日 | 出演期間               | 代役対象者                     | 休演理由 | 備考 |
| --------------------- | ------------------------------------------- | ---- | ---------------------- | ------------------------------ | --- | --- |
| MC                    | 山本里菜                                    | 月   | 2021年4月26日          | 田村真子                       | 体調不良 | 当時、隔週月曜ニュースキャスター。 |
| MC                    | 山本里菜                                    | 月   | 2022年1月31日          | 田村真子                       | 喉の違和感 | 以前、隔週月曜ニュースキャスター。 |
| MC                    | 山本里菜                                    | 月   | 2022年2月7日           | 田村真子                       | （前述した喉の違和感から） 新型コロナウイルス感染                                                               | 以前、隔週月曜ニュースキャスター。 |
| MC                    | 山本里菜                                    | 金   | 2022年2月4日           | 田村真子                       | （前述した喉の違和感から） 新型コロナウイルス感染                                                               | 以前、隔週月曜ニュースキャスター。 |
| MC                    | 山本里菜                                    | 火   | 2022年2月8日           | 田村真子                       | （前述した喉の違和感から） 新型コロナウイルス感染                                                               | 以前、隔週月曜ニュースキャスター。 |
| MC                    | 山本里菜                                    | 水   | 2022年2月9日           | 田村真子                       | （前述した喉の違和感から） 新型コロナウイルス感染                                                               | 以前、隔週月曜ニュースキャスター。 |
| MC                    | 枡田絵理奈                                  | 木   | 2022年2月10日          | 田村真子                       | （前述した喉の違和感から） 新型コロナウイルス感染                                                               | 前述。 |
| MC                    | 松田好花（日向坂46）                        | 月   | 2021年10月25日         | 田村真子                       | 夏季休暇 | 2021年8 - 9月度月曜ラヴィット!ファミリー。 |
| MC                    | 加藤史帆（日向坂46）                        | 火   | 2021年10月26日         | 田村真子                       | 夏季休暇 | 2021年4 - 5月度火曜ラヴィット!ファミリー。 |
| MC                    | 守屋麗奈（櫻坂46）                          | 水   | 2021年10月27日         | 田村真子                       | 夏季休暇 | 当時、水曜ラヴィット!ファミリー。 |
| MC                    | 横田真悠                                    | 木   | 2021年10月28日         | 田村真子                       | 夏季休暇 | 当時、木曜毎週レギュラー。 |
| MC                    | 横田真悠                                    | 木   | 2024年1月25日          | 田村真子                       | 夏季休暇 | 当時、木曜毎週レギュラー。 |
| MC                    | 濵田崇裕（ジャニーズWEST）                  | 金   | 2021年10月29日         | 田村真子                       | 夏季休暇 | 2021年5月・9月のマンスリーゲストをジャニーズWESTが担当。 |
| MC                    | 牧野真莉愛（モーニング娘。'24）             | 月   | 2024年1月22日          | 田村真子                       | 夏季休暇 | 2022年7 - 9月度月曜ラヴィット!ファミリー。 |
| MC                    | 佐々木舞香（=LOVE）                         | 火   | 2024年1月23日          | 田村真子                       | 夏季休暇 | |
| MC                    | 大園玲（櫻坂46） 増本綺良（櫻坂46）         | 水   | 2024年1月24日          | 田村真子                       | 夏季休暇 | 大園は、2022年7 - 9月度水曜ラヴィット!ファミリー。 増本は、2023年1 - 3月度水曜ラヴィット!ファミリー。 |
| MC                    | 弓木奈於（乃木坂46）                        | 金   | 2024年1月26日          | 田村真子                       | 夏季休暇 | 2023年10 - 12月度金曜ラヴィット!ファミリー。 |
| MC                    | 南後杏子                                    | 月   | 2024年10月21日         | 田村真子                       | 夏季休暇 | 前枠番組「THE TIME,」出演者。 |
| MC                    | 南後杏子                                    | 火   | 2024年10月22日         | 田村真子                       | 夏季休暇 | 前枠番組「THE TIME,」出演者。 |
| MC                    | 南後杏子                                    | 水   | 2024年10月23日         | 田村真子                       | 夏季休暇 | 前枠番組「THE TIME,」出演者。 |
| MC                    | 南後杏子                                    | 木   | 2024年10月24日         | 田村真子                       | 夏季休暇 | 前枠番組「THE TIME,」出演者。 |
| MC                    | 南後杏子                                    | 金   | 2024年10月25日         | 田村真子                       | 夏季休暇 | 前枠番組「THE TIME,」出演者。 |
| MC                    | 日比麻音子                                  | 火   | 2022年2月1日           | 山本里菜 （田村真子）          | 川島が新型コロナウイルスに感染した際に同じスタジオにいたことで課せられた3日間の自宅待機（濃厚接触者には非該当） | 新型コロナウイルスへの感染に伴う療養から2022年1月31日に復帰。 生放送によるレギュラー番組（火曜日：『Nスタ』水曜日：『ひるおび!』『アフター6ジャンクション』など）への出演と並行しながら、山本の代理を3日間任された。            |
| MC                    | 日比麻音子                                  | 水   | 2022年2月2日           | 山本里菜 （田村真子）          | 川島が新型コロナウイルスに感染した際に同じスタジオにいたことで課せられた3日間の自宅待機（濃厚接触者には非該当） | 新型コロナウイルスへの感染に伴う療養から2022年1月31日に復帰。 生放送によるレギュラー番組（火曜日：『Nスタ』水曜日：『ひるおび!』『アフター6ジャンクション』など）への出演と並行しながら、山本の代理を3日間任された。            |
| MC                    | 日比麻音子                                  | 木   | 2022年2月3日           | 山本里菜 （田村真子）          | 川島が新型コロナウイルスに感染した際に同じスタジオにいたことで課せられた3日間の自宅待機（濃厚接触者には非該当） | 新型コロナウイルスへの感染に伴う療養から2022年1月31日に復帰。 生放送によるレギュラー番組（火曜日：『Nスタ』水曜日：『ひるおび!』『アフター6ジャンクション』など）への出演と並行しながら、山本の代理を3日間任された。            |
| MC                    | 河井ゆずる（アインシュタイン）              | 火   | 2022年2月1日           | 川島明（麒麟）                 | 新型コロナウイルス感染                                                                                          | 当時、火曜隔週レギュラー。 |
| MC                    | 柴田英嗣（アンタッチャブル）                | 水   | 2022年2月2日           | 川島明（麒麟）                 | 新型コロナウイルス感染                                                                                          | 当時、水曜毎週レギュラー |
| MC                    | 屋敷裕政（ニューヨーク）                    | 木   | 2022年2月3日           | 川島明（麒麟）                 | 新型コロナウイルス感染                                                                                          | 当時、木曜毎週レギュラー |
| MC                    | EXIT                                        | 金   | 2022年2月4日           | 川島明（麒麟）                 | 新型コロナウイルス感染                                                                                          | 当時、金曜隔週レギュラー（通常は出演しない週）。 |
| MC                    | ライト東野（東野幸治） レフト藤井（藤井隆） | 月   | 2022年2月7日           | 川島明（麒麟）                 | 新型コロナウイルス感染                                                                                          | 2月12日放送の『あらびき団ゴールデンスペシャル』のPRを兼ねた出演。 |
| MC                    | 小杉竜一（ブラックマヨネーズ）              | 火   | 2022年2月8日           | 川島明（麒麟）                 | 新型コロナウイルス感染                                                                                          | VTRの途中にて、ブラックマヨネーズが司会を務める『モニタリング』のテロップの演出。 |
| MC                    | トシ（タカアンドトシ）                      | 水   | 2022年2月9日           | 川島明（麒麟）                 | 新型コロナウイルス感染                                                                                          | 当日の視聴者プレゼントはタカアンドトシが司会を務める北海道放送（HBCテレビ）『ジンギス談!』特製お守り。 |
| MC                    | 田村淳（ロンドンブーツ1号2号）              | 木   | 2022年2月10日          | 川島明（麒麟）                 | 新型コロナウイルス感染                                                                                          | 年末（実際には12月30日の深夜）放送の『クイズ☆正解は一年後2022』のPRを兼ねていたため、同番組のフォーマットに沿った特別企画「クイズ☆正解は一時間後」を放送中に実施。                                                              |
| MC                    | 山添寛（相席スタート）                      | 水   | 2022年12月28日         | 川島明（麒麟）                 | 当日夜放送の『ゴールデンラヴィット!』の準備                                                                     | この日の放送は田村との2人のみで進行。川島のみならずレギュラー出演者も準備のため不在だった。『THE TIME,』とのクロストークは田村が担当した。                                                                                      |
| MC                    | おいでやす小田                              | 火   | 2023年12月26日         | 川島明（麒麟）                 | 当日夜放送の『ゴールデンラヴィット!』の準備                                                                     | この日の放送は田村との2人のみで進行。川島のみならずレギュラー出演者も準備のため不在だった。『THE TIME,』とのクロストークは田村が担当した。                                                                                      |
| MC                    | 赤荻歩                                      | 金   | 2024年12月27日         | 川島明（麒麟）                 | 当日夜放送の『ゴールデンラヴィット!』の準備                                                                     | TBSテレビ入社21年目にして初めてバラエティ番組のMCを担当。金曜レギュラーは東京ホテイソンのみ出演し、番組内で活躍のあったゲストをパネラーに迎えて放送した。 その後の『JNN NEWS』も担当したのち、『ゴールデンラヴィット!』に出演。 |
| レギュラー            | 礼二（中川家）                              | 木   | 2021年4月16日          | 石田明（NON STYLE）            | 急遽、病院へ通院したため。                                                                                      | |
| レギュラー            | 斎藤司（トレンディエンジェル）              | 木   | 2021年4月22日          | 石田明（NON STYLE）            | 新型コロナウイルス濃厚接触者認定                                                                                | |
| レギュラー            | すゑひろがりず                              | 木   | 2021年6月17日          | ニューヨーク                   | 屋敷が新型コロナウイルス濃厚接触者認定                                                                          | |
| レギュラー            | 東京ホテイソン                              | 金   | 2021年5月17日          | 太田博久（ジャングルポケット） | 体調不良により欠席                                                                                              | 当時隔週レギュラーの東京ホテイソンが2週連続出演。 |
| レギュラー            | カミナリ                                    | 金   | 2021年7月9日           | 東京ホテイソン                 | USJからの生中継                                                                                                 | |
| レギュラー            | カミナリ                                    | 金   | 2022年1月21日          | 東京ホテイソン                 | 新型コロナウイルス感染                                                                                          | |
| レギュラー            | 本田仁美（AKB48）                           | 木   | 2022年1月20日          | 横田真悠                       | 新型コロナウイルス感染                                                                                          | |
| レギュラー            | ダイタク                                    | 木   | 2022年1月20日          | ニューヨーク                   | 新型コロナウイルス感染・濃厚接触者認定                                                                          | |
| レギュラー            | 井上裕介（NON STYLE）                       | 木   | 2022年1月20日・1月27日 | 石田明（NON STYLE）            | 新型コロナウイルス濃厚接触者認定                                                                                | 当時、木曜コーナーレギュラー。 |
| レギュラー            | 濱田崇裕（ジャニーズWEST）                  | 火   | 2022年1月25日          | 佐久間大介（Snow Man）         | Snow Manの他のメンバーが新型コロナウイルス感染                                                                  | |
| レギュラー            | バイク川崎バイク                            | 木   | 2022年1月27日          | 嶋佐和也（ニューヨーク）       | 新型コロナウイルス感染                                                                                          | |
| レギュラー            | マヂカルラブリー                            | 水   | 2022年2月2日           | 見取り図                       | 新型コロナウイルス感染                                                                                          | |
| レギュラー            | なすなかにし                                | 木   | 2022年2月17日          | 石田明（NON STYLE）            | 新型コロナウイルス濃厚接触者認定                                                                                | |
| レギュラー            | 井上裕介（NON STYLE）                       | 木   | 2022年2月24日          | 石田明（NON STYLE）            | 新型コロナウイルス濃厚接触者認定                                                                                | 当時、木曜コーナーレギュラー。 |
| レギュラー            | 山本博（ロバート）                          | 月   | 2022年2月28日          | 馬場裕之（ロバート）           | 新型コロナウイルス感染                                                                                          | |
| レギュラー            | 秋山竜次（ロバート）                        | 月   | 2022年3月7日           | 馬場裕之（ロバート）           | 新型コロナウイルス感染                                                                                          | |
| レギュラー            | アインシュタイン                            | 火   | 2022年3月8日           | ミキ                           | 新型コロナウイルス感染                                                                                          | 当時、火曜隔週レギュラー（通常は出演しない週）。 |
| ラヴィット!ファミリー | 田村保乃（櫻坂46）                          | 水   | 2022年8月31日          | 大園玲（櫻坂46）               | 新型コロナウイルス感染                                                                                          | 2022年1 - 3月度水曜ラヴィット!ファミリー。 |
| ラヴィット!ファミリー | 浮所飛貴（美 少年）                         | 月   | 2023年1月9日           | 岩﨑大昇（美 少年）            | 体調不良 | |
| ニュースキャスター    | 篠原梨菜                                    | 月   | 2021年4月26日          | 山本里菜                       | MC代役（上記）                                                                                                  | 当時、隔週金曜ニュースキャスター。 |
| ニュースキャスター    | 篠原梨菜                                    | 月   | 2024年4月15日          | 伊藤隆佑                       | マスターズ・トーナメントの現地リポーター派遣                                                                    | 本来なら『THE TIME'』と『THE TIME,』の中継リポーターを担当している日だが、当日は両番組がマスターズ・トーナメントの中継により休止。                                                                                              |
| ニュースキャスター    | 山内あゆ                                    | 月   | 2024年5月6日           | 伊藤隆佑                       | | |
| ニュースキャスター    | 高柳光希                                    | 月   | 2024年7月22日          | 伊藤隆佑                       | 2024年パリオリンピックにおけるジャパンコンソーシアム制作分の実況要員として現地派遣                              | その後の『JNN NEWS』も担当。 |
| ニュースキャスター    | 古谷有美                                    | 月   | 2024年7月29日          | 伊藤隆佑                       | 2024年パリオリンピックにおけるジャパンコンソーシアム制作分の実況要員として現地派遣                              | |
| ニュースキャスター    | 古谷有美                                    | 月   | 2024年8月5日           | 伊藤隆佑                       | 2024年パリオリンピックにおけるジャパンコンソーシアム制作分の実況要員として現地派遣                              | |
| ニュースキャスター    | 南波雅俊                                    | 月   | 2024年8月12日          | 伊藤隆佑                       | 2024年パリオリンピックにおけるジャパンコンソーシアム制作分の実況要員として現地派遣                              | |
| ニュースキャスター    | 山本里菜                                    | 木   | 2021年7月1日           | 近藤夏子                       | | 当時、隔週月曜ニュースキャスター。 |
| ニュースキャスター    | 南波雅俊                                    | 木   | 2021年10月21日         | 近藤夏子                       | | 当時、火曜ニュースキャスター。 |
| ニュースキャスター    | 野村彩也子                                  | 金   | 2022年1月7日           | 赤荻歩                         | 休暇 | 以前、隔週金曜ニュースキャスター。 |
| ニュースキャスター    | 南波雅俊                                    | 金   | 2022年1月28日          | 赤荻歩                         | 新型コロナウイルス濃厚接触者認定                                                                                | 当時、火曜ニュースキャスター。 |
| ニュースキャスター    | 蓮見孝之                                    | 金   | 2022年1月21日          | 赤荻歩                         | 新型コロナウイルス濃厚接触者認定                                                                                | |
| ニュースキャスター    | 蓮見孝之                                    | 月   | 2022年2月7日           | 若林有子                       | 夏季休暇 | |
| ニュースキャスター    | 渡部峻                                      | 火   | 2021年4月27日          | 南波雅俊                       | | 当時、隔週月曜ニュースキャスター。 |
| ニュースキャスター    | 渡部峻                                      | 火   | 2021年6月8日           | 南波雅俊                       | | 当時、隔週月曜ニュースキャスター。 |
| ニュースキャスター    | 渡部峻                                      | 火   | 2021年7月13日          | 南波雅俊                       | | 当時、隔週月曜ニュースキャスター。 |
| ニュースキャスター    | 出水麻衣                                    | 火   | 2022年2月15日          | 南波雅俊                       | 休暇 | その後の『JNN NEWS』と『ひるおび!』のニュース、『報道1930』も担当。 |
| ニュースキャスター    | 高柳光希                                    | 火   | 2022年3月22日          | 南波雅俊                       | 休暇 | |
| ニュースキャスター    | 高柳光希                                    | 火   | 2024年8月13日          | 蓮見孝之                       | | |
| ニュースキャスター    | 浦野芽良                                    | 火   | 2024年9月17日          | 蓮見孝之                       | | |
| ニュースキャスター    | 野村彩也子                                  | 金   | 2022年4月29日          | 佐々木舞音                     | 中継リポーターとして出演のため                                                                                  | 当時、火曜ニュースキャスター。 |
| ニュースキャスター    | 小沢光葵                                    | 金   | 2022年7月8日           | 佐々木舞音                     | 中継リポーターとして出演のため                                                                                  | 当時、木曜ニュースキャスター。 |
| ニュースキャスター    | 高柳光希                                    | 木   | 2022年7月14日          | 小沢光葵                       | | |
| ニュースキャスター    | 齋藤慎太郎                                  | 水   | 2022年7月27日          | 山形純菜                       | | |
| ニュースキャスター    | 佐々木舞音                                  | 木   | 2023年6月15日          | 吉村恵里子                     | 『THE TIME,』を休演した篠原の代わりに中継リポーターとして出演のため                                             | 当時、金曜ニュースキャスター |
| ニュースキャスター    | 吉村恵里子                                  | 木   | 2024年1月4日           | 南後杏子                       | | |
| ニュースキャスター    | 小沢光葵                                    | 木   | 2024年8月8日           | 南後杏子                       | スタジオにゲームのプレイヤーとして出演したため                                                                  | |
| ニュースキャスター    | 篠原梨菜                                    | 木   | 2024年9月26日          | 南後杏子                       | | |
| ニュースキャスター    | 野村彩也子                                  | 木   | 2024年12月19日         | 南後杏子                       | | 2023年9月から約1年間、業務の過多に起因する体調不良を理由に休養し、2024年9月よりアナウンスセンターの業務に復帰。全国ネット番組への顔出しでの出演はこれが復帰後初めてとなった。                                                   |
| ニュースキャスター    | 吉村恵里子                                  | 火   | 2024年2月6日           | 古田敬郷                       | | |
| ゲスト                | 屋敷裕政（ニューヨーク）                    | 水   | 2022年1月26日          | 森田哲矢（さらば青春の光）     | 体調不良 | 当時、木曜毎週レギュラー。 |
| ゲスト                | なすなかにし                                | 水   | 2022年3月9日           | すゑひろがりず                 | 新型コロナウイルス感染                                                                                          | |
| ゲスト                | 香川照之                                    | 金   | 2022年6月10日          | 高橋メアリージュン             | 体調不良 | 放送当時、『THE TIME,』で金曜日の司会を務めていた（不祥事のため同年8月に降板）。 オープニングトーク中に予告なく突如登場（緊急生出演）。番組本編では初出演を果たした。なお8時55分頃途中退席。                                    |
| ゲスト                | お見送り芸人しんいち                        | 月   | 2023年5月8日           | ランジャタイ                   | 体調不良 | |
| ゲスト                | 佐野雄大（INI）                             | 木   | 2023年5月25日          | 尾崎匠海（INI）                | 体調不良 | スタジオには佐野と西洸人の2人が出演したが、この日のオープニングの最後で、体調不良で欠席した尾崎を除くINIメンバー10人全員が勢揃いして、新曲「FANFARE」を披露。これにより、INIメンバーは11人全員が当番組出演経験者となった。      |

### グランドスラム
全曜日でのスタジオパネラー出演や定期的に行っているオープニング企画の参加、またはロケゲスト出演（いずれもネタ見せなどの、数分だけの出演は対象外）を達成すると、「グランドスラム」達成として表彰される。当初達成した際には、王冠を被ったラッピーの下に、金色で「グランドスラム達成」と書かれた、水色のTシャツが贈呈されていた。2022年達成者の一部と、2023年3月30日に達成したモグライダー以降の達成者は、キャラ特性や過去出演時の出来事などに因んだものが贈呈されている。なお、MCやTBSアナウンサー（赤荻・南波など）、ラッピーは全曜日出演しても受賞対象にはならない。なお、パネラーゲスト以外での出演が含まれる場合、スタジオグランドスラム認定となっていない出演者も存在する。
スタジオ、ロケ両方で達成すると「Wグランドスラム」（ダブルグランドスラム）となる。これを達成しているのは、なすなかにし（那須晃行・中西茂樹）の1組だけである。
また、2024年5月1日からは、全曜日でロケを行ったロケ地もグランドスラム表彰対象となった。

#### スタジオグランドスラム達成者
これまでのグランドスラム達成者の多くは、月曜・火曜・金曜の出演を以って達成することがほとんどである（月曜はハッピーマンデー制度等により祝日が多く、祝日特番からのゲスト出演や、当番組自体が祝日特別企画で特別ゲストの出演が多いこと。火曜は『火曜ドラマ』から出演俳優がゲスト出演することや、火曜のみの出演が多い頻出出演者が多数いることが主な要因となっている。金曜は、週末放送の特番・公開の映画・『金曜ドラマ』や『日曜劇場』などから出演俳優が、『THE TIME,』から当番組、そして『ひるおび』以降の各番組の生放送にゲスト出演することが多いことが主な要因となっている。）。
| 達成順 | 達成日                                               | 達成者                                                      | 備考 |
| ------ | ---------------------------------------------------- | ----------------------------------------------------------- | --- |
| 1      | 2021年7月19日（月曜日）                              | 春日俊彰 （オードリー）                                     | 放送開始からわずか3か月ほどでグランドスラムを達成。 |
| 2      | 2022年5月24日（火曜日）                              | 森田哲矢 （さらば青春の光）                                 | 達成の際には番組グッズが実質宣伝目的でプレゼントされたため、当日の視聴者プレゼントキーワードは「#オレのラヴィットグッズも全部プレゼント」（実際はプレゼントにはなっていない）。 ロケではボケとして購入した物が、視聴者プレゼントとなることがある。 |
| 3      | 2022年6月17日（金曜日）                              | なすなかにし （那須晃行・中西茂樹）                         | コンビ単位での達成は初めて。 2023年10月からは月曜隔週レギュラー。 |
| 4      | 2022年7月15日（金曜日）                              | おいでやす小田                                              | 達成日の7月15日はゲストとして織田裕二、中井美穂が出演していたため放送時間の都合上祝われず、翌週の29日達成とし小田には6XLサイズのTシャツが送られた。 裏番組であるNHK (BK) 朝の連続テレビ小説『カムカムエヴリバディ』に森岡新平役として出演したことをきっかけに、「◯ドラ俳優」として紹介されることが多々あり、登場の際にはカーテンを用いたり、くす玉を用意したりなど大々的な演出がされる。 |
| 5      | 2023年1月30日（月曜日）                              | ロングコートダディ （堂前透・兎）                           | 2023年10月からは水曜隔週レギュラー。 |
| 6      | 2023年3月30日（木曜日）                              | モグライダー （芝大輔・ともしげ）                           | 後述する「モグ飯キッチン」を担当しているため、「ラッピーモグ飯エプロン」がプレゼントされた。 2023年10月からは火曜隔週レギュラー。 |
| 7      | 2023年4月21日（金曜日）                              | コットン （西村真二・きょん）                               | 2022年9月27日放送回で、きょんがバランスボールに乗りながらフラフープをするという挑戦をした際、フラフープが外れそうになった際に川島が「ゴーストバスターズのロゴみたい」というツッコミを入れた。それに因み、西村・きょんをゴーストバスターズ風にデザインしたTシャツがプレゼントされた。 |
| 8      | 2023年5月19日（金曜日）                              | インディアンス（現・ちょんまげラーメン） （きむ・田渕章裕） | 田渕が番組内で頻繁に披露するギャグ「クジャク」に因み、「クジャクTシャツ」がプレゼントされた。 |
| 9      | 2023年7月28日（金曜日）                              | せいや （霜降り明星）                                       | 2組目の森田から8組目のインディアンス（現・ちょんまげラーメン）までは、ほぼ毎週何かしら出演している準レギュラーのような扱いでの全曜日達成であった。一方せいやは、初のグランドスラム達成者の春日同様に、基本的には番宣での単発出演であり、数少ない出演機会でのグランドスラム達成。 出演時には毎回、せいや独自の「ラヴィッツ!」ポーズを披露するため、それに因み「ラヴィッツ! Tシャツ」がプレゼントされた。 |
| 10     | 2023年10月13日（金曜日）                             | タイムマシーン3号 （山本浩司・関太）                        | スタジオへの初回出演となった2023年2月23日放送分で仕掛けられたドッキリを模したイラストが描かれた「いざ天竺へ」Tシャツが贈呈された。この「いざ天竺へ」Tシャツは、実際にその日の視聴者プレゼントにもなっており、初めてグランドスラムの記念品がプレゼント対象となった。 |
| 11     | 2024年1月12日（金曜日）                              | 守屋麗奈 （櫻坂46）                                         | 女性および芸人以外で初のスタジオグランドスラム達成。 2021年8月12日 - 9月30日までは木曜、10月6日 - 12月22日までは水曜のラヴィット!ファミリーを担当し、シーズンレギュラー卒業後も不定期出演している。 2023年7月12日放送分で自身がビリビリ椅子を腰を浮かせて回避したことを当日のアフタートーク（『夜明けのラヴィット!』2023年7月15日放送分でオンエア）で自身が不正を認めた際のコメント「うわぁバレてたか」とコメントした際の自身の表情を模したイラストと、自身が描いたラッピーと思しきキャラクター「れなッピー」のイラストが描かれた特製Tシャツが贈呈された。 |
| 12     | 2024年1月22日（月曜日）                              | アキナ （秋山賢太・山名文和）                               | 2023年2月28日放送分の「#ためスノ」のロケで山名が佐久間大介・宮舘涼太へのロケの感想としてコメントした「ニッチェッチェ」とその際の2人を模したイラストが描かれた特製Tシャツが贈呈された。 |
| 13     | 2024年2月5日（月曜日）                               | マユリカ （阪本・中谷）                                     | 2人が初の決勝戦へ進んだ『M-1グランプリ2023』（朝日放送テレビ）で勝手につけられたキャッチフレーズ「ずっとキモダチ」にちなんだ2人が描かれた特製「ずっとキモダチTシャツ」が贈呈された。 |
| 14     | 2024年2月16日（金曜日）                              | ヤーレンズ （楢原真樹・出井隼之介）                         | 楢原が『M-1グランプリ2023』（朝日放送テレビ）で準優勝する前、自身のXのプロフィールに「ラヴィット!のレギュラーになれたらあがりです」と記入していたことにちなんで、2人とラッピーが描かれた「ラヴィット!のレギュラーになれたらあがりですTシャツ」が贈呈された。 なお2024年4月から『ヤーレンズの＃ふらっと』（TBSラジオで向井慧（パンサー）が出演しない隔週木曜日に当番組の放送時間帯と重複する形で放送）にてパーソナリティを務めていることもあり、同月以降コンビ揃ってのスタジオ出演はまだ実現していない。 |
| 15     | 2024年3月12日（火曜日）                              | みなみかわ                                                  | 2023年12月13日放送分でアンタッチャブル・柴田英嗣の紹介でスタジオへ初登場した際に、ビリビリ椅子を自身の特技である「システマ」で耐えている様子が描かれた、ハードコアチョコレートとのコラボ「システマVSビリビリイスTシャツ」が贈呈された。 |
| 16     | 2024年3月29日（金曜日） （2023年10月19日（木曜日）） | 小杉竜一 （ブラックマヨネーズ）                             | 本来は、2023年10月19日（木）の出演でグランドスラムを達成していたが、関係者が誰も気づかず、当日出演のアンケートで小杉による自己申告で発覚という異質な形になった。 2023年7月5日放送分で自身の髪型を川島から「カッパの王様」と揶揄されたことから、「カッパの王様Tシャツ」が贈呈された。 |
| 17     | 2024年4月3日（水曜日）                               | 佐野晶哉 （Aぇ! group）                                     | 男性アイドルで初のスタジオグランドスラム達成となった。 なお、この日のオープニングは、『みんなのうた』（NHK）放送開始日であることに因み、「子どもの頃に憧れたスターの姿に変身」ということで、出演者全員がコスプレで出演。佐野は『ライオン・キング』のシンバのコスプレでの出演でこの日は通すことになり（また当日は後述の事情で番組が途中で中断打ち切りとなったため）、達成記念品は贈呈されていなかった。 その後2024年6月21日放送分で「俺まだ（達成記念の）Tシャツもらってへんのですよ」と発言したことにちなみ、同年10月30日（水曜日）にスタジオ出演した際に「『俺まだTシャツもらってへんのですよ』Tシャツ」が贈呈された。                                           |
| 18     | 後述するロケ地グランドスラムが該当。                 | 後述するロケ地グランドスラムが該当。                        | 後述するロケ地グランドスラムが該当。 |
| 19     | 2024年5月6日（月曜日）                               | トキ （藤崎マーケット）                                     | 当日はパネラーゲストではなく、自身が考案した運試しの企画「KISUKE」に参加したことに伴い達成。 パネラーゲスト以外の手段での達成は今回が初めて。 2024年3月5日放送の「KISUKE」の第1回で完全制覇した直後の様子がプリントされた「MR.KISUKE Tシャツ」が贈呈された。 |
| 20     | 2024年5月23日（木曜日）                              | 宮近海斗 （Travis Japan）                                   | 2024年1月12日 - 3月29日まで金曜のラヴィット!ファミリーを担当し、シーズンレギュラー卒業後も不定期出演している。 シーズンレギュラー就任中の2024年3月22日放送分で挑戦した「KISUKE」をトップバッターで完全制覇した際、気まずそうな表情を浮かべた自身と、焦りを感じた「KISUKE」考案者、藤崎マーケット・トキの写真と、その際に自身が発したコメント「KISUKEってこれなんですよ」が記された「NEW GENERATION OF KISUKE Tシャツ」が贈呈された。 |
| 21     | 2024年5月24日（金曜日）                              | 三拍子 （高倉陵・久保孝真）                                 | 2日連続でスタジオグランドスラム達成者が出たのは初めて。 月曜「ラヴィット!ランキング」内のコーナー「三拍子の胃袋つかみ飯」のオープニングで自身の紹介として使われるナレーションにちなんだ「漫才は一流、ロケはまだまだ初心者 芸歴23年目、遅咲きのルーキー 三拍子Tシャツ」が贈呈された。 |
| 22     | 2024年6月21日（金曜日）                              | LEO （BE:FIRST）                                            | 番組内での試食での食べっぷりがよいため、「みんながご飯をおごりたい男」というあだ名がついたことから、これまでのLEOの試食シーンの写真を集めたデザインの「みんながご飯をおごりたい男Tシャツ」が贈呈された。 |
| 23     | 2024年7月11日（木曜日）                              | 弓木奈於 （乃木坂46）                                       | 2023年10月13日 - 12月22日は金曜のラヴィット!ファミリーを担当し、シーズンレギュラー卒業後も不定期出演している。 シーズンレギュラー就任中の2023年10月20日放送分で行われた「ロマンスカーゲーム」で、ジャングルポケット・太田博久の判断により自身の回答がアウト判定となりビリビリ椅子を受けたのちに放ったコメントにちなんだ「マジでヤバいから!Tシャツ」が贈呈された。 |
| 24     | 2024年7月30日（火曜日）                              | 青木マッチョ （かけおち）                                   | この日番組全編を通して行われた「KISUKE2024夏」への参加をもってグランドスラムを達成。当日は覆面の状態で登場し、外した際に正体が明らかとなった。 これまでの達成者とは違い、パネラー席での出演が1回もない状態でスタジオグランドスラム認定となった。 番組内（『夜明けのラヴィット!』も含む）で様々な特技を披露していることから、「1000の特技を持つ男Tシャツ」が贈呈された。 このTシャツは昭和テイストで描かれており、こうしたイラストに定評のある吉岡里奈がデザインした。 また当Tシャツは2025年1月5日 - 15日に東京・松屋銀座で開催される番組イベント「ラッピーデパート」で市販された。                                                                                |
| 25     | 2024年8月26日（月曜日）                              | ガガンモ                                                    | 初登場となった2024年8月20日（火曜日）から5回連続で番組オープニングでスタジオに登場し、ガガンモによる自己申告で（初登場からグランドスラムまでの日数が）史上最速かつ、史上初めてキャラクターによるスタジオグランドスラムを達成。こちらも青木マッチョ同様、パネラー席の出演が一度もない状態でスタジオグランドスラム認定となった。 達成記念品として「びよーんTシャツ」が制作され、この日の視聴者プレゼントの対象となった。 |
| 26     | 2024年9月2日（月曜日）                               | 囲碁将棋 （文田大介・根建太一）                             | 2024年5月8日放送分のゲスト出演時の紹介の際「今日売れます」と文田が発言。以後のゲスト出演時の紹介時にも発言し続けたため、「今日売れますTシャツ」が贈呈された。 |
| 27     | 2024年11月15日（金曜日）                             | 田村保乃 （櫻坂46）                                         | 櫻坂46からは2人目の達成となり、史上初めてひとつのグループから2人目の達成者となった。 2022年1月5日 - 3月30日までは水曜のラヴィット!ファミリーを担当し、シーズンレギュラー卒業後も不定期出演している。 2022年1月5日放送分の「ラヴィット!ランキング」のロケでゲーム「ワードスナイパー」を行っていた際、「て」から始まる「冷たいもの」で「テキーラ」と答え、しばらくテキーラキャラと呼ばれていたため、それをイラスト化した「テキーラ!Tシャツ」が贈呈された。 また当Tシャツは2025年1月5日 - 15日に東京・松屋銀座で開催される番組イベント「ラッピーデパート」で市販された。                                                                                             |
| 28     | 2025年1月8日（水曜日）                               | 柳原可奈子                                                  | 女性芸人で初のスタジオグランドスラム達成となった。 以前、自身が宣材写真で着用していた「小さな帽子」を川島が「一番好きなんです」と話したことから、当番組出演時は必ず小さな帽子を着用しているため、「グランドスラム記念ミニ帽子」が贈呈された。 |
| 29     | 2025年2月4日（火曜日）                               | さや香 （石井・新山）                                       | 後述するストリートファイター対決で石井扮する「ザンギエフ石井」と、2022年12月19日出演時にツイスター対決で全く動きが無い状態が続いた新山こと「ただの新山」がデザインされた「ただの新山vsザンギエフ石井Tシャツ」が贈呈された。 |
| 30     | 2025年2月7日（金曜日）                               | かが屋 （加賀翔・賀屋壮也）                                 | 当番組には火曜日への出演がほとんどである中、2月4日（火曜日）に続いてこの週2回目の出演でグランドスラムを達成。なお加賀はこれ以前にも後述する「スマブラ王決定戦」にて金曜日のスタジオ出演経験があり、この日行われた第10回大会にも参加。 加賀が放送やロケで写真を多数撮影していることから、加賀が撮影した賀屋の写真で制作された「かが屋オリジナルカレンダー」（2025年版）が贈呈された。 |
| 31     | 2025年2月25日（火曜日）                              | K （&TEAM）                                                 | 2024年10月11日 - 12月20日は金曜のラヴィット!ファミリーを担当し、シーズンレギュラー卒業後も不定期出演。2025年7月14日からは再び月曜でシーズンレギュラーを担当している。 金曜のシーズンレギュラー就任中で『オールスター感謝祭』の「赤坂5丁目ミニマラソン」でもおなじみの、通称「心臓破りの坂」で名勝負を多く繰り広げたことから、「心臓破りの坂に愛された男Tシャツ」が贈呈された。 このTシャツのデザインは、前述の青木マッチョ同様に、吉岡里奈がデザインした昭和テイストのものになっている。 |
| 32     | 2025年3月7日（金曜日）                               | サンボマスター （山口隆・木内泰史）                         | ベース担当の近藤洋一は当日体調不良により欠席したため認定されず。木内はこの日（『ゴールデンラヴィット!』を除き）初めてパネラー席に座った。 サンボマスターと全曜日レギュラーのイラストが描かれた「サンボマスターグランドスラム記念タオル」が贈呈された。 |
| 33     | 2025年3月17日（月曜日） （2024年9月12日（木曜日））  | 鶴崎修功                                                    | 後述する通り、2024年以降ゲーム企画を中心に活躍しており、この日は初めてパネラー席に座った。 当番組出演時は、かつて出演していた『東大王』での衣装で出演する。 本来は、2024年9月12日（木）の出演（QuizKnockメンバーの1人として、前述の伊沢および東言・東問兄弟と出演）でグランドスラムを達成していたが、スタッフの伝えそびれにより、半年以上が経過した2025年3月17日にグランドスラム達成が発表されるという異質な形になった。 一時期ゲーム企画で四冠を達成していた時期もあった一方、無冠だった時期もあったことから、見る角度によって「四冠王」と「無冠王」が変わる「四冠王⇔無冠王Tシャツ」が贈呈された。                                                               |
| 34     | 2025年4月3日（木曜日）                               | かまいたち （山内健司・濱家隆一）                           | 2021年10月1日（金曜日）の初出演以降、毎年春頃に出演している。 木曜日のオープニングで行われる「ナチュラルCM選手権」が開催される発端となった、自身出演の「yogibo」のCMを描いた、「芸能界上がりナチュシーの帝王Tシャツ」が贈呈された。 |
| 35     | 2025年4月7日（月曜日）                               | 小森隼 （GENERATIONS from EXILE TRIBE）                     | 2024年7月5日 - 9月27日は金曜のラヴィット!ファミリーを担当し、シーズンレギュラー卒業後も不定期出演している。 2025年3月18日（火曜日）のオープニング「芸能界逆ババ抜き センター分け頂上決戦」において、開始わずか40秒で敗退決定という体たらくとなってしまったことから、その一部始終を4コマ漫画風に描いた「史上最弱のセンター分けTシャツ」が贈呈された。 |
| 36     | 2025年7月22日（火曜日）                              | 長谷川雅紀 （錦鯉）                                         | 相方である渡辺隆が、2025年4月から裏番組に出演していることから、2人のうち渡辺のみ黒塗りのシルエットとして描かれた「大人の事情で1人だけグランドスラムTシャツ」が贈呈された。 番組開始の2021年には、『M-1グランプリ2021』優勝翌日の12月20日（月曜日）を含め数回スタジオ出演と、後述する『バーチャルファミリーの休日』などのロケ出演があった。しかしその後は出演が無く、この日がスタジオ通算5回目の出演であるにも関わらず、曜日がバラバラだったためにグランドスラム達成となった。5回の出演でグランドスラム達成したのは、ガガンモに次いで2組目。更には後述する『お笑いの日2023』内の当番組企画「つかみ-1グランプリ」の審査員としても出演したため、土曜の出演歴もある。 |

#### ロケグランドスラム達成者
ロケグランドスラムの場合は、達成日当日にスタジオ出演していない場合は、後日スタジオ出演の際に表彰が行われる。なお、2024年以降は「スタジオグランドスラム」「ロケ地グランドスラム」の達成者をまとめて過去のグランドスラム達成者として紹介されていること、達成した藤本や小栗への表彰が行われていないこと、そもそもロケ企画が縮小された（2時間オープニングの回も多数あること）などから、事実上ロケグランドスラムが廃止されたと言える。
| 達成順 | 達成日                   | 達成者                              | 備考 |
| ------ | ------------------------ | ----------------------------------- | --- |
| 1      | 2022年7月13日（水曜日）  | なすなかにし （那須晃行・中西茂樹） | 同日、「見取り図の安くてウマくて○○な店」に出演しスタジオとロケ共に全曜日出演となり「Wグランドスラム」を達成。 8月10日にスタジオ出演時に那須・中西それぞれの妻の写真がプリントされた「Wグランドスラム」Tシャツが贈呈された。 |
| 2      | 2022年10月24日（月曜日） | 伊原六花                            | 女性の達成、芸人以外の達成は、いずれも初めて。 スタジオ出演（主に金曜の出演が最多）よりもロケ登場回数が多く、ロケ初登場は2022年2月10日木曜・金曜コラボ企画『マヂラブ＆伊原六花の旅in三浦半島』で初出演。2022年10月24日放送『ぼる塾の芸能界スイーツ部』でロケグランドスラム達成となり、当日スタジオ出演もしていたためVTR終了後に表彰された。   |
| 3      | 2023年6月30日（金曜日）  | 藤本美貴                            | 主に番組初期の企画（月曜の丸山の買い物企画、火曜のファッション関連、水曜のシンデレラタイムなど）にロケゲストとして出演していた。 同日放送の『EXITのテンションアゲアゲグルメ!』にてロケグランドスラム達成となる。 達成後の2023年12月21日にスタジオ初出演を果たしたものの、グランドスラムに関しては言及されておらず、表彰はまだ行われていない。 |
| 4      | 2023年10月23日（月曜日） | 小栗有以（AKB48）                   | ラヴィット!ファミリー経験者として、初のロケグランドスラム達成。 同日放送の『なすなかにしのおじさんに教えて!』にてロケグランドスラム達成となる。なお、達成後にスタジオ出演がないため、表彰はまだ行われていない。 |

#### ロケ地グランドスラム達成スポット
達成順のカッコ内の数字は、スタジオグランドスラムとロケ地グランドスラムを通算した達成順を示す。
| 達成順   | 達成日                 | 達成スポット         | 備考 |
| -------- | ---------------------- | -------------------- | --- |
| 1 （18） | 2024年5月1日（水曜日） | ナガシマスパーランド | 同日、「見取り図のGW in ナガスパ」で全曜日でのロケ実施を達成し、初のロケ地グランドスラム達成。 達成組数は、スタジオグランドスラムと通算で18組目の達成とされ、グランドスラム達成の感謝状とトロフィーが授与された。 |

## 主なコーナー・企画
8時にタイトルCGが流れた後、MCの川島と田村の挨拶から開始。続けてパネリストとスタジオゲストを紹介した後、即座にオープニングトークに移る。

### オープニング内の企画
テーマ(放送当日の出来事・記念日・年明け等)に因んだお気に入りの物を、1人1人紹介する。開始当初は1人あたりの紹介時間が短かったが、回を重ねるごとにトークから発展させた企画が行われるようになる（現在では企画自体をお気に入りだと紹介する出演者も多数いる）。長尺になることが予想された場合 や、準備に時間が掛かる場合はオープニングトークの途中でCMを挟む。それにより、当初5分にも満たなかった放送時間は徐々に時間を伸ばし続け、2024年～2025年前半までは9時をまたぐ1時間越えが常態化していた（2025年4月以降は「ぴったりラッピーアンケート！」の開始に伴い曜日別コーナーの開始時間が繰り上げられたため、9時またぎは少なくなっている）。日によってはその日の放送を丸々オープニング（番組内では2時間オープニングと呼んでいる）になるようになった。2024年11月以降は週に1回以上の高頻度で2時間オープニングが行われており、特に祝日・長期休み期間・大型連休期間などの視聴者数が多くなると見込める日はほぼ必ず2時間オープニングが割り当てられる。そのため、週によっては1週間の放送のほとんど、あるいはすべてが2時間オープニングとなる週もあり、VTRコーナーが放送される頻度が以前より激減している。なお、2時間オープニング時も終盤のプレゼントのキーワード発表とJNN NEWSは通常通り行うため、コーナーが放送時間に収まらないほど長引いた場合はコーナー終了を待たずにニュースを途中で挿入したり、キーワード発表を放送内で行わずXでの「はみ出しラヴィット!」で代替するケースもある。
一通りトーク・企画が終了したら、川島の「それではまいりましょう、『ラヴィット!』スタートです」の合図で曜日別のVTRコーナーがスタートする。当初は曜日企画の前に当日放送予定の企画の予告映像「本日のラインナップ」が流れていた。
スタジオゲストが都合によりオープニング終了と共に退席する場合もあり、その際は「『ラヴィット!』スタートです」の前に告知を行う。
2022年5月からは、TVerとTBS FREEにてオープニングトーク部分の先行配信を開始（当日昼12時ごろより配信、続きのコーナー部分は当日19時より配信。共に期限は翌週の7時59分まで）。
トークから派生させた企画の中には恒例となった事柄・企画がある。これは、過去に取り上げたゲームや企画を他曜日へ波及させる、リベンジとして参加者やルールを変更して再実施するなどから。以下の項目はその一部である。

#### 誕生日企画
放送当日に誕生日を迎える出演者がいる場合、オープニングで誕生日企画を行う。祝われる出演者は玉座に座らされ、特製のケーキが贈られる。
下記の表では割愛しているが、毎年2月15日には米村でんじろうが、5月23日には高橋名人が誕生日当日にスタジオ出演。米村は企画した科学実験でスタジオ出演者を翻弄させており、毎年視聴者プレゼントのキーワードの対象になっている。
2024年10月7日のあんり誕生日企画以降は、原則2時間オープニングで誕生日企画が実施されるようになっている。
| 誕生日   | 放送日         | 対象者           | 備考 |
| -------- | -------------- | ---------------- | --- |
| 10月18日 | 2021年10月18日 | 田辺智加         | トークテーマ「田辺さんにプレゼントしたいもの」 |
| 11月2日  | 2021年11月2日  | 高本彩花         | 元火曜ラヴィット！ファミリー。 プレゼント企画はなかったものの、特製ケーキが贈られた。 |
| 12月10日 | 2021年12月10日 | 太田博久         | トークテーマ「金曜メンバーが太田にプレゼントしたいもの」 |
| 2月3日   | 2022年2月3日   | 川島明・田村真子 | 両者、新型コロナ感染により本人不在。JPによる川島明のモノマネで代打。 トークテーマ「川島明・田村真子にプレゼントしたいもの」 |
| 2月3日   | 2023年2月3日   | 川島明・田村真子 | トークテーマ「川島明・田村真子にプレゼントしたいもの」 前年に本人不在のため出来なかった誕生日会のリベンジ。 番組後半部をほぼ丸々この企画に充てた（オープニングトークは別テーマで通常通り行い、一度締めてから誕生日会が開始）。 誕生日企画パートは赤荻と南波がMCを務めた。 ゲストとして『A-Studio+』（ライオンの同業他社がスポンサーのため同番組に関する話題や告知はライオンがスポンサーではない時間帯に集約）から笑福亭鶴瓶と藤ヶ谷太輔（Kis-My-Ft2）が初登場した。                                                            |
| 2月3日   | 2025年2月3日   | 川島明・田村真子 | トークテーマ「川島さん・田村さんとやりたいこと」 この日の進行は赤荻・南後（前番組『THE TIME,』の出演を7時頃までで切り上げて出演）が担当し、放送時間を全てこの企画に充てた。 川島・田村へは内容を事前に一切伝えなかった。 番組後半では櫻坂46による『Buddies』のスペシャルライブと、田辺による「ドラゴンボールティーパーティー」が行われた。 |
| 6月2日   | 2022年6月1日   | リリー           | 誕生日は6月2日であるが2021年6月2日放送時は少し触れる程度だったため、前倒しで誕生日企画を実施した。 また、当企画の最後にインディアンス（現・ちょんまげラーメン）・田渕章裕もリリーと同日が誕生日であったことを田渕の誕生日プレゼントとして歌をプレゼントしたトニーフランクから明かされた。br/>トークテーマ「リリーへプレゼント」 |
| 6月30日  | 2022年6月30日  | 横田真悠         | トークテーマ「木曜メンバーおススメ誕生日プレゼント」 この日、嶋佐が披露したOASIS「Don't Look Back In Anger」が大きな反響を呼ぶ。 また、この回からいぬによるオープニングアクトが恒例になる。 |
| 7月5日   | 2022年7月5日   | 佐久間大介       | トークテーマ「火曜メンバーがプレゼントしたいもの」 |
| 9月13日  | 2022年9月13日  | せいや           | トークテーマ「火曜メンバーがプレゼントしたいもの」 |
| 10月31日 | 2022年10月31日 | 金川紗耶         | トークテーマ「乃木坂46 金川紗耶さんにプレゼントしたいもの」 |
| 12月14日 | 2022年12月14日 | 那須晃行         | トークテーマ「なすなかにし・那須さんにプレゼントしたいもの」 |
| 2月9日   | 2023年2月9日   | 春日俊彰         | トークテーマ「春日さんにプレゼントしたいもの」前日にはこの回の告知で出演。 玉座は春日仕様でピンク色になり、ピンク色のカーペットも用意された。 |
| 3月24日  | 2023年3月24日  | たける           | トークテーマ「たけるにプレゼントしたいもの」 |
| 7月25日  | 2023年7月25日  | 芝大輔           | トークテーマ「モグライダー・芝にプレゼントしたいもの」 おいでやす小田も同日誕生日であったことから、「わしも誕生日じゃ」と本人が終盤のプレゼントキーワードで発表した。 |
| 7月25日  | 2024年7月25日  | おいでやす小田   | 小田の誕生日当日に関しては、2021年は日曜日だったため、2022年は世界陸上オレゴンの中継で番組休止となったため、2023年は前述の通りモグライダー・芝大輔と誕生日が重なったためにいずれも当番組内で祝うことができず、番組開始4年目で初めて企画の実施に至った。 トークテーマは自身の芸風から「思わず叫びたくなるもの」となった。 オープニングコーナー終了後、水曜分のロケで沖縄県に向かうことになり、強制的に途中退席させられた。 |
| 7月25日  | 2025年7月25日  | おいでやす小田   | この日はトークテーマを設けずに、過去の小田のアンケートから「どうしてもやりたい」と言っていた5つの夢を全て叶える企画を全編行なった。 |
| 8月23日  | 2023年8月23日  | 森田哲矢         | トークテーマ「さらば青春の光・森田にプレゼントしたいもの」 この日は放送時間をを全てこの企画に充てた。 |
| 11月28日 | 2023年11月28日 | 河井ゆずる       | トークテーマ「アインシュタイン・河井にプレゼントしたいもの」 |
| 12月15日 | 2023年12月15日 | 近藤千尋         | トークテーマ「近藤千尋にプレゼントしたいもの」 エンディングでショーゴが付き合っている彼女と喧嘩してしまい、別れ話が出てしまったことを口滑らせてしまった。 |
| 5月28日  | 2024年5月28日  | 若槻千夏         | トークテーマ「若槻千夏への誕生日祝い」 主役の若槻はピンク色のドレス&ティアラでおめかしをして登場。 当放送でおいでやす小田がさまざまなミスを起こしたことから、佐久間大介と水田信二から「バースデークラッシャー こわします小田」との異名がつけられた。 |
| 6月11日  | 2024年6月11日  | 山添寛           | 前週に当たる2024年6月4日放送分で川島から山添に対してサプライズで誕生日会の告知を行った。 この日は放送時間をを全てこの企画に充てた。 番組終盤には、スタッフからの誕生日祝いとしてYASU（北海道で活動するローカルタレント）が、HBCラジオ平日昼の帯番組『カーナビラジオ午後一番!』を休んだ上でサプライズ出演。山添が大好きなアニメ作品『クッキングパパ』の主題歌「ハッピー2ダンス」をテレビ初歌唱した。 |
| 7月5日   | 2024年7月5日   | 小杉竜一         | 自身のギャグ「ヒーハー!」にちなみ、トークテーマは「オススメの大声をあげたくなるもの」となった。 |
| 8月5日   | 2024年8月5日   | 関太・赤荻歩     | 当日は関と赤荻の誕生日企画を放送する予定だったが、7月31日に誕生日だった青木マッチョが「当日と翌日に番組出演していたのに触れられることすらなかった」として、関・赤荻チームと青木マッチョチームに分かれ、「バースデー対決3番勝負」を行った。 |
| 8月5日   | 2025年8月5日   | 赤荻歩           | トークテーマ「火曜メンバーによるお祝い」 前半で行われた「真夏のうま辛料理王決定戦」で、赤荻・南波・熊崎の3人が披露した出し物（後述）が8回目の失敗となった際に川島から「LOVE IT! ROCK 2025」への出演が3人に向けてサプライズ発表された。 後半では当日出演者と、赤荻の同期の蓮見孝之と、仲の良い藤森祥平・杉山真也も登場し、赤荻がファンのケツメイシの「仲間」の合唱が行われた。 この誕生日企画の後に自身が出演する「佐久間大介の夏休み in ユニバーサルスタジオジャパン」が放送されるため、オープニング企画のみでの実施となった。 |
| 10月7日  | 2024年10月7日  | あんり           | トークテーマ「あんりへの誕生日祝い」 主役のあんりはレモンイエローのドレス&ティアラでおめかしをして登場。 番組後半では田辺による「マツケンおしゃべりティーパーティー」が行われた。この回以降、月曜日で誕生日企画が行われる際には田辺による「〇〇ティーパーティー」が定番化するようになった。 またこの回以降、誕生日企画は全て2時間オープニングで実施されるようになる。 |
| 12月4日  | 2024年12月4日  | 平子祐希         | トークテーマ「平子祐希への誕生日祝い」 オープニングで盛山が寝坊し、7時38分に起床したことが自身から語られた。 |
| 2月20日  | 2025年2月20日  | 石田明           | トークテーマ「石田さんと一緒にやりたいこと」 主役の石田は王子様風の衣装で登場。 また、この日の出演者はサプライズゲスト・スタッフを含め、全員が白色がメインの服装で統一した。 |
| 3月25日  | 2025年3月25日  | 宮舘涼太         | トークテーマは自身が番組内対決企画にてなかなか勝利しないことから「宮舘さんにプレゼントした称号」であった。 また、この日の出演者はサプライズゲスト・スタッフを含め、全員が服に宮舘の象徴である赤いバラのブローチを着用し出演した。 また当該週は佐久間の出演週であったため、佐久間も出演した。 |
| 5月29日  | 2025年5月29日  | 松井ケムリ       | トークテーマ「ケムリさんと一緒にやりたいこと」 主役のケムリは王子様風の衣装で登場。 当該週は男性ブランコの出演週であったため、令和ロマンに加え男性ブランコも出演した。 |
| 6月23日  | 2025年6月23日  | 本並健治         | トークテーマ「本並さんと一緒にやりたいこと」 主役の本並は白いタキシードで登場。 番組後半では田辺による「Jリーグティーパーティー」が行われた。 |
| 7月3日   | 2025年7月3日   | 西野亮廣         | トークテーマ「西野さんと一緒にやりたいこと」 主役の西野はイジりNGで、RADIO FISH『PERFECT HUMAN』の中田敦彦風の格好で登場。 |

#### 曜日対抗ツッコミワード選手権
2022年秋から発足した、試食のタイミングで出演者に何かしらの仕掛けをしており、ツッコむワードで各曜日と競う企画。当初は企画名がなく、その年の年末に発表したMWL（もっとも忘れられないラヴィット）内では『ドッキリワード選手権』という仮称が付けられ、翌年からは『曜日対抗ツッコミワード選手権』という名称が与えられる。
- 重いはし選手権：異様に重い箸（製作費は5万円）に対してツッコむまでにかかった秒数を競う選手権。本来はおいでやす小田に対するドッキリに使用されたものを、選手権に転用したもの。
- 重いレンゲ選手権：異様に重いレンゲ（製作費は5万円）に対してツッコんだコメントを競う選手権。優勝者トキには6月14日に優勝商品として特大のレンゲが贈呈された[156]。
- 軽いはし選手権：異様に軽い箸に対してツッコんだコメントを競う選手権。重いレンゲ選手権と同じ日程で開催されたが、おいでやす小田が箸の軽さを示すために折り曲げ、破壊したため1日目で中止となった。
- 鋼鉄のおしぼり選手権：異様に重いおしぼり（製作費は5千円）に対してツッコんだコメントを競う選手権。優勝者浦井には6月13日に優勝商品として特大のおしぼりが贈呈された[157]。6月21日にはトータルテンボス・藤田憲右に対して同様のおしぼりが選手権と関係なく流用された。
- 激アツお茶碗選手権：異様に熱いお茶碗に対してツッコんだコメントを競う選手権。優勝はぼる塾のあんり。6月28日のビビる大木の発言から自然発生的に開始した選手権のため、火曜日スタートとなっている。優勝者あんりには7月11日に優勝商品として特大のお茶碗が贈呈された。
- 伸びるはし選手権：箸袋から取り出そうとすると伸びる箸に対してツッコんだコメントを競う選手権。優勝は狩野英孝。
- 折れるスプーン選手権：持ち上げた瞬間に折れる切り込みの入ったスプーンに対してツッコんだコメントを競う選手権。構想期間は3か月。
- 先っぽ ミニフォーク選手権：先端が小さくなっているフォークに対してツッコんだコメントを競う選手権。
- 短いはし選手権：短くなっている箸に対してツッコんだコメントを競う選手権。
- 逃げる皿選手権:食べようとした瞬間に逃げて行く皿に対してツッコんだコメントを競う選手権。逃げる皿の制作費は5万円。
- 上げ底どんぶり選手権：極端に上げ底になっているどんぶりに対してツッコんだコメントを競う選手権。
- ぐるぐるスプーン選手権：回転するスプーンに対してツッコんだコメントを競う選手権。スプーンの制作費は15万3千円。当初は5日間で行われる予定だったが、10月12日にロケ中の南波雅俊アナに仕掛けた際、先端を折ってしまうハプニングが発生。翌日の10月13日に森脇に対して行ったところ、案の定スプーンが回転しない機械トラブルが発生したため森脇は無効試合となり、4日間での開催となった。
- 煙が出るどんぶり選手権：煙が出るどんぶりに対してツッコんだコメントを競う選手権。制作費は15万円。
- 先っぽ エクスカリバースプーン選手権：先端がエクスカリバー型キーホルダーになっているスプーンに対してツッコんだコメントを競う選手権。2月21日のくっきー!からスタートしたため、週末を跨いでの開催となった。仕掛けられた2月24日のみなみかわと2月26日の新山が同じ「修学旅行」のワードで丸被りした上、2月27日の町田のツッコミの勢いが微妙に元気がなかった事から、あまり盛り上がりのない選手権となった。

| 選手権(開催期間)                                             | 順位     | 出場者                             | 内容                                         | 曜日 |
| ------------------------------------------------------------ | -------- | ---------------------------------- | -------------------------------------------- | ---- |
| 重いはし選手権 （2022年4月11日、13日、14日）                 | 1位      | 盛山晋太郎（見取り図）             | 0分42秒                                      | 水   |
| 重いはし選手権 （2022年4月11日、13日、14日）                 | 2位      | おいでやす小田                     | 1分20秒                                      | 月   |
| 重いはし選手権 （2022年4月11日、13日、14日）                 | 3位      | 嶋佐和也（ニューヨーク）           | 2分05秒                                      | 木   |
| 重いレンゲ選手権 （5月9日 - 13日）                           | 1位      | トキ（藤崎マーケット）             | レンゲ 鉄アレイくらい重い                    | 火   |
| 重いレンゲ選手権 （5月9日 - 13日）                           | 2位      | 草薙航基（宮下草薙）               | レンゲが文鎮ぐらい重い                       | 金   |
| 重いレンゲ選手権 （5月9日 - 13日）                           | 3位      | 柴田英嗣（アンタッチャブル）       | レンゲが信じられないくらい重たいんですけど   | 水   |
| 重いレンゲ選手権 （5月9日 - 13日）                           | 4位      | 嶋佐和也（ニューヨーク）           | このレンゲがめっちゃ重いんです               | 木   |
| 重いレンゲ選手権 （5月9日 - 13日）                           | 5位      | おいでやす小田                     | 重いなぁ〜これ                               | 月   |
| 軽いはし選手権 （5月9日）                                    | 1位      | おいでやす小田                     | はし かる〜                                  | 月   |
| 鋼鉄のおしぼり選手権 （6月6日 - 10日）                       | 1位      | 浦井のりひろ（男性ブランコ）       | おしぼりが文鎮ぐらい重たい                   | 水   |
| 鋼鉄のおしぼり選手権 （6月6日 - 10日）                       | 2位      | おいでやす小田                     | はい、おしぼりが重いです                     | 月   |
| 鋼鉄のおしぼり選手権 （6月6日 - 10日）                       | 3位      | 太田博久（ジャングルポケット）     | 重いやつのやつ僕でした                       | 金   |
| 鋼鉄のおしぼり選手権 （6月6日 - 10日）                       | 4位      | 山添寛（相席スタート）             | 鉄はいっているぅ ぬるい                      | 火   |
| 鋼鉄のおしぼり選手権 （6月6日 - 10日）                       | 失格     | 伊藤俊介（オズワルド）             | おしぼり8kgあるんですけど                    | 木   |
| 激アツお茶碗選手権 （6月28日 - 7月1日、4日）                 | 1位      | あんり（ぼる塾）                   | あちぃんだけど                               | 月   |
| 激アツお茶碗選手権 （6月28日 - 7月1日、4日）                 | 2位      | おいでやす小田                     | 丼がめちゃめちゃ熱いです                     | 水   |
| 激アツお茶碗選手権 （6月28日 - 7月1日、4日）                 | 2位      | ビビる大木                         | なんかやってんでしょ                         | 火   |
| 激アツお茶碗選手権 （6月28日 - 7月1日、4日）                 | 失格     | 村上（マヂカルラブリー）           | 栗原はるみさんの言う通り                     | 木   |
| 激アツお茶碗選手権 （6月28日 - 7月1日、4日）                 | 失格     | KAƵMA（しずる)                     | バカヤロー! 誰だよ! あれ? タカハシか?        | 金   |
| 伸びるはし選手権 （9月2日、9月5日 - 8日）                    | 1位      | 狩野英孝                           | 箸ながっ！                                   | 金   |
| 伸びるはし選手権 （9月2日、9月5日 - 8日）                    | 2位      | リリー（見取り図）                 | 昔僕が持っていた釣り竿                       | 水   |
| 伸びるはし選手権 （9月2日、9月5日 - 8日）                    | 3位      | 中西茂樹（なすなかにし）           | 箸なが                                       | 月   |
| 伸びるはし選手権 （9月2日、9月5日 - 8日）                    | 4位      | 若槻千夏                           | ねぇちょっと待って 長くない?                 | 火   |
| 伸びるはし選手権 （9月2日、9月5日 - 8日）                    | 5位      | 森田哲矢（さらば青春の光）         | なっがいの〜 なんやこれ                      | 木   |
| 折れるスプーン選手権 （12月9日、12月12日 - 15日）            | 1位      | 狩野英孝                           | 曲がって折れた                               | 金   |
| 折れるスプーン選手権 （12月9日、12月12日 - 15日）            | 2位      | おいでやす小田                     | ちょっと待ってよ〜                           | 火   |
| 折れるスプーン選手権 （12月9日、12月12日 - 15日）            | 3位      | 屋敷裕政（ニューヨーク）           | 折れた折れた折れてたぞ                       | 木   |
| 折れるスプーン選手権 （12月9日、12月12日 - 15日）            | 4位      | 盛山晋太郎（見取り図）             | おい 折れたがな                              | 水   |
| 折れるスプーン選手権 （12月9日、12月12日 - 15日）            | 失格     | 春日俊彰（オードリー）             | 記録なし                                     | 月   |
| 先っぽ ミニフォーク選手権 （2023年1月18日 - 20、23日、24日） | 1位      | 本並健治                           | うん？どうした？                             | 月   |
| 先っぽ ミニフォーク選手権 （2023年1月18日 - 20、23日、24日） | 2位      | 板倉俊之（インパルス）             | これはだって耳かきでしょ                     | 金   |
| 先っぽ ミニフォーク選手権 （2023年1月18日 - 20、23日、24日） | 失格     | 井上裕介（NON STYLE）              | 最初はこれ                                   | 木   |
| 先っぽ ミニフォーク選手権 （2023年1月18日 - 20、23日、24日） | 4位      | 昴生（ミキ）                       | 枝豆 食わそうとしてんのかい                  | 火   |
| 先っぽ ミニフォーク選手権 （2023年1月18日 - 20、23日、24日） | 失格     | おいでやす小田                     | ちっちゃいな スプーン                        | 水   |
| 短いはし選手権 （2月3日、2月6日 - 9日）                      | 1位      | 矢田亜希子                         | ちょっとやだ！うそでしょ                     | 水   |
| 短いはし選手権 （2月3日、2月6日 - 9日）                      | 2位      | 笑福亭鶴瓶                         | ちっちゃ                                     | 金   |
| 短いはし選手権 （2月3日、2月6日 - 9日）                      | 3位      | 藤田憲右（トータルテンボス）       | みじけぇ                                     | 月   |
| 短いはし選手権 （2月3日、2月6日 - 9日）                      | 4位      | 井上裕介（NON STYLE）              | 食べにくいお箸短い                           | 木   |
| 短いはし選手権 （2月3日、2月6日 - 9日）                      | 5位      | 酒井健太（アルコ＆ピース）         | ・・・                                       | 火   |
| 逃げる皿選手権 （4月10日 - 14日）                            | 1位      | せいや（霜降り明星）               | 生きてる                                     | 水   |
| 逃げる皿選手権 （4月10日 - 14日）                            | 2位      | 田辺智加（ぼる塾）                 | ウゴイタ コワ タベレナイヨ ワタシ            | 月   |
| 逃げる皿選手権 （4月10日 - 14日）                            | 3位      | 飯塚悟志（東京03）                 | 味噌汁のパターンはあるけどこれは初めて       | 金   |
| 逃げる皿選手権 （4月10日 - 14日）                            | 4位      | 長田庄平（チョコレートプラネット） | なに なに なに なに なに                     | 火   |
| 逃げる皿選手権 （4月10日 - 14日）                            | 5位      | ともしげ（モグライダー）           | なんか逃げます                               | 木   |
| 上げ底どんぶり選手権 （5月1日 - 5日）                        | 1位      | ギャル曽根                         | 浅っ (からの麺リバース)                      | 木   |
| 上げ底どんぶり選手権 （5月1日 - 5日）                        | 2位      | 岡部大（ハナコ）                   | 浅っ うつわ                                  | 火   |
| 上げ底どんぶり選手権 （5月1日 - 5日）                        | 3位      | 関太（タイムマシーン3号）          | 上げ底                                       | 月   |
| 上げ底どんぶり選手権 （5月1日 - 5日）                        | 失格     | 又吉直樹（ピース）                 | 浅ないですか                                 | 金   |
| 上げ底どんぶり選手権 （5月1日 - 5日）                        | 失格     | 千原ジュニア（千原兄弟）           | こういうことなん?                            | 水   |
| ぐるぐるスプーン選手権 （10月9日 - 14日）                    | 1位      | 南波雅俊（TBSアナウンサー）        | なんで回ってるんだよ                         | 木   |
| ぐるぐるスプーン選手権 （10月9日 - 14日）                    | 2位      | 柴田英嗣（アンタッチャブル）       | アミューズメント?                            | 水   |
| ぐるぐるスプーン選手権 （10月9日 - 14日）                    | 3位      | こがけん                           | くるくるまわっています                       | 月   |
| ぐるぐるスプーン選手権 （10月9日 - 14日）                    | 4位      | 芝大輔（モグライダー）             | こわっ                                       | 火   |
| ぐるぐるスプーン選手権 （10月9日 - 14日）                    | 無効試合 | 森脇健児                           | （スプーンが回転せず無効）                   | 金   |
| 煙が出るどんぶり選手権 （2024年6月3日 - 8日）                | 1位      | とにかく明るい安村                 | 俺だよっ                                     | 火   |
| 煙が出るどんぶり選手権 （2024年6月3日 - 8日）                | 2位      | 児玉智洋（サルゴリラ）             | なに なに なに なに なに なに                | 水   |
| 煙が出るどんぶり選手権 （2024年6月3日 - 8日）                | 3位      | 本並健治                           | かた                                         | 月   |
| 煙が出るどんぶり選手権 （2024年6月3日 - 8日）                | 4位      | ケツ（ニッポンの社長）             | わからんて                                   | 金   |
| 煙が出るどんぶり選手権 （2024年6月3日 - 8日）                | 5位      | 松井ケムリ（令和ロマン）           | これ何ですか                                 | 木   |
| 先っぽ エクスカリバースプーン選手権 （2025年2月21日 - 27日） | 1位      | 板倉俊之（インパルス）             | これはもう選ばれし者しか抜けないじゃないか   | 火   |
| 先っぽ エクスカリバースプーン選手権 （2025年2月21日 - 27日） | 2位      | くっきー!（野性爆弾）              | 俺いつの間にか勇者になったんだ               | 金   |
| 先っぽ エクスカリバースプーン選手権 （2025年2月21日 - 27日） | 3位      | 新山（さや香）                     | ちょいちょいこれ修学旅行の男子中学生買うやつ | 水   |
| 先っぽ エクスカリバースプーン選手権 （2025年2月21日 - 27日） | 4位      | みなみかわ                         | 修学旅行でもらうやつやーん                   | 月   |
| 先っぽ エクスカリバースプーン選手権 （2025年2月21日 - 27日） | 5位      | 町田和樹（エバース）               | お土産仕様になってる                         | 木   |

#### 番組オリジナルのお笑い賞レース
オープニングトークでは出演者がオリジナルのお笑い賞レースを提案する場合があり、中には単独で特番化されたものもある。
耳心地いい-1グランプリ
元々は、2023年2月10日（金曜）が、「ふとんをクリーニングする日」（レイコップ・ジャパンが制定）に因んだオープニングの「オススメの心地いいもの」というテーマで、りんたろー。（EXIT）が「芸人の耳心地のいいネタ」を推薦。さらにりんたろー。の提案により「耳心地いい-1グランプリ」が開催された。これが好評で第2回が同年3月31日（金曜）に第1回と同様、オープニングで開催された。この2回については、優勝者には副賞として、金曜のロケ企画出演権が優勝賞品として与えられた。なお、発起人のりんたろー。は、2回目以降は出演していない。
さらに評判を呼んだ結果、3回目は特番枠『”日本でいちばん明るい賞レース”耳心地いい-1グランプリ』として、2023年8月23日（21:00 - 22:57）に生放送。事務所・経歴問わず応募できる。ネタ時間は3分で賞金は335万円（みみごこち）である。放送は前年の『ゴールデンラヴィット!』と同じくBスタジオが使用され、スタジオセットも大部分は『ゴールデンラヴィット!』で使用したものが流用された。
即席ユニットも可であり、実際に即席ユニットの中から、あかつ、キンボシ（西田淳裕・有宗高志）、めっちゃ、カシューナッツ（ゆんぼだんぷ）の5人からなる「連合稽古」がファイナル進出かつ第3位と躍進した。さらにメンバーのうちカシューナッツは、ゆんぼだんぷとして優勝もしているため、同じ大会で優勝と第3位の同時受賞という快挙も達成している。
審査方法は、以下の通り。
- 【第1回・第2回（本編オープニング内）】当日のスタジオ出演者（進行役を除く）が、タイトルの元ネタの『M-1グランプリ』最終決戦の審査同様に、一番耳心地がよかった1組に投票する「指名投票制」で行われ、最も多くの票を集めた者が優勝となる。結果発表の手法（審査員1人ずつ、投票した組を順番に開けていく）も、M-1グランプリ同様。
- 【第3回（特番）】事前に発表された10組の審査員が、各ネタの終了後に1組ずつ100点満点で採点。採点直後に点数は発表されず、全てのネタ終了後に審査員全員の合計得点が一番低い出場者から発表。最後に名前が呼ばれた出場者が優勝となる（2位が発表された時点で、1位が誰なのかが確定することになる）。

以下、各回の放送概要・審査員・結果。審査員欄の※は出演当時ゲスト（特番は除く）。
| 回数       | 放送日        | 優勝者         | エントリー組数 | 当日出場組数 | 進行役          | 備考 |
| ---------- | ------------- | -------------- | -------------- | ------------ | --------------- | --- |
| 1          | 2023年2月10日 | シオマリアッチ | 51組           | 5組          | EXIT            | 副賞のロケ出演権は、同年7月7日の「旬の食材いただきます！ ジャングルポケット太田の究極BBQ部」にて実現。                              |
| 2          | 2023年3月31日 | メンバー       | 233組          | 5組          | 太田・近藤夫妻  | 副賞のロケ出演権は、同年9月1日の「旬の食材いただきます！ ジャングルポケット太田の究極BBQ部」にて実現。                              |
| 3 （特番） | 2023年8月23日 | ゆんぼだんぷ   | 815組          | 10組         | 川島明 田村真子 | ヒャダイン以外のゲストは全員レギュラー放送にゲスト出演の経験あり。 スペシャルサポーター兼控え室リポーターとして見取り図が参加した。 |

| 回    | 審査員一覧 | 審査員一覧  | 審査員一覧      | 審査員一覧 | 審査員一覧 | 審査員一覧     | 審査員一覧     | 審査員一覧 | 審査員一覧 | 審査員一覧          |
| ----- | ---------- | ----------- | --------------- | ---------- | ---------- | -------------- | -------------- | ---------- | ---------- | ------------------- |
| 第1回 | 香里奈※    | もう中学生※ | おいでやす小田※ | 川島明     | 田村真子   | 太田・近藤夫妻 | 東京ホテイソン | くっきー!  |            |                     |
| 第2回 | 伊達みきお | 富澤たけし  | おいでやす小田※ | 川島明     | 田村真子   | 伊原六花※      | 東京ホテイソン | くっきー!  | 宮下草薙   |                     |
| 第3回 | 伊達みきお | 柴田英嗣    | おいでやす小田※ | 坂本冬美   | 指原莉乃   | ヒャダイン     | バカリズム     | くっきー!  | 錦鯉       | 宮舘涼太 佐久間大介 |

| 順位       | グループ名 所属事務所                       | 出番順 |
| ---------- | ------------------------------------------- | ------ |
| 優勝       | シオマリアッチ グレープカンパニー           | 3      |
| 2位        | メンバー 吉本興業 広島                      | 4      |
| 決勝戦敗退 | ちゃんぴおんず ワタナベエンターテインメント | 1      |
| 決勝戦敗退 | 大自然 吉本興業 東京                        | 5      |
| 決勝戦敗退 | バンビーノ 吉本興業 東京                    | 2      |

| 順位 | グループ名 所属事務所                                | 出番順 |
| ---- | ---------------------------------------------------- | ------ |
| 優勝 | メンバー 吉本興業 広島                               | 1      |
| 2位  | 鈴木ジェロニモ プロダクション人力舎                  | 4      |
| 3位  | シオマリアッチ グレープカンパニー                    | 5      |
| 3位  | うるとらブギーズ 吉本興業 東京                       | 2      |
| 5位  | B'ず軍団 with 南波雅俊 バンデ/松竹芸能/吉本興業 東京 | 3      |

| 順位 | グループ名 所属事務所                 | 出番順 | 得点 |
| ---- | ------------------------------------- | ------ | ---- |
| 優勝 | ゆんぼだんぷ フリー                   | 3      | 978  |
| 2位  | ラブレターズ ASH&Dコーポレーション    | 6      | 968  |
| 3位  | 連合稽古 フリー/吉本興業 東京         | 8      | 959  |
| 4位  | メンバー 吉本興業 広島                | 1      | 952  |
| 5位  | BPM128 吉本興業 大阪                  | 4      | 949  |
| 6位  | ザ・マミィ プロダクション人力舎       | 5      | 948  |
| 7位  | 三拍子 サンミュージックプロダクション | 10     | 936  |
| 8位  | シオマリアッチ グレープカンパニー     | 2      | 931  |
| 9位  | ザニーフランク 吉本興業 東京          | 7      | 913  |
| 10位 | いちばんかわいい 吉本興業 東京        | 9      | 910  |

| 出番順 | コンビ名         | 得点計 | 伊達 | バカリ | 坂本 | 指原 | ヒャダイン | 柴田 | くっきー | 宮舘・佐久間 | 錦鯉 | 小田 |
| ------ | ---------------- | ------ | ---- | ------ | ---- | ---- | ---------- | ---- | -------- | ------------ | ---- | ---- |
| 1      | メンバー         | 952    | 97   | 96     | 98   | 89   | 93         | 94   | 97       | 95           | 97   | 96   |
| 2      | シオアリマッチ   | 931    | 97   | 94     | 97   | 90   | 86         | 92   | 96       | 92           | 92   | 95   |
| 3      | ゆんぼたんぷ     | 978    | 99   | 97     | 100  | 98   | 96         | 95   | 97       | 98           | 99   | 99   |
| 4      | BPM128           | 949    | 95   | 93     | 99   | 92   | 93         | 91   | 96       | 98           | 95   | 90   |
| 5      | ザ・マミィ       | 948    | 95   | 98     | 98   | 92   | 94         | 93   | 96       | 96           | 94   | 92   |
| 6      | ラブレターズ     | 968    | 97   | 99     | 98   | 93   | 94         | 97   | 99       | 99           | 96   | 96   |
| 7      | ザニーフランク   | 913    | 93   | 95     | 96   | 90   | 86         | 88   | 94       | 90           | 91   | 90   |
| 8      | 連日稽古         | 959    | 99   | 97     | 99   | 100  | 92         | 95   | 98       | 97           | 93   | 89   |
| 9      | いちばんかわいい | 910    | 93   | 93     | 97   | 95   | 82         | 85   | 95       | 92           | 90   | 88   |
| 10     | 三拍子           | 936    | 97   | 94     | 100  | 96   | 80         | 87   | 96       | 95           | 95   | 96   |

つかみ-1グランプリ
元々は、2023年1月25日（水曜）が「第1回エミー賞が開催された日」に因みオープニングの「賞をあげたいもの」というテーマに対し、すゑひろがりずが「一番つかみが面白い芸人を決める」このグランプリを提案し開催。こちらも好評で第2回が同年6月21日（水曜）にオープニングで開催された。この2回については、優勝者には副賞として、推薦者であるすゑひろがりずの冠企画である「すゑひろがりずの最新東京見聞録」のロケ出演権が優勝賞品として与えられた。
こちらもさらに評判を呼んだ結果、3回目は特番枠『”日本でいちばん短い賞レース”つかみ-1グランプリ』として、2023年10月21日の『お笑いの日2023』内（15:30 - 16:30ごろ）での生放送が決定した。こちらも事務所・経歴問わず応募でき即席ユニットも可。賞金は1万円札のつかみ取り（全てつかめた場合、最高額は100万円）である。昼の時間帯における『ラヴィット!』としての生放送はこの回が初めてであり、放送は平日のレギュラー放送と同じくNスタジオが使われ（セットのMC席周辺と下手の登場口に手が加えられた）、オープニングのタイトル・MCの挨拶も平日と同じスタイルが取られた。また、ファイナルステージでは『お笑いの日』MCのダウンタウンがNスタジオに登場し、前述のドッキリ企画から2年越しで『ラヴィット!』初出演を果たした。発起人のすゑひろがりずは放送当日、熊本保健科学大学杏祭のお笑いライブのため、特番に出演しなかった。
審査方法は、以下の通り。
- 【第1回・第2回（本編オープニング内）】当日のスタジオ出演者（進行役を除く）が一番面白かった1組に投票し、最も多くの票を集めた者が優勝となる。第1回の発表方法はネタを披露した組の名前が書かれた札の中からあげる形式だったが、第2回は前述の「耳心地いい-1グランプリ」同様のM-1グランプリ風の開票方法が用いられた。第1回では水曜レギュラーの見取り図は盛山・リリーが1人1票だったが、ゲストのハナコは3人で1票となっていた。一方で第2回では見取り図は2人で1票となっていた。
- 【第3回（特番）】事前に発表された7組の審査員が一番面白かった1組に投票し、最も多くの票を集めた組がファイナルステージ進出となる。さらに、特設サイトでの視聴者投票（3組に投票）も行われ、最多得票の1組もファイナルステージに進出する。ファイナルステージは第2回同様のM-1グランプリ風の開票方法が用いられた。

以下、各回の放送概要と審査員。審査員欄の※は出演当時ゲスト（特番は除く）。
| 回数       | 放送日         | 優勝者                           | エントリー 数 | 当日出場組数 | 進行役          | 備考                                                                                  |
| ---------- | -------------- | -------------------------------- | ------------- | ------------ | --------------- | ------------------------------------------------------------------------------------- |
| 1          | 2023年1月10日  | ななまがり                       | 83組          | 10組         | すゑひろがりず  | 副賞の「すゑひろがりずの最新東京見聞録」ロケ出演権は、同年3月1日に実現。              |
| 2          | 2023年6月21日  | W刑事 （華井二等兵・竹下ポップ） | 115組         | 12組         | すゑひろがりず  | 副賞の「すゑひろがりずの最新東京見聞録」ロケ出演権は、同年8月30日に実現。             |
| 3 （特番） | 2023年10月21日 | 忘れる。                         | 2439ネタ      | 16組         | 川島明 田村真子 | 賞金80万円を獲得。 2025年1月10日、メンバーの橋本知也が自身のXでコンビ解散を発表した。 |

| 回    | 審査員一覧   | 審査員一覧 | 審査員一覧                    | 審査員一覧 | 審査員一覧 | 審査員一覧          | 審査員一覧                   | 審査員一覧     | 審査員一覧          |
| ----- | ------------ | ---------- | ----------------------------- | ---------- | ---------- | ------------------- | ---------------------------- | -------------- | ------------------- |
| 第1回 | 川島明       | 田村真子   | 柴田英嗣 （アンタッチャブル） | 矢田亜希子 | 見取り図   | 増本綺良 （櫻坂46） | 森田哲矢※ （さらば青春の光） | ハナコ※        |                     |
| 第2回 | 川島明       | 田村真子   | 柴田英嗣 （アンタッチャブル） | 矢田亜希子 | 見取り図   | 井上梨名 （櫻坂46） | おいでやす小田※              | アルコ&ピース※ | ロングコートダディ※ |
| 第3回 | なすなかにし | 錦鯉       | マヂカルラブリー              | 矢田亜希子 | 見取り図   | ミルクボーイ        | 守屋麗奈 （櫻坂46）          |                |                     |

ぶっつけ本番! 出会い頭-1グランプリ
2024年4月16日（火曜）が、「チャールズ・チャップリンの誕生日」に因んだオープニングの「オススメの笑わせてくれるもの」というものに対し、高倉陵（三拍子）が「三拍子は、劇場で観客からお題を振られて即興漫才をすることがよくある」とのことで、このグランプリを提案し、実施された。なお、耳心地いい-1、つかみ-1と異なり、優勝者への商品や出演権などのご褒美は設定されていない。一方で前記2企画は特番放送後に全く放送されなくなったが、当企画は特番放送後も継続している。
当日出演の芸人をAグループ（第1回は「ボケ」）、Bグループ（第1回は「ツッコミ」）に分けて順番を割り振り、実際に漫才が始まるまでお互いに誰とやるか分からない状態で、2分間の漫才を行う。MCおよび非芸人の当日出演者が審査を行い、最も票数を集めた即興コンビが優勝となる。漫才のテーマも、直前に発表される。テーマは、コンビにより異なる。漫才が始まったらまず、即興でコンビ名を名乗らなくてはならない（ただし、仮に名乗り忘れてもそれだけで失格にはならない）。第2回以降は「ボケ」「ツッコミ」での分け方を廃止したため、場合によってはボケ同士、ツッコミ同士、あるいは普段漫才は行わないピン芸人とのコンビになる可能性があるため、その場で誰がボケ役・ツッコミ役をやるかも決めなくてはならない。
これが好評だったこともあり、僅か2週間後の同年4月30日（火曜）に第2回が開催された。第1回では火曜レギュラーと頻出ゲストのみでの組み合わせだったが、第2回ではゲスト出演の笑い飯（哲夫・西田幸治）を含めたメンバーで実施された。なお、この回は前回優勝者の河井ゆずるが体調不良で急遽欠席のため、人数が奇数になってしまうことから、当初河井が入る予定だったBグループの中から1名が2回登場する特殊ルールが採用され、実際に関太（タイムマシーン3号）が2回登場となった。
これとほぼ同様の企画として、2024年8月7日（水曜）が、「アラジンが日本で劇場公開された日（1993年8月7日）」に因んだオープニングの「魔法のランプにお願いしたいこと」というものに対し、同じく高倉が、水曜レギュラーである柴田と即興漫才がしたいと願い事を提案。これがきっかけで「誰が一番柴田を活かせるか 柴田-1グランプリ」が行われた。ルールは出会い頭-1グランプリとほぼ同様であるが、参加する5人全員が柴田と組んで即興漫才を行う。漫才のテーマは先に発表され、その後に田村が本家M-1グランプリの「笑神籤」を真似た「真子籤」を引いて柴田の相方を決める。
こちらもさらに評判を呼んだ結果、特番枠『「出会い頭-1グランプリ」特別編』として、2024年10月12日の『お笑いの日2024』内での生放送が決定した。当日は発起人である三拍子が審査員として参加するため、特番で発起人が初めて出演することになった。しかしボケ側の出演者が、当日シークレットゲストの村上ショージを除き、「提示されたテーマを無視どころか、漫才をせずにコンビ名も名乗らず、小道具を持ち込んだ上でボケ側のやりたい放題にして、ツッコミをほぼ機能不全にする」という事態となった。特に3組目の国崎和也（ランジャタイ）は、ツッコミ役である井口浩之（ウエストランド）をほぼ無視し、スタジオの階段からそりで2度も落ちるという暴挙に出た。これを見た川島が、画面左上の「お笑いの日2024×ラヴィット!」の表示を指差して「今すぐこの上にある『ラヴィット!』のロゴを消してくれ!」と怒りを露にする一幕があった。この結果、ボケ側の暴挙と小道具持ち込みを理由に、最初の4組を失格。唯一漫才として成立していて失格にはならなかった、村上ショージ・藤本敏史（FUJIWARA）のコンビが優勝となった。さらにその後、進行役の濱家隆一（かまいたち）へのドッキリとして、濱家も即興漫才に挑戦。こちらにもシークレットゲストとして太田光（爆笑問題）が用意された（太田が登場することは、相方の山内健司以外の出演者全員に知らされていなかった）。しかし太田もまた、前述の失格対象者同様に、当時世間を賑わせていた芸人の持ちギャグである「は～い!」を披露するなどの暴挙に出たため、濱家がツッコミとしてほとんど機能しない事態となった。
その後、「特番で（出会い頭-1が）壊された」として、同年11月19日のレギュラー放送で第4回を実施。原点に戻る形で実施された。
以下、各回の放送概要・審査員・結果。審査員欄の※は出演当時ゲスト（特番は除く）。
| 回数       | 放送日         | 優勝者                               | 当日出場組数 | 進行役            | 備考                           |
| ---------- | -------------- | ------------------------------------ | ------------ | ----------------- | ------------------------------ |
| 1          | 2024年4月16日  | 大阪26期 （水田信二・河井ゆずる）    | 5組          | 赤荻歩            |                                |
| 2          | 2024年4月30日  | 三拍子 （哲夫・久保孝真）            | 6組          | 赤荻歩            |                                |
| 柴田-1     | 2024年8月7日   | FUNKY MONKEY BΛBY'S （リリー・柴田） | 5組          | 赤荻歩            |                                |
| 3 (特別編) | 2024年10月12日 | 村上ショージ・藤本敏史               | 5組+1組      | 田村真子 濱家隆一 | +1組は、濱家へのドッキリで実施 |
| 4          | 2024年11月19日 | 柳原可奈子・ともしげ                 | 5組          | 赤荻歩            |                                |

| 回     | 審査員一覧 | 審査員一覧       | 審査員一覧 | 審査員一覧 | 審査員一覧  | 審査員一覧 |
| ------ | ---------- | ---------------- | ---------- | ---------- | ----------- | ---------- |
| 第1回  | 川島明     | 田村真子         | 若槻千夏   | 佐久間大介 | 上白石萌歌※ | -          |
| 第2回  | 川島明     | 田村真子         | 若槻千夏   | 佐久間大介 | -           | -          |
| 柴田-1 | 川島明     | 矢田亜希子       | 森田哲矢※  | 東ブクロ※  | 宮近海斗※   | 松倉海斗※  |
| 特別編 | 川島明     | 三拍子（発起人） | 若槻千夏   | 山内健司   | 城田優      | 萱和磨     |
| 第4回  | 川島明     | 田村真子         | 若槻千夏   | 佐久間大介 | 大谷映美里  |            |

| 順位 | コンビ名 メンバー                                                       | 出番順 |
| ---- | ----------------------------------------------------------------------- | ------ |
| 優勝 | 大阪26期 水田信二・河井ゆずる（アインシュタイン）                       | 5      |
| 2位  | いちごジンギスカン 高倉陵（三拍子）・山添寛（相席スタート）             | 2      |
| 2位  | ギャオ きょん（コットン）・おいでやす小田                               | 3      |
| 2位  | 赤坂パワーズ ビビる大木・久保孝真（三拍子）                             | 4      |
| 5位  | いなちゃんしんちゃん 稲田直樹（アインシュタイン）・西村真二（コットン） | 1      |

| 順位 | コンビ名 メンバー                                                                   | 出番順 |
| ---- | ----------------------------------------------------------------------------------- | ------ |
| 優勝 | 三拍子 哲夫（笑い飯）・久保孝真（三拍子）                                           | 5      |
| 2位  | ボディナイス 高倉陵（三拍子）・関太（タイムマシーン3号）                            | 4      |
| 2位  | シャンプー&コンディショナー 稲田直樹（アインシュタイン）・関太（タイムマシーン3号） | 6      |
| 4位  | 丸坊主ロン毛 西田幸治（笑い飯）・きょん（コットン）                                 | 1      |
| 4位  | 西本 西村真二（コットン）・山本浩司（タイムマシーン3号）                            | 2      |
| 4位  | 電光石火 山添寛（相席スタート）・ビビる大木                                         | 3      |

| 順位 | コンビ名 メンバー                             | 出番順 |
| ---- | --------------------------------------------- | ------ |
| 優勝 | FUNKY MONKEY BΛBY'S リリー（見取り図）・柴田  | 4      |
| 2位  | うさひで 兎（ロングコートダディ）・柴田       | 5      |
| 3位  | ギュッと 山名文和（アキナ）・柴田             | 2      |
| 4位  | 高柴礼子 高倉陵（三拍子）・柴田               | 1      |
| 4位  | おぎやはぎ 堂前透（ロングコートダディ）・柴田 | 3      |

| 順位       | メンバー                                             | 出番順                |
| ---------- | ---------------------------------------------------- | --------------------- |
| 優勝       | 村上ショージ・藤本敏史（FUJIWARA）                   | 5                     |
| 失格       | くっきー!（野生爆弾）・村上（マヂカルラブリー）      | 1                     |
| 失格       | サンシャイン池崎・盛山晋太郎（見取り図）             | 2                     |
| 失格       | 国崎和也（ランジャタイ）・井口浩之（ウエストランド） | 3                     |
| 失格       | 川北茂澄（真空ジェシカ）・津田篤宏（ダイアン）       | 4                     |
| 審査対象外 | 太田光（爆笑問題）・濱家隆一（かまいたち）           | 6（濱家へのドッキリ） |

| 順位 | コンビ名 メンバー                                             | 出番順 |
| ---- | ------------------------------------------------------------- | ------ |
| 優勝 | ※コンビ名なし 柳原可奈子・ともしげ（モグライダー）            | 4      |
| 2位  | 高倉料理 水田信二・高倉陵（三拍子）                           | 3      |
| 3位  | ブルーホワイト トキ（藤崎マーケット）・芝大輔（モグライダー） | 1      |
| 3位  | 業務用冷蔵庫 田崎佑一（藤崎マーケット）・久保孝真（三拍子）   | 2      |
| 3位  | ※コンビ名なし 山添寛（相席スタート）・ビビる大木              | 5      |

まばたき厳禁！日本一速いものまね賞レース！ 1秒ものまねグランプリ
2024年10月16日（水曜）が、「劇場版 鬼滅の刃 無限列車編の公開日」に因んだオープニングの「あなたの中で大ヒットしたもの」というテーマに対し、堂前（ロングコートダディ）がよしもとのライブで行われていたコーナーの一つであるこちらを紹介し、このグランプリを提案し、実施された。最初に何のものまねをするのかがモニターに表示され、その後に1秒間だけのものまねを披露する。A,Bブロックに分かれ、それぞれのブロックの勝者が決勝進出、決勝で勝った方が優勝となる。予選からそれぞれのテーマに対して参加者の持ち味が出て面白い戦いになったが決勝はこの日1秒ものまねの申し子としてゲストで登場した守谷と堂前の対戦となり、第1回でいきなり発起人の堂前自ら優勝となった。
以下、各回の放送概要・審査員・結果。審査員欄の※は出演当時ゲスト。
| 回数 | 放送日         | 優勝者     | 当日出場人数 | 進行役 | 備考 |
| ---- | -------------- | ---------- | ------------ | ------ | ---- |
| 1    | 2024年10月16日 | 堂前透     | 10人         | 赤荻歩 |      |
| 2    | 2024年11月13日 | 溜口佑太朗 | 15人         | 赤荻歩 |      |
| 3    | 2025年1月22日  | 永見大吾   | 15人         | 赤荻歩 |      |
| 4    | 2025年4月30日  | 森田哲矢   | 15人         | 赤荻歩 |      |

| 回    | 審査員一覧            | 審査員一覧 | 審査員一覧 | 審査員一覧 | 審査員一覧 | 審査員一覧 | 審査員一覧 |
| ----- | --------------------- | ---------- | ---------- | ---------- | ---------- | ---------- | ---------- |
| 第1回 | 川島明 （審査委員長） | 田村真子   | 矢田亜希子 | 柴田英嗣   | 遠藤理子   | -          | -          |
| 第2回 | 川島明 （審査委員長） | 田村真子   | 矢田亜希子 | 守屋麗奈※  | 遠藤理子   | -          | -          |
| 第3回 | 川島明 （審査委員長） | 田村真子   | 矢田亜希子 | 柴田英嗣   | -          | -          | -          |
| 第4回 | 川島明 （審査委員長） | 田村真子   | 矢田亜希子 | 柴田英嗣   | 荒牧慶彦※  | 守屋麗奈※  | 小島凪紗   |

| 順位          | メンバー                                                                                                  |
| ------------- | --- |
| 優勝          | 堂前透（ロングコートダディ） ※Bブロック代表                                                               |
| 2位           | 守谷日和 ※Aブロック代表                                                                                   |
| Aブロック敗退 | 兎（ロングコートダディ）、リリー（見取り図）、平子祐希（アルコ&ピース）、トキ（藤崎マーケット）           |
| Bブロック敗退 | 盛山晋太郎（見取り図）、田崎佑一（藤崎マーケット）、辻井亮平（アイロンヘッド）、酒井健太（アルコ&ピース） |

| 順位          | メンバー                                                                                             |
| ------------- | --- |
| 優勝          | 溜口佑太朗（ラブレターズ） ※Aブロック代表                                                            |
| 2位           | 辻井亮平（アイロンヘッド）※Bブロック代表 盛山晋太郎（見取り図）※Cブロック代表                        |
| Aブロック敗退 | 兎（ロングコートダディ）、みなみかわ、東ブクロ（さらば青春の光）、柴田英嗣（アンタッチャブル）       |
| Bブロック敗退 | 守谷日和、西村真二（コットン）、リリー（見取り図）、森田哲矢（さらば青春の光）                       |
| Cブロック敗退 | きょん（コットン）、市川刺身（そいつどいつ）、塚本直毅（ラブレターズ）、堂前透（ロングコートダディ） |

| 順位            | メンバー                                                                                             |
| --------------- | --- |
| 優勝            | 永見大吾（カベポスター） ※Aブロック代表                                                              |
| 2位             | 兎（ロングコートダディ）※Cブロック代表                                                               |
| 3位（決勝失格） | 浜田順平（カベポスター）※Bブロック代表                                                               |
| Aブロック敗退   | 盛山晋太郎（見取り図）、関太（タイムマシーン3号）、南條庄助（すゑひろがりず）、中野周平（蛙亭）      |
| Bブロック敗退   | 三島達矢（すゑひろがりず）、リリー（見取り図）、大鶴肥満（ママタルト）、堂前透（ロングコートダディ） |
| Cブロック敗退   | 山本浩司（タイムマシーン3号）、守谷日和、賀屋壮也（かが屋）、溜口佑太朗（ラブレターズ）              |

| 順位          | メンバー                                                                                              |
| ------------- | --- |
| 優勝          | 森田哲矢（さらば青春の光） ※Bブロック代表                                                             |
| 2位           | 賀屋壮也（かが屋）※Aブロック代表 原田フニャオ（ダンビラムーチョ）※Cブロック代表                       |
| 4位           | 熊元プロレス（紅しょうが） ※ワイルドカード（Bブロック敗退からの復活）                                 |
| Aブロック敗退 | リリー（見取り図）、兎（ロングコートダディ）、東ブクロ（さらば青春の光）、溜口佑太朗（ラブレターズ）  |
| Bブロック敗退 | 浜田順平（カベポスター）、尾関高文（ザ・ギース）、堂前透（ロングコートダディ）                        |
| Cブロック敗退 | 松井ケムリ（令和ロマン）、酒井健太（アルコ&ピース）、盛山晋太郎（見取り図）、永見大吾（カベポスター） |

成仏-1グランプリ
2025年2月4日（火曜）が、「ビートルズの日（愛称の「Fab.4」を、2月4日の「Feb.4」にかけたもの）」に因んだオープニングの「私が助けてほしいこと」（代表曲『ヘルプ!』に因み）というテーマに対し、当日ゲストのとにかく明るい安村がこのグランプリを提案し、実施された。過去に、ブレイクしていた頃のひょっこりはんとのコラボネタを作ったものの、テレビで披露されることがなかったため、一度作ったネタを成仏させたいということで提案したものである。出場者は、テレビで一度も披露したことがないネタを披露し、審査員は最も成仏させるべきネタを披露した出場者に投票し、優勝を決定する。こちらも「1秒ものまねグランプリ」同様、第1回は発起人の安村自ら優勝となった。しかし発起人でもある安村は、2回目以降出演していない。
以下、各回の放送概要・審査員・結果。審査員欄の※は出演当時ゲスト。
| 回数 | 放送日        | 優勝者                                                              | 当日出場組数 | 進行役 | 備考 |
| ---- | ------------- | ------------------------------------------------------------------- | ------------ | ------ | ---- |
| 1    | 2025年2月4日  | とにかく明るいひょっこりはん （とにかく明るい安村・ひょっこりはん） | 4組          | 赤荻歩 |      |
| 2    | 2025年5月20日 | 囲碁将棋                                                            | 5組          | 赤荻歩 |      |

| 回    | 審査員一覧 | 審査員一覧 | 審査員一覧 | 審査員一覧 | 審査員一覧 | 審査員一覧  | 審査員一覧 | 審査員一覧  |
| ----- | ---------- | ---------- | ---------- | ---------- | ---------- | ----------- | ---------- | ----------- |
| 第1回 | 川島明     | 田村真子   | 宮舘涼太   | 若槻千夏   | ビビる大木 | 河井ゆずる  | 山添寛※    | 大谷映美里※ |
| 第2回 | 川島明     | 田村真子   | 佐久間大介 | 若槻千夏   | ビビる大木 | 鎮西寿々歌※ | 山添寛※    | -           |

| 順位 | コンビ名                                                            | 出番順 |
| ---- | ------------------------------------------------------------------- | ------ |
| 優勝 | とにかく明るいひょっこりはん （とにかく明るい安村・ひょっこりはん） | 4      |
| 2位  | さや香                                                              | 1      |
| 2位  | インポッシブル ※アインシュタイン稲田の推薦枠                        | 3      |
| 4位  | かが屋                                                              | 2      |

| 順位 | コンビ名       | 出番順 |
| ---- | -------------- | ------ |
| 優勝 | 囲碁将棋       | 5      |
| 2位  | トム・ブラウン | 1      |
| 3位  | コットン       | 3      |
| 3位  | かが屋         | 4      |
| 5位  | モグライダー   | 2      |

#### 番組オリジナルのeスポーツ大会
オープニングでは、取り上げられた料理やビリビリ椅子の罰ゲームを賭けた対決として定期的にテレビゲーム、eスポーツによる対決を実施しているが、のちにシリーズ化されレギュラーメンバーやゲストを迎えた大会へ発展した。
2024年8月9日の「ラヴィット！スマブラ王決定戦」で初優勝した鶴崎修功（クイズプレイヤー）は、その後自身の希望やレギュラーメンバーからの要望により以下のような大会企画のみのゲスト出演の機会が増加。その後「マリオカート王（暫定王者）」「ボンバーマン王」「PICO PARK 2 ジャンピングバトル王」も次々と制覇し一時4冠となっていた。
以下に示す大会の他にも「テトリス王決定戦」「スーパーマリオブラザーズ1-1最速王決定戦」などがあるが、詳細は次回開催以降順次追記する。
ラヴィット！ボンバーマン王決定戦
- ボンバーマンシリーズのゲーム作品を用いて行われる大会。第5回以降は『スーパーボンバーマン R 2』による8人対戦で実施。第6回以降は先に2勝すれば優勝となる。他の大会とは違い基本としてこのコーナーのみに出演するというゲストは少なく、当日のスタジオ出演者・パネラーゲストの参加が多い。回によっては挑戦者の残り1枠を賭けた予選を行う場合がある。
- 初代王者は水曜レギュラーの見取り図・盛山。その後第2回はきつね・大津広次、第3回は宮下、第4回はWEST.・重岡大毅がそれぞれ優勝し、王者が入れ替わり続けた。しかしその後、第5・6回で=LOVE・大谷映美里が初の2連覇を達成。第7回で盛山がリベンジし王座奪還、その後第8回で史上2人目の2連覇を達成、さらに第9回で史上初の3連覇を達成した。第10回では鶴崎が盛山の4連覇を阻止した。

ラヴィット！スマブラ王決定戦
- 大乱闘スマッシュブラザーズシリーズのゲームを用いた対戦で、現在は『大乱闘スマッシュブラザーズ SPECIAL』を使用。第6回（2024年2月23日放送）以降は参加者が13 - 16人と規模を拡大し、基本的に全編オープニングとなる日の後半で行われる。この回以降、前回チャンピオンは決勝シード、それ以外の参加者は3ブロックに分かれて予選を行い、勝ち上がった者が決勝に進出する。
- 第1回から盛山が3連覇を果たしたが、第4回で梅田サイファー・KZが優勝し、以降この企画の常連となっている。第5・6回では金曜隔週レギュラーのEXIT・兼近が連覇。第7回はきむ（出演時はインディアンス、現ちょんまげラーメン）、第8回は鶴崎がそれぞれ初優勝。第9回で兼近が3回目の優勝を果たし、第10回・第11回で優勝し、自身初の3連覇を達成した。第12回では鶴崎が王者に返り咲いた。

ラヴィット！マリオカート王決定戦
- マリオカートシリーズのゲームを用いて行われる大会。4人対戦で行われ、現在は『マリオカート8 デラックス』を使用。回によって形式は異なる。
- これまでに第1・2回でハナコ・菊田竜大、第3・4回でSnow Man・目黒蓮、第5・6回でAぇ！group・佐野晶哉が2連覇を達成。佐野が不在の中行われた第7回の「暫定チャンピオン決定戦」では、前述の「スマブラ王」の優勝を受け緊急参戦となった鶴崎が優勝。第8・9回で浮所飛貴（出演時は美 少年のメンバー、現在はACEesのメンバー）が2連覇している。
- TBSアナウンサーのうち当番組のレギュラー・ニュースキャスター未経験者では、宇内梨沙（出演時点でTBSテレビ新規IP開発部の「eスポーツ研究所」所員を兼務、2025年3月退職）が第6 - 8回大会に参加し、第6・7回では決勝に進出し3位に入っている。

PICO PARK 2 ジャンピングバトル王決定戦
- 2024年より当番組では『PICO PARK』シリーズを利用した協力ゲーム対決や人狼ゲームを実施。本大会は、同年9月9日（月曜日）のオープニングで、当時の月曜シーズンレギュラーであった櫻坂46・中嶋優月が「難しいけどやってみたいこと」として『PICO PARK 2』を挙げたことがきっかけとなっている。
- 大会は予選と決勝に分かれており、第1回は予選で4人ずつ対戦し勝ち上がった4人で決勝を実施。第2回以降は参加希望や実績を踏まえて7人が決勝シード、残る1枠を8人による予選で決定。予選・決勝ともに3ラウンド先取で勝利。
- 第1回から第3回までは3週連続で月曜日に開催。第1回は馬場、第2回は中嶋が優勝。第3回では鶴崎が優勝し、番組内でのゲーム王4冠を達成。鶴崎は第4回でも接戦の末勝利し初防衛に成功したが、第5回では1勝もできず、馬場が王者返り咲きを果たした。その後第6回では浮所、第7回ではTravis Japan・七五三掛龍也がそれぞれ初の王者となった。

ラヴィット！ストリートファイター6 芸能界最強決定戦
- 2023年6月に発売されたストリートファイターシリーズの最新作『ストリートファイター6』を使用。当番組では最強決定戦以外にも、縛りルールを設けた団体戦形式による対決も不定期で実施している。
- 決定戦は第2回以降、前回王者はスーパーシード（決勝のみ出場）扱いで、その他参加者8人によるトーナメント方式で前回王者への挑戦権を争う形となっている。準決勝までは1ラウンド制で勝った方が次戦へ進出、決勝は3ラウンド制で2ラウンド先取で優勝となる。
- 第1回は堂前、第2回は赤坂サイファー・KBDがそれぞれ優勝。第3回は初代王者の堂前がトーナメントを勝ち抜いて決勝に進みKBDと前回以来の再戦。2ラウンド連続で勝利し王者返り咲きを果たした。

ラヴィット！スマブラスーパーサドンデス 最強決定戦
- 水曜日に開催。「大乱闘スマッシュブラザーズ SPECIAL」のゲームモード「スーパーサドンデス」を用いた対戦。4ブロックに分かれて予選を行い、勝ち上がった者が決勝に進出する。
- 第1・2回とも優勝者は鶴崎修功。
- 第1回大会で矢田亜希子がドンキーコングを使用し、床を叩き続けることで他の挑戦者に勝利したことで、川島から「矢田亜希子ング」の異名がつけられた。

#### その他
KISUKE
藤崎マーケット・トキが考案したオリジナル運試しゲームで「SASUKE」のパロディ企画。全ての曜日で実施された実績がある初の企画となった。
プレイヤーは、一定の確率で罰ゲームを受けるロシアンルーレット形式の複数の障害物による障害物競走で、ゴール地点に設置されたゴールタイマーを押すまでの時間を競う。すべてクリアとなると、本家の「SASUKE」同様「完全制覇」となる。ただし、途中で一つでもクリアできなければその時点で失格となる。また完全制覇者が複数いる場合は、ゴールタイマーまでの時間が一番早いプレイヤーが優勝となる。
第1回では提案者でもあるトキが、第2回ではTravis Japan・宮近海斗が、第3回では石田、関口メンディー（出演時はEXILE・GENERATIONS from EXILE TRIBEのメンバー）がそれぞれ完全制覇を達成。しかし、完全制覇されるたびに障害物が増えてリニューアルが敢行されているため、第4回以降は完全制覇者が出ない状況が続いた。
2024年7月30日放送分で行われた「KISUKE 2024夏」は、ニュースコーナー・「LOVE IT! ROCK 2024」第1弾出演者発表を除き番組全編にわたって実施。この回から、複数の障害物が設置された「1stステージ」と「綱登りビリビリイス」（28メートルの綱を制限時間30秒以内に引き、綱に繋がれた台に設置された赤もしくは青のボタンを1つ選択）が用意された「ファイナルステージ」に分けて実施。1stステージをクリアした挑戦者のみにファイナルステージの挑戦権が与えられた。実際には相席スタート山添ただ1人が1stステージをクリアしたが、ファイナルステージをクリアできず完全制覇とはならなかった。
2024年8月30日には「KISUKE 2024晩夏」として番組全体にわたって放送。番組公式Xによる「#ラヴィットとひと夏の思い出2024」の募集で寄せられた希望により、一般視聴者が初めて参加した。この回ではトキただ1人が1stステージをクリア、ファイナルステージもクリアし自身2度目、リニューアル後初の完全制覇を達成。完全制覇達成賞品として11万円の「純金ラッピー」が贈呈された。
2024年12月10日のオープニングの後半で「KISUKE 2024冬」を放送。全出場者の挑戦が終わった後、考案者のトキからの「重大発表」として、当企画単独の特番『KISUKE2025新春 最強運芸能人決定戦』が2025年1月1日未明に放送されることを発表。トキがコンビで出演する他に、火曜レギュラーの宮舘・佐久間と、完全制覇者の山添、挑戦経験がある岩﨑大昇の出演も同時にアナウンスされた。
利き○○選手権
2022年ごろから開催。当初は木曜だけだったが、現在では水曜を除く全ての曜日で開催実績がある。○○はその回のお題となる食品・匂いのするものが入る。曜日ごとにお題の傾向が固まっており、木曜は味覚、金曜は嗅覚、月曜は触覚を当てるお題が出題されることが多い。田村・曜日レギュラー・ゲストが様々な種類がある食べ物（アイスクリームの味、ポテトチップスの種類、焼肉の部位など）を曜日レギュラー・ゲストが全員で目隠しをしながら食べたり、匂いつき消しゴムの匂いを嗅いだりする。その後、選択肢の中から自分が食べた・嗅いだのはなにか一斉に提示し（最初の提示は「ファーストインプレッション」と呼称がついている）、その後全員で話し合う。話し合いの中で「この人が提示している選択肢は正しい」と確信した場合はその人の選択が合っているかどうかを発表。正解・不正解にかかわらずその人は回答から離脱。一定回数間違えた場合は全員で罰ゲームを食らう。
特に嶋佐・青木マッチョ（ともに木曜）は極度の味音痴であるため間違える回数が多いが、嶋佐と同じ味を選んだ他のメンバーが間違えると胸ぐらを掴んで糾弾するのがお約束となっている。不正解が続くと見かねた川島がヒントを与える場面もみられる。また、回によっては「泣きの一回」や「食べ（嗅ぎ）直し」などの救済が入る場面もある。コーナーの特性上極めて長尺となりやすく、オープニングの時間が短かった初期の企画ではその日のオープニングがこのコーナーのみで終わることもしばしばあった。8月15日、8月16日には初めて2日連続で開催された。高難度な内容が多く成功率は低いが、2025年1月9日に放送された「利き焼き鳥選手権」で初めてノーミスクリアを達成した。
金曜ではマユリカが嗅覚においてほとんどの回で外しており、「バカ鼻」の称号を付けられてしまった。
派生企画として、スタッフの回答した出演者自身のイメージを当てる「自分のイメージを当てろゲーム」が2025年2月6日に実施された。また、個人戦ではなくチーム対抗で行うチーム戦が2025年5月30日に実施された。
また、フォーマットは異なるものの食べたものの種類を当てることを競う企画が各曜日で不定期で行われている。
味覚王→○○王決定戦
月曜に実施。複数の種類から味を当てるのは共通だがこちらは勝ち抜き形式となっており、全員が同じものを一斉に食べその味を当てる。不正解となると脱落となり、全問正解し最後まで残ったものが優勝となる。当初は「味覚王」だったが、その回のお題が入る「○○王」にリニューアル後は、脱落した者はお題のものを1か月間を食べることを禁じられるルールが追加され、破ると何らかの罰が下されるようになった。
舌自慢チャレンジ
水曜に行われる企画。すべて同じ種類の料理だが、超高級品からスタッフが作った安価なものまで複数種類用意され、超高級品を当てることができればクリアとなる。上記の2つと異なり全員参加ではなく数人が挑戦し、残りのメンバーはサポーターとして誰がクリアするかを予想する。特に矢田はほとんどの回でハズしており、さらば青春の光・森田哲矢から「バカ舌」の称号を付けられてしまった。
人狼ゲーム
2024年中旬ごろから、「人狼ゲーム」が度々開催されている。既存の人狼ゲームのほか、ラヴィットオリジナルの「ビリビリイス人狼」など、多種多様な内容の人狼ゲームが開催される。こちらも利き○○選手権と同様に心理戦が繰り広げられるため長尺となりやすく、特に1時間近くに渡って行われる「食わず嫌い人狼」「ビリビリイス人狼」が実施された日のオープニングは、2時間オープニングでなければ原則このコーナーのみの放送となることが多い。
生歌唱
出演者が思い出の楽曲を取り上げた場合、その楽曲を歌唱する歌手やバンド（ボーカルメンバーのみの場合もある）がスタジオへ登場し、生放送で歌唱する。基本的には出演者へのサプライズではあるが、まれに次回予告などで出演が事前告知されるケースもある。
料理対決企画
2024年ごろから開催。当初は火曜（主に水田信二が出演する日）で開催していたが、現在ではテーマ・形態は曜日ごとで変化しながらも全曜日で開催実績がある。スタジオパネラー（3〜4人）がテーマに沿って料理を行い、誰が一番美味しい料理を作れるかを競う対決。
当企画において月曜は馬場、火曜では水田、水曜では盛山と矢田、木曜ではうだまん、金曜では青木マッチョが出場することが通例となっている。
また通例として実況に赤荻・南波・熊崎が登場し、冒頭で川島の南波に対するB'zのフリで南波が歌っている裏で赤荻と熊崎がさまざまなチャレンジを行う。現在6回中6回とも失敗にに終わっている。
ガチ3分クッキング
水曜に開催。盛山・矢田+1・2人で行われる、制限時間3分で行われる料理企画。毎回、矢田は高級素材を使用し3分オーバーすることが通例となっており、盛山から文句を言われている。第1回大会は矢田、第2回大会は櫻坂46・谷口愛季、第3回大会は南波が優勝している。
○○ピッタリチャレンジ
2025年から開催。主に月曜、金曜に実施される。○○はその回の設定金額、もしくはカロリーなどの数量が入り、回によっては特別なタイトルがつけられる。複数のチームに分かれて、設定された値ピッタリになるよう食材・商品を食べたり買ったりして、その合計が設定に最も近かったチームが勝者となる。食材・商品選びとその後の金額集計はチームごとに別個で行われるため人狼、利き選手権以上に長尺となる企画であり、2時間オープニングでない回で実施された場合オープニングはこのコーナーのみとなる。4月25日、4月28日には週をまたいで初めて2日連続で開催された。同様のコーナーとして、2023年7月7日にハライチがゲスト出演した際、ハライチがMCを務める『ぽかぽか』の定番企画である「牛肉ぴったんこチャレンジ」のパロディである「豚肉ぴったんこチャレンジ」が行われ（詳細は、ぽかぽか#関連項目を参照）、以後も『ぽかぽか』MCのハライチ、神田愛花がゲスト出演の度にパロディコーナーが行われていて、これが事実上の前身コーナーとなっている。
大木劇団
火曜日では、大木がテーマに関連した寸劇を用意し、生放送で出演者を発表して即興で披露することがある。しかし小道具や衣装の用意などでスタッフが長時間勤務を強いられるため、2022年9月6日放送の第7回公演（ジョン万次郎の恋物語）から10月25日放送の第8回公演までにコーナー一旦休止となっていた。その後はおおむね数ヶ月に1回の実施となっている。アインシュタイン出演週に行われることが多く、2024年3月までアインシュタイン出演週に同じく隔週出演だった宮舘は女性の役を演じることが多いため、「（大木劇団の）看板女優」「トップ娘役」などと言われていた。一方同じく隔週レギュラーだったミキは、2023年9月にレギュラー卒業するまで大木劇団に一度も声がかからず、出演機会が無かった。ミキの後任の隔週レギュラーであるモグライダーも、現在大木劇団の出演経験はない。
2023年8月8日の第13回公演以降は年数回レベルにまで頻度が下がり、2024年5月14日の第14回公演でおよそ9か月ぶり、2025年4月1日の第15回公演でおよそ11か月ぶりの実施となった。なお、2025年4月1日の第15回公演では、当日ゲストで子役の永尾柚乃が脚本・監督を担当した特別編として実施された。
かっこいい一言選手権
火曜日に開催。女性陣が審査員となり、男性陣がSnow Manの楽曲などに合わせ、いかにかっこいいセリフを言えるかを競う選手権。しかしながら真面目にかっこよく一言を言うのは宮館を除く男性アイドルゲストなどごく一部に限られており、ほとんどの出演者はコスプレやボケを繰り出す事実上の大喜利コーナーと化している。優勝者は1人とは限らず、審査員が入れた票が同数で並んだ場合は全員が優勝となる。2024年9月17日にトキが考案した「40秒で支度しな!選手権」は、事実上このゲームに準備時間40秒の時間制限を加えた派生企画として実施された。
トキ・安村によるオリジナルゲーム
火曜日に開催（トキは水曜日でも開催実績あり）。藤崎マーケット・トキ、とにかく明るい安村が考案したオリジナルゲーム。
トキは「トリートメントはしているか？」選手権などのアニメが題材のものから、「五郎丸カスタネット」「船場吉兆ささやき女将大喜利」「バック・トゥ・ザ・懐かしい王決定戦」といった一昔前の話題となった象徴をオマージュしたゲームを行う。
安村は「飲んでいるのは純米大吟醸酒？のむヨーグルト？どっち？」「クイズ！末っ子は何と言われたい？」などの自信が主役となるゲームを行う。
このゲームはことごとく出演者からの不評を買い、川島や大木、山添寛、河井ゆずる、芝大輔などから「帰れ」などと言われ強制退場させられ、川島からの「おい、本当に帰るのか？」というワードで「帰るわけねぇだろ」とスタジオに戻り、新しいゲームのタイトルを述べるという流れが定例となっている。
逆ババ抜き
火曜日に開催。2024年10月22日放送のオープニング「俺には〇〇しかない」と思うもので、ビビる大木が紹介した自身のオリジナルゲーム。普通のババ抜きとは異なり、ババ（ジョーカー）を最後まで保有していた人が優勝となる。当日放送回では山添寛と原田フニャオが最終的に残り、双方の髪型がセンター分けであったため、双方が「真のセンター分け」の称号を勝ち取るとして勝負を行った。優勝は原田。第2回ではAブロック・Bブロックに分けられ、勝負を行った。優勝はおいでやす小田（Aブロック）、田崎佑一（Bブロック）。2025年1月18日放送からは前述の山添と原田の対決をもとにした「逆ババ抜きセンター分け王決定戦」が行われており、第1回目の優勝は鈴木伸之、第2回目の優勝は山添寛。「センター分け王」の第2回が行われた2025年3月18日放送分では、エンディングで鎮西寿々歌の発案で「逆ババ抜きレディース対決」が行われた。優勝者は不在であったが、再び2025年8月12日放送で大谷映美里の紹介で実施された。優勝は岡田紗佳。
冨安四発太鼓選手権
木曜日に開催。ダンビラムーチョが『キングオブコント2024』で披露したネタ「冨安四発太鼓」を題材にした選手権。大原優一はネタと同様の「冨安四発太鼓保存会会長 武内重夫」に扮して登場し、パネラー席は、ネタ中の原田フニャオと同様にりんご飴を持つ。
武内によるパネラーの指名があった後、武内の「おい音響！CDの〇番流せ！」に合わせ楽曲が流れ、「血湧き肉躍る」瞬間に太鼓を四発（一度に両方のバチを叩いた場合は「二発」としてカウント）叩き、最後に「ソイヤー！」と叫びポーズを決める。全員の挑戦が終わった後、武内が最も「血湧き肉躍っている」と判断した人が優勝となる。三発以下あるいは五発以上の場合は失格となり、五発以上の場合には武内の判断で途中でやめさせることもある。
現在木曜レギュラーのNON STYLE・石田が3連覇を誇っており、番組ホームページにも石田の紹介の横に「※第1回冨安四発太鼓選手権 優勝」と書かれている。第3回大会は2024年12月27日の『ゴールデンラヴィット!』内で行われ、当日の出演者が歌い手と太鼓を叩く人のペアで挑戦した。
その後、前述の石田の誕生日祝いが行われた2025年2月20日放送で、第二の石田を発掘すべく「冨安四発太鼓project」を実施したが、該当者無しに終わってしまった。

#### 罰ゲーム
各種企画やゲーム・チャレンジに失敗した場合、罰ゲームが執行される。基本的に回避できるのは勝者のみであり、引き分けの場合は両者敗北扱いとして全員に罰ゲームが執行される。また勝った場合でも、不正を働いていたことが発覚した場合やMCの配慮によっては罰ゲームが執行されるパターンもある。
罰ゲームの種類は「ビリビリイス」「超酸っぱい（苦い・辛い）ラッピージュース」「激クサ空気砲」「1ヶ月○○禁止」「一発ギャグ披露」などがあり、ゲームごとにいずれかが選択される。
ビリビリイス
近年ほぼ全ての放送回で行われている罰ゲームであるため特筆。その活躍から、2023年のMWL（もっとも忘れられないラヴィット!）第1位を受賞した。バラエティ番組のゲームコーナーの再現やeスポーツを紹介された場合や料理をかけた対決時に行われるゲーム対決やチャレンジ企画実施時は、電気椅子（座布団の場合もある）へ座った状態で実施する。敗北時・失敗時の罰ゲームとして、椅子・座布団より出演者のお尻に電流が流される。この電流は他の番組よりも遥かに威力が強いようで、初登場のゲストが喰らった後はほとんどが「こんなに強いとは思わなかった」という旨のリアクションをするのが恒例となっている。出演者が忌み嫌っている罰ゲームではあるが、中にはビリビリイスに座りたいという理由で出演する風変わりなゲストも存在する。また、青木マッチョやガチャピン・ムックなど、ビリビリイスが効かないゲストもわずかながら存在する。
ビリビリイスをメインに扱うゲームとして、「ビリビリ椅子取り」「ビリビリPK」などのゲーム企画が誕生している。
2024年からは、体に装着するタイプの「低周波ビリビリ」、威力を強化した「スーパービリビリイス」が登場した。いずれも最大パワーではビリビリイスを凌駕する威力を発揮する。また、巨漢の大鶴肥満専用の特注ビリビリイスも登場した。
妊婦およびケガ人には危険であるため、妊娠中の出演者（丸山、ギャル曽根、近藤など）、骨折・ぎっくり腰など怪我をしている出演者はコーナー自体に参加しないか、罰ゲーム対象になった場合に別の人が代理でビリビリイスを受ける、もしくは他の罰ゲームに変更される配慮がなされる。

#### その他の恒例
曜日不定
- 取り上げる出来事が歌手の誕生日や、往年のヒット曲のリリース日など音楽関係の記念日の場合、テーマ発表の際に田村がその歌手の代表曲やヒット曲の印象的なフレーズを恥じらいながら歌唱する。
- おいでやす小田の出演時に飲食店を取り上げる場合、小田のみTBSのフードコーディネーターまたはスタッフが模倣して作った偽物の料理を配膳する。食後に小田はその料理が本物か偽物かを当てるチャレンジを飲食店の店主の面前でさせられる。2025年2月時点で通算11勝26敗となっている（同月11日のオープニングコーナー『クイズ!ビリビリオネア』の中で判明）。
- 出演者がおすすめのお笑い芸人を取り上げ、持ちネタや劇場にて行っているオリジナルゲームを披露する。
- 紹介された施設と中継を結び南波がB‘z・稲葉浩志の声帯模写を交えてレポートする。
- 川島が紹介したいものとして、番組からの重大発表や特番の予告編のVTRを放映する。
- おいでやす小田がコスプレをして登場する。
- コットンのゲスト紹介の際に西村がきょんのやらかしエピソード（通称：おっちょこ）を話す。
- マユリカのゲスト紹介の際に阪本・中谷双方が自身の自虐で自己紹介を行う。阪本はエンディングで「告知ボケ」を行う。
- ダンビラムーチョのゲスト紹介の際に大原が自身のギャグ「シャレになってないじゃん」を様々なバージョンで披露する。
- 女性ゲスト（稀にラヴィット!ファミリーの女性アイドル）が番組終了まで時間がかかるゲームやブロックの組み立てを行い、サポート役としてマユリカ・阪本が駆り出される。
- ドンジャラなどのような麻雀風のゲームでの対決が行われる場合、Mリーグ中継風に放送し、実況のTBSアナウンサーと解説役の川島は別室にて、ゲームをプレイしている出演者には聞こえないような形で実況・解説を行う。
- ラヴィット!ファミリーの出演最終日にバンド演奏や自身の練習してきた特技を披露する。稀にサプライズで曜日メンバーからの合唱や、バンド参加などが行われる。
- [月・水曜]テレビアニメが取り上げられ、田辺・盛山と、ラヴィット!ファミリーの女性アイドルがそのアニメキャラクターのコスチュームに着替え、コスプレ姿でエンディングまで出演する。
- [主に月・水曜]櫻坂46のメンバー（主に中嶋優月（月曜）、小島凪紗（水曜））が出演する際に、自身の得意なもののチャレンジを行う。たいていチャレンジが失敗してしまい、川島やタイムマシーン3号・関、盛山（水曜）からは「嘘つき集団」「ペテン師集団」「櫻坂たち」と言われる。
- [主に火曜]かが屋・加賀翔の出演時に、加賀のスチールカメラを取り上げ、オープニング内の模様や出演者の表情を自由に撮影させ、オープニングや番組の最後に撮影した写真を披露する。加賀自身のSNSにも当日撮影した写真が投稿されている。
- [主に月・木曜]かけおち・青木マッチョが出演する際には「ちょっと待った」と青木自身がパネラー席の会話を止め、X JAPAN『紅』に乗せて登場する。2025年5月ごろから登場曲がヴィレッジ・ピープル『マッチョマン』に変更され、登場もさまざまなパターンに変更された。青木曰く「登場時にあまり盛り上がらなくなってきたから」。
- [主に木曜]BE:FIRST・LEOが出演する際には「みんながご飯をおごりたい男」として紹介され、LEOの試食の際にはご飯が大盛りで用意される。

各曜日関連
- [月曜]本並がしばしばテーマに託けてカラオケをし、稀に歌唱中に本家のアーティストが登場する。
- [月曜]丸山は、知覚過敏のため、食リポ時に苦悶の表情を浮かべる。その際になぜか決まって銅鑼の効果音が鳴らされる。
- [火曜]ギネス世界記録更新を狙い、ギネス判定員をスタジオへ迎え入れ、生チャレンジを行う。
- [火曜]大木がジョン万次郎に変装し、歴史関連のネタを紹介する。また、TBSラジオで放送されている『パンサー向井の＃ふらっと』とのコラボの際には万次郎の状態でラジオブースに登場する。
- [月曜]おいでやす小田が「ハンバーグボーイ」としてハンバーグのキャラクターで出演する。
- [火曜]佐久間（隔週）はお気に入りのアニメ・漫画・ゲームなどの紹介を行い、その他のスタジオメンバーが熱意に圧倒される。
- [火曜]宮舘（隔週）は得意料理をスタジオで生披露することがあり、料理を始めるまでに複数のカメラを使って遊ぶ（通称 : 宮舘タイム・宮舘電波ジャック）ため、調理時間が異常に長くなってしまう。最近では料理の合間に同局で放送されているSnow Manの冠番組『それSnow Manにやらせて下さい』（通称 : 『それスノ』）で習得した「マツケンサンバII」を披露している（通称 : 宮舘ダンスタイム）。
- [火曜]とにかく明るい安村、=LOVE・大谷映美里が出演する際には安村のオリジナルゲームで使用される札を川島や山添が踏んでいき、最終的には大谷が踏み、安村が大谷を叩いて、男性パネラーに押さえつけられる。
- [火曜]相席スタート・山添寛の連続出演が10が付く数字になった際には、番組内のゲームで勝利した際に山添にだけ獲得されるサイコロを使い、賞金を獲得するオリジナルゲームを行う。2025年7月に1年間の出演を達成して以降は行われていない。
- [水曜]オープニングが長引いた結果、柴田のネタが丸々カットされることが田村から告げられ、柴田が暴れる。
- [水曜]盛山がラッピーからの無茶振りで一発ギャグを披露させられ、最終的に盛山がラッピーを襲撃し、男性パネラー・男性スタッフが盛山を止めに行き、矢田・田村・女性ゲスト（ラヴィット!ファミリーの女性アイドル）・女性スタッフがラッピーを守る。
- [水曜]盛山（2025年2月12日放送分では酒井）がサッカーゲームを取り上げ、プレイヤーとしてサプライズでサッカー選手が登場。ゲーム終了後、サッカー選手のプレゼンからPK対決を行う。この場合、月曜レギュラーの本並がサッカー選手側のキーパーとして、なかむら★しゅん（9番街レトロ）が盛山側のキーパーとして参加していたが、2025年2月12日放送分ではなかむらの活動自粛に伴い津田康平（マルセイユ）が酒井側のキーパーを担当した。
- [水曜]酒井（隔週）が自身の歌いたい曲を「日本列島を元気にする」という名目で歌唱し、稀に歌唱中に本家のアーティストが登場する。
- [木曜]嶋佐が宝くじを取り上げ、オープニング中に宝くじ売り場へ向かい実際に当選確認を行う。
- [木曜]横田が男性ゲストやレギュラーをコーディネートする。
- [木曜]罰ゲームとして「犬のモノマネ」を披露する。
- [木曜]平井（隔週）が番組ラストで「告知ボケ」を担当する。
- [木曜]くるま（隔週）が「孤独なゲームマスター クルマルディーノ」として登場し、木曜のパネラーやゲストに対してクイズや謎解きを出題する。
- [金曜]くっきー!は自作のイラスト、コラージュ画像を持ち込む。
- [金曜]ショーゴは自身のおすすめのものを紹介する際に一人称を「俺」にする。
- [金曜]きつねがオリジナルゲームを考案しスタジオで行うも、ことごとく出演者からの不評を買い、くっきー!や川島からゲームに使用する用具を投げられ、淡路がサンプラーで返答する。
- [金曜]&TEAM・Kが出演する際にはかけおち・青木マッチョとの陸上競技対決を行う。
- [金曜]12月の第1・第2金曜日にオリコンが発表する「好きなアナウンサーランキング」を番組内で発表し、田村アナ、南波アナなどレギュラーメンバーのアナウンサーがランクインできるかを見守る。2024年ではオープニングコーナーの全てをこの企画に当て、田村アナ、南波アナの順位発表前にはニューヨーク不動産で行われている半生VTRのアナウンサー版が流され、見事上位にランクインした場合は盛大に祝福される。

#### 東ブクロの出演券
2023年2月16日放送分で森田哲矢（さらば青春の光）が1994年式のランドローバー・レンジローバーを購入した際に初めて発行された、相方の東ブクロが番組に出演するのに必要な出演券のこと。
これは、スキャンダルの多い東ブクロが「朝番組にそぐわない」としてラヴィット!への出演が憚られていたことに起因する。
この出演券を獲得するには東ブクロの相方である森田（他の出演者でも有効になる場合もある）が番組内で10万円以上の買い物をしなくてはならない。レートとしては10万円で1枚。この出演券は『夜明けのラヴィット!』のアフタートークに出演する際にも消費されるため、本放送とアフタートーク分で実質2枚消費される。2023年5月3日・5月10日放送分で放送された「見取り図のUSJ制覇旅」では、ブクロが子供が行くテーマパークのロケに適さないタレントであったのに参加した上、ロケでの貢献度も低かったとして、1回の出演で複数枚消費された。
また、さらば青春の光、ブクロのいとこ・こてつのコンビ、ファイヤーサンダーなどに何らかのペナルティが発生した場合、内容に応じて1枚以上没収される。逆に東ブクロが何らかの活躍をした場合、1枚以上増えることがある。さらに森田が他番組で10万円以上の買い物をした際も出演券が増加する。
2024年7月24日放送分でブクロが両親に別荘を買うことを決めたことから、一時期ブクロの出演券制度はストップし、「泳がせ出演中」と東ブクロの登場テロップに明記されていた。

### 曜日別コーナー
週替わりでいずれかを放送。番組開始当初から2021年9月までは、火曜日（後述のファッション企画のみ放送）を除き、おおむね2つのコーナーを隔週放送だった。2023年以降は、1つの曜日で7個以上コーナーがある曜日もあったり、番組改編期や長期休暇期間は特別企画の放送に充てるために、コーナーの放送間隔が大きく空く場合もしばしばあり、1年以上間が空くこともある。オープニングの進行によって放送時間が左右されるため、オープニングが押して開始時間が大幅に遅れた場合は時間が足りず最後まで放送できないため、「オープニングが盛り上がりすぎたため続きは後日に放送」と断りを入れVTRを途中で打ち切られる。極端なケースでは曜日コーナーそのものが中止になるケースもある。
前述の通り2023年10月から、それまでの頻出出演者の一部が曜日レギュラーとなっているが、曜日レギュラーとしての出演曜日と、コーナーの出演曜日が異なるケースが発生するようになった。また、2024年11月以降は2時間オープニングの放送回数大幅増加により、VTRコーナーの放送頻度が激減している。
以下は、2025年5月現在のコーナー出演者（進行のTBSアナウンサーは省略）。太字斜体は、曜日レギュラーとしての出演曜日と異なる曜日に出演している出演者。
| ジャンル                         | 月曜日                                                              | 火曜日                                                    | 水曜日                                | 木曜日                                             | 金曜日                                                            |
| -------------------------------- | ------------------------------------------------------------------- | --------------------------------------------------------- | ------------------------------------- | -------------------------------------------------- | ----------------------------------------------------------------- |
| ショッピング                     | ぼる塾                                                              | 山添寛 ちょんまげラーメン                                 | 見取り図                              | ニューヨーク                                       |                                                                   |
| ファッション ビューティー        |                                                                     | アルコ&ピース 南波雅俊アインシュタイン 河北裕介           |                                       |                                                    |                                                                   |
| 住宅                             |                                                                     |                                                           |                                       | ニューヨーク 中村仁美                              |                                                                   |
| グルメ （曜日別コーナー）        | ぼる塾                                                              | 水田信二 おいでやす小田 田渕章裕                          | 見取り図タイムマシーン3号             | マヂカルラブリー 矢吹奈子 LEO はっしー男性ブランコ | 東京ホテイソンEXITロングコートダディ むにぐるめ 阿部祐二          |
| グルメ （ラヴィット!ランキング） |                                                                     | モグライダー                                              | 天才ピアニスト守屋麗奈 おいでやす小田 |                                                    |                                                                   |
| 流行 最新トレンド                | なすなかにし                                                        |                                                           | すゑひろがりず                        |                                                    |                                                                   |
| レトロ 懐かしいもの              | なすなかにしモグライダー                                            | ビビる大木 チャンカワイ or 芝大輔 なすなかにし            |                                       |                                                    |                                                                   |
| 旅行 レジャー                    | ぼる塾なすなかにし 髙地優吾 おいでやす小田 タイムマシーン3号 三拍子 | かが屋 モグライダーアインシュタイン 佐々木舞香 つるの剛士 | アルコ&ピース鶴崎修功 見取り図        |                                                    | くっきー! きつね 伊原六花or国本梨紗太田博久&近藤千尋夫妻 宮下草薙 |

また曜日別コーナーのVTRの途中に、以下の企画が挟まれることがある。
クイズ
紹介された商材に関する雑学や、VTRの続きの展開をクイズ形式で出題され、スタジオパネラーが挙手制で当てるというもの。正解者には番組グッズや、紹介された商材が贈られる。
正解とは無関係なボケ回答が恒例で、実質大喜利コーナーと化している。早い段階で正解を出してしまうと大喜利としての側面が失われるため、多くの場合出演者の顰蹙を買う。不正解時のお手つきもないが、クイズまたは大喜利の回答としてふさわしくない場合には、その場に起立させられたり、カメラに背を向けさせられたりする等のペナルティが川島または進行担当から科される。場合によっては自らの判断で起立する場合もある。
オープニングコーナーが予定より早く終了した際の時間調整も兼ねており、その場合は複数のクイズが出題されたり、大喜利の時間が長めに取られる。
ラッピー・ガガンモによる無茶振り
VTRにラッピーが現れ、スタジオパネラーの数名にクイズを出題したり、モノマネなどの無茶振りを課す。VTRの合間であることから、回答時間は7-10秒しか与えられず、即興での回答が求められる。2024年7月以降は、番組冒頭のゲスト紹介の直後に着ぐるみのラッピーが現れ、芸人に一発ギャグや、アイドルに即興ダンスなどを無茶振りすることがある。同年8月20日から登場したガガンモも、ラッピー同様に番組冒頭で現れた際に無茶振りを課すことがある。

#### ラヴィット!ランキング
曜日関係なく行われるが、2024年4月以降は月曜 - 水曜のみで行われている。食べ物を扱う場合は「プロが選ぶ1番おいしいモノは? ラヴィット!ランキング」、食べ物以外の場合（文房具、玩具、日用品、生活雑貨、漫画など）は「プロのお気に入り教えます! ラヴィット!ランキング」として放送される。
テーマに関連したプロや専門家が吟味し、番組独自のランキングを作成して発表していく。ただし食べ物の場合は量を食べることが難しいため、売上上位の商品、商品開発担当がお勧めする15商品 - 20商品程度に絞り込んで、これらを試食して料理人が採点する。食べ物に関するランキングの場合はごく一部の例外を除き、当日のランキングに関する商品を賭けて、事前に候補となる商品の中から、1位と思う商品をフリップボード（ホワイトボード）に書いて予想するコーナーがある（番組開始当初は全曜日で実施していた）。生活雑貨など、食べ物以外のランキングは基本的に予想が発生しない。
番組開始当初は毎日放送されていたが、前述の通り2022年4月以降はオープニングが長めにとられているため、事実上曜日別コーナーがない日の穴埋めで月数回程度の放送に大幅に縮小した。特に後述する長期休暇期間（特別企画放送のため）や番組改編期（新番組・特別番組のゲストを迎えて、オープニングを長めに放送）では顕著で、例として2023年3月8日放送を最後に、4月19日までおよそ1か月半放送がなかったこともある。放送時間も大幅に縮小されており、当初は50分程度の放送で、10位から1位を1つずつプロが何かしらのコメントを行っていた。また、商品名は出さないものの、ランク圏外となった商品への酷評コメントも数件放送されていた。2022年4月以降はおおむね30分前後の放送で、10位から7位はプロのコメントが無く、まとめて一気に紹介することで時間短縮している。
- 2023年3月までは、予想が発生するランキングは火曜・水曜・金曜に行われ、月曜・木曜は予想が発生しないランキングを放送していた。2023年4月からは金曜に、2024年4月からは木曜に当コーナー自体が放送されなくなった[注 148]。
- 月曜は2023年は一度も、スタジオでの予想が発生するランキングは実施されなかった。一方2024年1月以降は、後述するなすなかにしのコーナーが事実上休止されている影響などで、同年1月22日・29日と連続で予想が発生するランキングが実施されるなど、月曜にも多く放送されるようになった。そのため2024年4月現在では、月曜・火曜・水曜に予想が発生するランキングが行われ、予想が発生しないランキングは行われなくなった。

日により、ランキングの途中でクイズが挟まれたり、番外編（当日のランキングと同ジャンルだがスーパーやコンビニでは買えないようなお取り寄せグルメを紹介、ランキングした商品を使ったアレンジレシピ・利活用法など）が挟まれる場合がある。以下の企画が定番となっている。
- [火曜]モグライダー「モグ飯キッチン」：プロなどが考案したアレンジレシピを、ともしげが調理する。
- [火曜]「あいうえお作文」：CM前に実施。当日のランキングで紹介される商品にちなんだあいうえお作文を、当日メンバーの5人ほどがラッピーからの無茶振りで披露。最後は大木が担当するが、毎度お題の頭文字を無視する文を発表することが多い。大木の発表後、CM直前には「素晴らしいあいうえお作文でした！」のテロップが出るのがお約束となっている。
- [水曜]天才ピアニスト「しゃべくりクッキング」：プロなどが考案したアレンジレシピを、上沼恵美子風のますみと、竹内知咲が調理する。タイトルは『上沼恵美子のおしゃべりクッキング』（朝日放送テレビ）のパロディ。
- [水曜]守屋麗奈「れなぁ先生の誰でも簡単！クッキングCLUB」：自身が考案したアレンジレシピを櫻坂46のメンバーとおいでやす小田と共に調理する。
- [水曜]「予想屋リリー」：CMまたぎ時に実施。CM明けに紹介される商品を告知され、その商品の紹介VTRのBGMをリリーが予想する。CM明けのVTRで正解発表が行われる。
- [水曜]「それいけ!モリシーくん」：終了した「#盛山と遊ぼう」と入れ替わる形でスタートした企画。盛山が番組オリジナルのゲームに挑戦し、クリアすれば盛山が試食できるが、必ず最後にクリア不可能な設定がなされており通常プレイでは絶対にクリアすることはできない。その後、出演者の一人（女性アイドル）が突然「攻略法がわかった」と言い、隠しコマンドを入力しクリアする流れとなる。第2回以降は、ゲームの進行に合わせて盛山がコスプレするのが定番となった。ステージ1のゲームは、2024年春に期間限定で展開したコラボショップ「ラッピーマーケット」に設置され、ファンが実際にプレイできた。

以下は2024年4月までは不定期に行われていた定番企画であったが、前述の通りコーナー自体の放送頻度の減少により、事実上終了している。
- [不定期]2021年のみ、プロの料理人が作ったアレンジレシピ料理・プロが1つのテーマに沿って選んだグルメをスタジオで試食し、スタジオ内の出演者投票で1位を決める「美食家たちの絶品!プレゼングルメNo.1決定戦!」が行われていた。
- [不定期]おいでやすこが[注 149]「ラヴィット! 暮らしのキッチン便り」：プロなどが考案したアレンジレシピを、こがけんが調理する。2024年4月以降行われていない。
- [金曜]ものまねタレントが、アレンジレシピを試食するなどの企画が行われる。金曜の当コーナー自体が、2023年4月以降行われていない。
- [金曜以外不定期]冷凍食品のランキングでは、BAN BAN BAN・山本正剛（フリーザ）、アイデンティティ・田島直弥（野沢雅子）、R藤本（ベジータ）を主とした『ドラゴンボール』ネタを得意とするものまねタレントが、対決構図でアレンジレシピを紹介する[注 150]。
- [水曜]「#盛山と遊ぼう」：ラッピーを生アテレコする田中の進行のもと、紹介された料理やアレンジレシピの試食者をくじやルーレットで決めるもの。「大好きな盛山さんに絶対に食べてもらいたい」というラッピーの意向でくじやルーレットの出目は「盛山」「盛山以外」の2種類である上に、見た目上は「盛山」に的中する確率を極端に高めているが、実際は何らかの仕掛けにより必ず「盛山以外」に的中する。仕掛けは錘などの単純なものから、心理的に意表を突くものなど多岐に渡る。仕掛けはTwitterのハッシュタグを用いた視聴者からのアイデア公募も実施しており、採用者には盛山・ラッピー・川島・田村の4ショットチェキが贈られる。「それいけ!モリシーくん」開始に伴い入れ替わりで終了となった。
- [主に火曜]チャンカワイ「全国ご当地○○選手権」：ご当地でしか買えないようなものを20種類程度用意。それをチャンが全て試食し、チャン独自のベスト3を決定する。2023年4月25日放送を最後に行われていなかったが、2024年5月15日（水曜）でおよそ1年ぶりに復活となったが、その後の放送がなく事実上終了。
- [主に月曜]三拍子「三拍子の胃袋つかみ飯」「絶品!お取り寄せグルメ紹介」：「胃袋つかみ飯」ではプロ等が考案したアレンジレシピを、高倉が調理する。「お取り寄せグルメ紹介」では当日のランキングで取り上げた商品のプロが紹介するお取り寄せグルメを紹介する。2024年7月8日を最後に三拍子のラヴィット!ランキング出演がなく、事実上終了。

#### 月曜日
月曜日は、買い物やグルメの企画が中心となっている。また、単発企画からレギュラー化されたコーナーも数多い。
ぼる塾によるグルメ・買い物・レジャー企画
ぼる塾の芸能界スイーツ部
2021年5月31日から2024年2月5日に放送。かつてデパ地下のスイーツ店で勤務経験のある田辺が部長、あんり・きりやが部員。開始当初はSNSで話題のスイーツを実際に作っていたが、後にスイーツを扱う店舗でのロケに移行している。略称は「BGS」（Borujuku no Geinōkai Sweets bu）。コーナージングルはきゃりーぱみゅぱみゅの「CANDY CANDY」。コーナー開始当初のお約束として、このコーナーでのラッピーの無茶振りは、主にきりやが撮影した田辺・あんりの写真を使った「写真で一言」が行われており、同じ写真で、川島を含めた2,3人が回答していた。
ぼる塾の自由時間
2022年2月28日より放送。買い物をする時間もないほど多忙なぼる塾に、自由時間を与えて買い物などを楽しむ企画。略称は「BJJ」 (Borujuku no Jiyu Jikan)。コーナーの流れやお約束などはBGS同様。コーナージングルはglobeの「FREEDOM」。
ぼる塾の最新デパ地下惣菜部
2022年11月14日より放送。前述の「スイーツ部」でデパ地下が特集された際は、田辺が暴走してスイーツ以外の惣菜類をも取り上げることがしばしばあったため、惣菜をメインとした単独コーナーとして放送。略称は「BDS」 (Borujuku no Saishin Depachika Sōzai bu)で、コーナージングルはglobeの「DEPARTURES」。
ぼる塾の食べ放題満喫部
2025年5月12日より放送。ぼる塾が「しんぼる」「猫塾」としてまだそれぞれで活動していた頃、田辺とあんりが食べ放題仲間として意気投合し、ぼる塾結成のきっかけとなったことから誕生したコーナー。タイムマシーン3号、大鶴肥満とゲストと共に食べ放題の店を満喫する。最後に店長などに、最も食べ放題を満喫していたと思われるメンバーを「〇〇食べ放題王」として選出する。略称は「BTM」 (Borujuku no Tabehōdai Mankitsu bu)。
また、以上のレギュラー4企画のほかにも、単発のぼる塾グルメ特集がこれらの企画のファーマットに準じて放送されることがある（「ぼる塾の羽田空港No.1グルメツアー」など）。
東京ディズニーリゾートロケ企画（正式なコーナー名はない）
ぼる塾、もしくはおいでやす小田が中心となって東京ディズニーリゾート（東京ディズニーランド・東京ディズニーシー）を満喫する不定期ロケ企画。この企画が放送される日は画面左上の時報が、ラッピーのアニメーションが無いシンプルなものになっている。かつて田辺がディズニーでの勤務経験のあることから当初はぼる塾の冠企画であったが、ゲスト出演したおいでやす小田がミニーマウスにドハマリしたことから、おいでやす小田がメインとなる企画も多くなっている。おいでやす小田がメインとなるロケでは、後述のおじさんツアー!に出演するメンバーとほぼ同じ顔ぶれとなることが多い。
なすなかにしのおじさんに教えて!
2022年2月3日（木曜日）放送予定の「ニューヨーク不動産」のロケを実施予定だったが、ニューヨーク2人の新型コロナウイルス感染により中止されたため、当日の代替企画として放送されたもの。3月14日より月曜コーナー化。
若者のカルチャーに疎いなすなかにしと女性タレントが、若者に人気のカルチャーを若手女性タレントから学ぶ名目で街ブラロケを実施する。
コーナージングルは岡崎体育の「おっさん」。
派生企画として、なすなかにしがおじさん世代に人気のものを若者に教える「なすなかにしのディープなおじさんの世界」も不定期に放送されている。
2023年12月の那須の病気療養に伴い、同年10月23日から2024年6月3日までの約8か月間コーナー休止となっていた。休止期間中は前述の通り、穴埋めで「ラヴィット! ランキング」が月曜に多めに放送されていた。那須復帰後も、月曜に限り「ラヴィット! ランキング」と曜日別コーナーの2本立ての構成になることが多く、2024年時点でこの構成は月曜が唯一である。
モグライダーのモグ散歩
2022年9月12日より放送。懐かしいもの好きだというモグライダーが、昭和レトロ感のある全国の商店街を巡る。前述の「モグ飯キッチン」同様、ともしげの滑舌の悪さや、勝手に飲酒を行うなどによりグタグタな展開になることも多い。その「モグ飯キッチン」とあわせて、モグライダーも複数の曜日にレギュラーコーナーを持つこととなった。
2023年10月から、モグライダーは火曜隔週レギュラーとなったが、引き続き月曜コーナーとして継続している。
コーナージングルは奥田民生の「イージ㋴ー★ライダー」。
なすなかにしのおじさんツアー!
2023年9月18日より放送。なすなかにしと髙地優吾、おいでやす小田、タイムマシーン3号、三拍子がアクティビティやグルメを満喫する企画。
2024年2月19日の放送では那須の病気療養に伴う代替企画として、おいでやす小田が那須の代理を務める形でロケを行う「おいでなすなかにしのおじさんツアー!」が放送された。
コーナージングルはスピッツの「不死身のビーナス」。

#### 火曜日
火曜日は、ファッション・ビューティー関連の企画が中心となっていたが、これらが縮小傾向の一方で旅企画が増えている。また、火曜日には前述の「ラヴィット!ランキング」内コーナーがいくつかあるため、曜日別コーナーを行わずに「ラヴィット!ランキング」とする場合も多々ある。
アインシュタインによるメイク企画
いずれの企画も、コーナーの終盤では、メイクを施された芸能人・一般人・学生と、アインシュタイン・稲田が演じるドラマ風のミニコントが行われる。コーナージングルはLittle Glee Monsterの「私らしく生きてみたい」で、過去にはSuperflyの「Beautiful」とレディー・ガガの「ポーカー・フェイス」が使用されていた。
アインシュタインのプロがお悩み解決! プチプラ変身メイク!
2021年9月21日より放送。芸能人のメイク（化粧）に関する悩みを、プロのメイクアップアーティストがプチプラコスメ（ドラッグストアで購入できるようなものなど）を使って解決する。当初はプロは毎回変わっていたが、後に河北裕介が担当することになった。
2022年9月13日より、メイクを行う対象を一般人に拡大した企画が放送されている。なお、「出張プチプラ変身メイク」「キャンパス出張プチプラ変身メイク」では、取材させてくれる企業や大学を募集している。
アインシュタイン 河北裕介 お悩み解決! 変身シンデレラメイク!
2022年9月13日放送。
事前に街頭インタビューを行い、特に悩みの多い数名に来てもらい、河北がメイクを行う。
アインシュタインの出張プチプラ変身メイク
2023年2月14日より放送。
ある企業を訪問し、その企業で働く女性の中から数名に対し、河北がメイクを行う。
アインシュタインのキャンパス出張プチプラ変身メイク
2024年5月28日放送。
ある大学を訪問し、その大学で学ぶ女子学生の中から数名に対し、河北がメイクを行う。
相席スタート山添のリユースショップで爆売り対決! 高く売れるのはどっち?
レギュラーコーナーとしては2022年1月25日より放送。同様の企画が2021年12月20日（月曜日）に「丸山桂里奈 初めての○○」にて行われており、これをレギュラー化したもの。進行役はインディアンス・きむ、見届け人は相席スタート・山添寛とインディアンス・田渕章裕が務める（インディアンスが、ちょんまげラーメンに改名後は当企画は放送実績が無い）。2人の芸能人が、自分の私物を4 - 5つのジャンルに分けて、リユース品の買取を行っている店舗で実際に査定してもらい、ジャンル毎にどちらが持ち込んだ商品が高く売れるかを競う。2023年までは「勝利したジャンルの多い方」、2024年からは「合計査定金額の大きい方」が勝ちとなる。査定結果などによっては結局売却しないことも多い。
2023年3月7日放送後、山添に後述する不祥事が発生したことから一時は事実上コーナー続行が不可能となったが、2024年1月23日放送分で約10か月ぶりに復活。この回ではきむが山添に「お前のせいで1年空いたんやぞ」と発言しており、当該シーンはTVerのサムネイルにも使用された。
コーナー休止期間中の2023年6月13日には、レギュラーコーナーを一時失ったインディアンスへの補償として、「インディアンスのお悩みぶっ飛びレストラン」を放送。日本一元気な芸人であるインディアンスが、悩みを抱えたゲストと共に元気になれるようなレストランに行き、お悩み相談をしつつもグルメを堪能する企画。紹介後、訪れた店のお悩みぶっ飛び度を、田渕の持ちギャグである「ぃやぁっとぅー」の数で評価する（満点は、10ぃやぁっとぅー）というものであった。
アルコ&ピースによる変身企画
アルコ&ピースのアナウンサー変身計画 → アルコ&ピースの新アナウンサー変身計画
2022年4月19日より放送。TBSおよび系列局のアナウンサーが抱える私服やヘアメイクに関する悩みを解決するコーナー。実質的に「あるあるお悩み解決コーデ」の後継コーナーでもある。進行を務めるアルコ&ピースは後述する水曜コーナーに続いての新コーナーであり、複数の曜日にレギュラーコーナーを持つこととなった。
コーナージングルはmiwaの「chAngE」。
2022年10月18日放送分では、初の系列局からの参加者として、新潟放送（BSN）アナウンサーの工藤淳之介が出演した。
2023年10月から、アルコ&ピースは水曜隔週レギュラーとなったが、引き続き火曜コーナーとして継続している。
2024年1月9日放送からレギュラーとして、過去4回出演した南波雅俊（TBSアナウンサー）がレギュラー加入した。これを機に、タイトルに「新」がつくようになった。
2025年3月22日に開催された東京ガールズコレクションとのコラボイベント『TBS AKASAKA COLLECTION produced by TGC』に本企画がラヴィット!ステージとして出演。その事前企画として出演するアナウンサーの変身の様子が2025年3月18日に特別編として放送された。
アルコ&ピースのお悩み大学生変身計画
2025年7月1日より放送。T上記「アナウンサー変身計画」を大学生にターゲットを変更して実施。事実上「アインシュタインのキャンパス出張プチプラ変身メイク」の後継企画である。
かが屋の絵になる写真旅
2023年3月14日より放送。前述の2022年8月23日の「#ようこそラヴィット!」での初登場以来、出演の度に写真撮影が恒例となっていたかが屋による、全国各地を写真撮影しながら旅をする企画。
このコーナーが、かが屋にとって全国ネットでは初の冠企画であるため、サポート役の名目で事務所の先輩であるモグライダーが同行している。そのため、「モグライダーのモグ散歩」同様に、ともしげが勝手に飲酒するなど一部のお約束が継承されている。
コーナージングルはコブクロの「Million Films」。
このコーナーが行われるきっかけとなったのが、2022年11月1日放送のオープニング「ダーツの日」に因んだ、『関口宏の東京フレンドパークII』風のダーツチャレンジである。ダーツの的には、この日の出演者がやってみたい企画や、本家同様の「たわし」などが書かれていた。このとき、3本投げる権利を持っていた加賀があまりの強運であり、相方の賀屋の「ニューヨーク・嶋佐和也とoasisを歌う」（こちらは2022年12月28日の『ゴールデンラヴィット!』にて実現）、こちらも本家同様のパジェロ（の模型）、そして加賀の本企画の3つを当てたことにより実現に至っている。
ビビる大木の若者に教えたい! レトロ放浪記
2023年6月20日より放送。歴史好きなビビる大木が、令和の若者へレトロの良さを教えるという名目で、レトロなスポットを巡る。紹介後、大木自ら作成したポエムを朗読する。
大木は番組開始当初より火曜レギュラーであったが、なぜかロケ企画だけは参加する機会に恵まれず、番組開始3年目にして初のロケ企画となった。同行するチャンカワイも、前述の通り2022年4月以降は「ラヴィット!ランキング」に年数回出演に留まっていたため、久々のロケ企画出演となった（チャンカワイ不在時の代役は、芝大輔（モグライダー））。また同行者として女性ゲストとなすなかにしが同行する。
大木はトーク中に中西と何気ない共通点を見出すと「同盟組もう!」と言って握手を交わすのがお約束。また、大木と中西のボケの連発で女性ゲストが最終的にあきれた表情になるため、ゲスト出演のことを「顔色なくなる」や「罰ゲーム」と称されることが多い。
初回から2回目が2023年10月24日、3回目が2024年3月12日、4回目が11月19日、5回目が2025年4月15日と放送スパンが長くなっており、大木が「半年に一回と聞いている」と話すほどになっている。
コーナージングルは加山雄三の「君といつまでも」。
水田信二のおいしんじ万才!
2024年7月9日より放送。元板前の経験もある水田が市場などの場所で食材を探し、その食材で絶品料理を披露する企画。水田の他に、おいでやす小田と田渕章裕（インディアンス）が同行する。なお、きむはこの企画には参加しない。
タイトル・ロゴなどの演出は『くいしん坊!万才』（フジテレビ）のパロディとなっている。
コーナーのオープニング・エンディングのアニメーションや音楽も本家に似せており、水田信二に因んで、本家の9代目くいしん坊である山下真司のアニメーション（指揮者に扮したもの）に似せたものが使われている。このアニメーションには小田・田渕も描かれており、本家での「キッコーマンがお送りしました」というセリフも「ラヴィット! がお送りしました」と変えて再現している。なお、元ネタである『くいしん坊!万才』は、フジテレビ不適切接待疑惑問題により2025年1月26日以降放送休止されているが、当コーナーについては休止期間中の同年2月18日にも通常通り放送されており、以後も継続している（前述の山下真司風のオープニングもそのまま放送）。
アインシュタインの今日、キャンプ好きになりました。
2025年5月13日より放送。キャンプ初心者のアインシュタインと佐々木舞香が、キャンプ好き芸能人である、つるの剛士と共にキャンプの魅力を実際に体験するコーナー。
タイトル・ロゴなどの演出は『今日、好きになりました。』（ABEMA）のパロディとなっている。
コーナージングルはカーリー・レイ・ジェプセン&アウル・シティーの「Good Time」。

#### 水曜日
水曜日は、東京近郊へのロケ企画が中心となっている。
見取り図の安くてウマくて○○な店
2021年6月2日より放送。見取り図が東京近郊の安くてウマい店にロケに行く。ロケ先の店は、何かしら個性的・奇抜な店舗ばかりである。試食後、その店に対して見取り図がキャッチフレーズ（タイトルの「○○」を埋める言葉）を複数考えて、気に入ったキャッチフレーズを店主に選んでもらう。
コーナージングルは東京スカパラダイスオーケストラの「Paradise Has No Border」。
すゑひろがりずの最新東京見聞録
2021年10月13日より放送。古風な芸風であるすゑひろがりずとは正反対な、最新の東京のトレンドを紹介する。紹介後、訪れた店を題材にした俳句を披露する。一時期1年近く放送されない状態が続いていたが、2025年7月2日に久々に放送されている。
コーナージングルはVaundyの「東京フラッシュ」。
アルコ&ピースのオフロシュラン
2022年3月16日より放送。サウナ好きな酒井と、スーパー銭湯好きな平子が、今話題のサウナやスーパー銭湯を訪ねる。一方でお風呂に似ているからという理由で夏季はプールを訪れることが多い。タイトルの「オフロシュラン」の名の通り、ミシュランガイド風に星で評価するが、発表する際にはミシュランガイド同様のアスタリスク状の記号ではなく、かつてTBS系列で放送されていた『チューボーですよ!』の堺正章風に、酒井が「星○○です!」と発表する。満点は星3つだが、酒井は何らかの難癖をつけて星2.9つの評価を下すことが多い。
コーナージングルはFLOWの「COLORS」と、チャットモンチーの「テルマエ・ロマン」。
初回よりAぇ! groupの福本大晴と草間リチャード敬太が毎回出演していたが、2023年12月30日に福本がコンプライアンス違反による所属事務所契約解除となったため、事実上の降板となり（最終出演は同年11月22日）、放送予定だった収録分はお蔵入りとなったことから一時は事実上コーナー続行が不可能となったが、2025年2月26日放送分で約1年3か月ぶりに復活（ただし、この回に草間は出演していない）。
また、2024年8月28日に放送された「アルコ&ピースの夏休みin長崎後半戦」は草間も出演し、オフロシュラン「復活」と銘打ち、本コーナーと同様の内容が放送された。
タイムマシーン3号のチャーハン大捜査線
2024年6月5日より放送。チャーハン好きのタイムマシーン3号がSNS上で話題になっているチャーハンが実際に美味しいのかを徹底調査する企画。
チャーハンを題材とするグルメ企画の名目ではあるが、実態は『踊る大捜査線』（フジテレビ）のパロディドラマ。店舗紹介よりドラマパートの比重が非常に大きいため、スタジオ出演者から「早く店に行け」などとツッコミが多々入る。店舗紹介では店主を巻き込んだ茶番劇がなされるほか、エンディングではNGシーンおよび店主らのマグショットが流れる。また、関が歩くシーンなども毎回新撮であり、店舗取材よりこちらの方が撮影に非常に時間がかかるという。
2025年6月11日に発売されたTVガイドでは当コーナーの特集が組まれたほか、コーナーとしては初めて「LOVE IT! ROCK」の演目に選ばれるなど、曜日コーナーでは特に反響が多い人気企画である。
ストーリー
チャーハン警察チャーハン課。その役割は、巷で跋扈する違法チャーハンを摘発することであった。チャーハン刑事の関と山本が次々と事件を解決する中、新人刑事の岩﨑が凶弾に倒れる。その背景には、国際的違法チャーハン密売組織（ICBS）の影がうごめいていた。
登場人物
主要人物
関太
演：本人
主人公。チャーハン課に所属するチャーハン刑事。母親が違法チャーハンにハマったことで人生を狂わされ、その悔しさをバネにチャーハン警察になった。モデルは青島俊作であり、同じようなコートを着用し、度々『踊る』の名セリフを引用する。
山本浩司
演：本人
チャーハン課に所属する関の相棒。チャーハンを食べるシーンでは試食シーンが毎回カットされる。エンディングではアイドルのような演出が入る。
岩﨑大昇
演：本人（3話 - ）
新人刑事。捜査中に何者かに銃撃され入院するも、病院から抜け出し行方不明となっていたが、自身と尾関を撃った犯人を捜索する助っ人として復職した。
チャーハン警察赤坂サカス署 チャーハン課
田村真子乃
演：田村真子（第4話 - ）
チャーハン課に所属する婦警。ケンタ・サカイから岩﨑をICBSの目をつけられるように病院から連れ去るように極秘で依頼されており、そのことを隠していた。
三島達矢
演：本人（第8話 - ）
チャーハン課に所属するベテラン刑事。通称「たっつぁん」。モグラとの電話中に何者かに襲われ誘拐されたり、尾関に人質に取られるなどピンチに陥ることが多い。
南後すみれ子
演：南後杏子（第10話 - ）
チャーハン課に所属する婦警。元カレの尾関に襲われるもハイキックで撃退する。
室井英嗣
演：柴田英嗣（第11話 - ）
チャーハン課の上司。関らが調査したチャーハンの報告を受ける。これまでは姿を見ずにいたが、尾関の起こした事件を受け自ら出動する。
佐々木大光
演：本人（第1・2話）
新人刑事。
藤井直樹
演：本人（第5・6話）
新人刑事。負傷した岩﨑に代わって配属された。
那須雄登
演：本人（第7・8話）
新人刑事。
浮所飛貴
演：本人（第9・10話）
新人刑事。
菅田愛貴
演：本人（第11・12話）
新人刑事。
小島凪紗
演：本人（第13話）
新人刑事。なぜか嘘をついている人の気持ちがわかる。
その他の人物
ケンタ・サカイ
演：酒井健太（アルコ&ピース）（第3話 - ）
チャーハンFBI。チャーハン警察を見下しており、関らとは対立関係。真子乃や室井と何らかの取引を持ち掛けるなど暗躍している。
モグラ
演：青木マッチョ（かけおち）（第8話 - ）
たっつぁんと連絡を取り合っていた情報屋。ICBSに関わりすぎたためケンタ・サカイに消される。
尾関高文
演：本人（第10話 - ）
関らを地下駐車場に呼び出した不審者。その正体はすみれ子の元カレ。現場にいたすみれ子を襲ったが、返り討ちに会い逮捕される。取り調べ中の隙をついて逃げ出し、三島を人質にとる事件を起こす。
ICBS（Illegal Chahan Brokers Syndicate）
内藤剛志
演：本人（第13話 - ）
岩﨑と三島を撃ったICBSの凄腕スナイパー。裏では違法チャーハンの売人として暗躍している。
放映リスト
| 話数   | 放送日        | サブタイトル                                                                       | 備考                                                     |
| ------ | ------------- | ---------------------------------------------------------------------------------- | -------------------------------------------------------- |
| 第1話  | 2024年6月5日  | 町屋の住宅街に大行列！大量のブツがのった1日100杯出る絶品チャーハンを追え           |                                                          |
| 第2話  | 2024年6月5日  | 白昼堂々群がる200人 じっくり煮込んだアレで隠蔽された極上チャーハン!                |                                                          |
| 第3話  | 7月3日        | 糀谷で大行列! 不審なアレで隠蔽された毎日完売する絶品チャーハンを追え!              |                                                          |
| 第4話  | 7月3日        | こだわりのブツは危険な香り!? 小金井の若者たちが殺到する怪力店主の超豪快チャーハン! |                                                          |
| 第5話  | 9月4日        | 志村坂上が大騒ぎ! バラバラに刻まれたブツが乗った絶品チャーハンを追え!              |                                                          |
| 第6話  | 9月4日        | 目黒を騒がす背徳の味! 1日800食を売り上げた超大物チャーハンを捜査せよ!              |                                                          |
| 第7話  | 10月30日      | 連日大行列! 錦糸町の女帝が作る掟破りの巨大なブツが乗ったチャーハンを追え!          | オープニングが長引いたため第8話はカット                  |
| 第8話  | 11月20日      | 日暮里が大騒ぎ!? 大量の白いブツで覆われたチャーハンを捜査せよ!                     | 10月30日分で放送しきれなかった残りの部分を放送           |
| 第9話  | 2025年2月19日 | 燃え上がる龍の伊吹! 黄金に輝く伝説のチャーハンは福生の地に眠る!                    |                                                          |
| 第10話 | 3月19日       | 2時間待ちの大行列! 立川を騒がす究極チャーハンZeroを追え!                           |                                                          |
| 第11話 | 5月7日        | 崩壊寸前! 蒲田を騒がす巨大なアレを積んだ違法建築チャーハンを追え!                  |                                                          |
| 第12話 | 6月11日       | 爆発寸前! 亀戸住人の腹をはち切れさせるマウンテンチャーハンを追え!                  | 当コーナーが特集された「TVガイド」の発売日に放送された。 |
| 第13話 | 8月13日       | 新御茶ノ水が騒然! 大量の黒いブツで覆われた不法占拠チャーハンを追え!                |                                                          |

鶴崎先生＆見取り図の大人も楽しめる修学旅行
2025年4月9日より放送。シーズンレギュラーとなった鶴崎修功にとって初の冠企画となる。鶴崎が引率の担任となり、学級委員の見取り図、生徒としてタイムマシーン3号、マユリカ、富田鈴花らが修学旅行に出かける旅企画。
修学旅行であるため、他の旅企画と比べると教養・勉学に特化した内容となっており、鶴崎によるクイズコーナーが挿入される。
コーナージングルは奥田民生の「風は西から」。
見取り図の専門店collection ミトコレ
2025年6月4日より放送。無邪気すぎる盛山を、大人の男性へと変化していくという名目で、イケてる大人のゲストと共に、そのゲストがお気に入りの専門店を巡る。
コーナージングルはヘヴィ・Dの「ナウ・ザット・ウィ・ファウンド・ラヴ」。

#### 木曜日
木曜日は、グルメや住宅企画が中心となっている。
ニューヨーク不動産
2021年8月12日より放送。不動産会社のリサーチ協力を受け、東京近郊の賃貸物件をいくつか訪れ、最新の賃貸住宅事情を紹介しながら実際に嶋佐の新居を探す本気の引っ越し企画。コーナーレギュラーは中村仁美。
コーナージングルはBOØWYの「NO. NEW YORK」。
3件物件を周りそれぞれの物件を嶋佐が「住む」「住まない」「キープ」のいずれかを判定する。
訪問した住宅では、嶋佐が実際に住むという仮定でミニドラマ（通称「住んだらコント」）を行う。結果的には2021年10月14日放送で実際に住む物件をスタジオで発表し、一旦はコーナー終了した。
2021年10月28日から12月9日は「シーズン2」として、新居への引っ越しやインテリアの調達などをテーマにリニューアル。12月9日の引っ越し完了を以って、シーズン2および嶋佐の引っ越しは完結した。嶋佐が高額インテリアを幾つも購入（爆買い）したことや同コーナー内でのやりとりがきっかけで爆買いベジータ侍というキャラクターが生まれた。
嶋佐編終了後は「第○章」とナンバリングがつき、毎回他の芸人の引っ越し支援という形で継続されている。嶋佐同様、新居探しフェーズで引っ越しが確定次第、家電・インテリア調達フェーズに移行し、引っ越し実行をもって完結する。引っ越した場合は、番組から引っ越し祝いと題したプレゼントが送られる。引っ越すかどうかを決める際にはその芸人の半生を描いた長尺のVTR（通称ラッピーリーチ）が流れ、そこでお世話になった大物芸能人がコメントを寄せ、それを見たうえで実際に購入するかどうかを決める流れとなる。必ずしも引っ越しするとは限らず、新居探しフェーズで失敗し終了することも多々ある。また、第14章のTAIGA編では引っ越し先こそ決まったが新居が撮影NGだったためロケができず、TAIGAの家庭の意向もあり異例の途中終了となった。
物件内見ではもしその物件に住んだら、というコンセプトで「もしもコント」が行われる。第11章サルゴリラ赤羽編では、ザ・ノンフィクションのパロディが展開され、引っ越しのみならず赤羽のヒューマンドラマの模様が放送された。これ以降の放送は、引っ越しをする芸人に合わせなんらかのパロディやサブ企画が行われている。
オープニングコーナーの拡大により曜日企画のVTR放送時間は全体的に短くなっているが、このコーナーのみ物件紹介やもしもコント・半生VTRなどで放送時間が長くなるため、この企画が放送される曜日はオープニングコーナーが早めに終了する。
2024年9月5日は派生企画として、マヂカルラブリー村上が賃貸ではなく分譲物件を購入する特別編が放送されたが、放送内で購入には至らず、のちに村上が番組とは無関係のプライベートでマンションを購入してしまったため1話限りで終了となった。
マヂでウマい肉を徹底調査 本気肉調査隊
2022年4月21日より放送。野田・村上・矢吹・LEOがそれぞれ要望するテーマの焼肉店に行き、堪能する。出演者は専門家（はっしー）を除いて探検家風の格好になっており、コーナー全体の演出も『川口浩探検隊』（テレビ朝日）のパロディとなっている。
ニューヨークショッピング
レギュラーコーナーとしては2022年6月16日より放送。「ニューヨーク不動産」のフォーマットをお約束まで含め流用した買い物企画。
実質的な前身として、同年2月24日放送の特別企画「ニューヨーク屋敷裕政・時計を買う!」が放送された。
2023年1月26日放送を最後に放送されていなかったが、2024年7月18日放送でおよそ1年半ぶりに復活した。
男性ブランコのぶらりんこ旅
2022年2月11日（金曜日）に放送された特別企画「男性ブランコ平井の江ノ島ぶらりんこ旅」を改題し、4月18日より「男性ブランコ平井が行く 全国水族館ぶらりんこ旅」として月曜コーナー化。深海生物好きだという平井が、相方の浦井と共に全国の水族館を巡る。
2023年2月23日（木曜日）からは、水族館以外の旅企画として「男性ブランコの日本全国ぶらりんこ旅」を開始した。この回から木曜コーナーとなり、後に男性ブランコ自身も2023年10月から木曜隔週レギュラーとなっている。
2023年8月3日放送を最後に放送されていなかったが、2024年7月27日放送でおよそ1年ぶりに復活した。
日本一哀愁漂う芸人 男性ブランコの愛愁食堂
2023年6月29日より放送。日本一哀愁漂う芸人こと男性ブランコが、女性ゲストとともに長年営業していて地元の人に愛されている食堂・レストランで、絶品の看板メニューを堪能する。タイトルの「愛愁」は、哀愁と愛をかけている。紹介後、訪れた店の看板メニューを宣伝する、どこか昭和っぽい雰囲気の「愛愁コマーシャル」を作成する。
コーナージングルはベン・E・キングの「スタンド・バイ・ミー」。

#### 金曜日
金曜日は、番組開始当初はリフォームなどの住宅関連企画が中心であった。2021年10月からは、各レギュラーの冠企画や週末の特別企画が中心となっており、金曜レギュラーは全員が冠企画を持っている・持っていたことがある。
くっきー!ファミリーのおでかけ → くっきー!パパの公園へ行こう!
2022年2月10日（木曜日）・2月11日（金曜日）の2日連続で、特別企画で「三浦半島&江の島 ぶらり旅SP」が放送されたが、そのうち2月11日放送にくっきー!が出演した。その際、くっきー!を父親役としたくっきー!ファミリーとして、家族で楽しめるスポットとして長井海の手公園 ソレイユの丘を紹介する企画を行った。これを3月25日にレギュラー化し、日本の父親を代表してくっきー!が家族で楽しめるスポットでロケを行う企画として開始された。4月29日の清水公園編からは、タイトルが「くっきー!パパの公園へ行こう!」となった（ただし、タイトルこそ「公園」がついているが、必ずしも目的地が公園とは限らない）。疑似的な家族を作ってロケを実施する形態は、2021年に放送されていた「週末おでかけ企画 バーチャルファミリーの休日」と同様。
コーナージングルはきゃりーぱみゅぱみゅの「ファミリーパーティー」。
東京ホテイソンの夜明けのグルメ → 東京ホテイソンのスターの夜明けのグルメ
2022年2月4日より放送。東京ホテイソンが夜明け前（早朝）から営業している飲食店でグルメを堪能する。
コーナージングルはAwesome City Clubの「ASAYAKE」（冒頭の「夜明けまだか」の部分を使用）と、Official髭男dismの「始まりの朝」。後述の「スターの夜明けのグルメ」では、Mrs. GREEN APPLEの「StaRt」が使用されている。
2023年5月12日からはゲストの下積み時代を「スターとしてブレイクする前、すなわちスターとしての夜明け前」となぞらえて、下積み時代に食べていたグルメを紹介する「スターの夜明けのグルメ」にリニューアルされた。こちらは「夜明け」は「早朝」という意味ではないので、早朝からのロケは行わない。
こちらも一時期1年近く放送されない状態が続いていたが、2025年6月13日に久々に放送された。
太田&近藤夫妻による旅企画、太田による部活企画
2022年10月の熱海DIY企画完結に伴い、下記の通り太田・近藤夫妻の後継企画として、旅・レジャーのロケが以下のとおり行われている。「日帰り格安バスツアー」を除き、太田による過酷部活シリーズとなっている。2025年6月現在は「ジャンポケ太田の青春サイクリング部」のみ継続している。
太田&近藤夫妻の夢のあるある日帰り格安バスツアー
2022年11月18日放送。日帰りバスツアーの魅力を紹介する企画。「旅のあるある劇場」と題して、各所で旅のあるあるネタを披露する芸人が登場する。この企画は1回限りであった。
太田&近藤夫妻のラヴィット!トレッキング部
2023年2月10日から2024年6月21日に放送。週末に家族で行きたくなるような山で、トレッキングを行う企画。この企画では、熱海DIY企画に引き続いて草薙も出演しており、DIY企画で恒例であった「駄々こねなぎぼぉ奮闘記」が継続している。後に部活企画の1つとなったため、宮下も参加している。
2023年12月15日放送で、およそ10か月ぶりに第2弾が放送された。
2024年6月21日放送の第3弾は、同年4月に近藤が妊娠を発表していたことから、ロケは欠席（スタジオには出演）。タイトルも「ジャングルポケット太田のラヴィット!トレッキング部」に変更の上実施した。これ以降は放送されておらず、事実上終了。
旬の食材いただきます！ ジャングルポケット太田の究極BBQ部
2023年7月7日から2024年5月10日放送の、ジャンポケ太田部活シリーズ第2弾。太田博久と宮下草薙が、旬の食材を自分たちの手で手に入れて、それをバーベキュー（BBQ）で楽しもうという企画。これまでの太田の企画は近藤と夫婦での企画であったが、この企画以降の部活シリーズは太田のみの冠企画であるため、近藤は必ずしも参加しない。
なお、「旬の食材いただきます!」のタイトルは、過去に後述する「あばれる食堂」でも使用されていたが、関連性はない（例として、物故者風の川島に対して感謝を述べるというお約束は継承されていない）。
また、ハライチがゲスト出演する際には毎回この企画がオンエアされているが、岩井・澤部それぞれ「この企画嫌いなんですよね」とコメントしている。
こちらも2024年5月10日放送を最後に放送されておらず、事実上終了。
ジャングルポケット太田の熱血サイクリング部→ジャンポケ太田の青春サイクリング部
2024年8月2日より放送の、ジャンポケ太田部活シリーズ第3弾。サイクリングによる旅企画。太田と宮下草薙に加え、阿部祐二が新たに「顧問」という形で出演している。
2025年3月14日・28日放送の沖縄編で、草薙が学生時代には経験しなかった青春を感じたことをきっかけに、同年6月20日放送のつくば霞ヶ浦りんりんロード編からはタイトルを『ジャンポケ太田の青春サイクリング部』に変更した。
EXITのテンションアゲアゲグルメ → EXITのシン・テンションアゲアゲグルメ
2023年3月10日より放送。EXITがそれぞれ調べ上げた女性ゲストのテンションがアゲアゲになるグルメを1店舗（2品）ずつ紹介し、最終的にどちらの店舗でテンションがアガったかをゲストが判定する。
コーナージングルはDA PUMPの「P.A.R.T.Y. 〜ユニバース・フェスティバル〜」とEIKO Starring 96猫、諸葛孔明（置鮎龍太郎）、KABE太人（千葉翔也）、久遠七海 starring Lezelの「気分上々↑↑」。
毎回、りんたろー。が女性ゲストの食事中に謎の発言とリアクション（通称:キモ）を連発しており、スタジオからは「怖すぎる」「ヤバい」と言われている。りんたろー。のリアクションの様子が流れた後には女性ゲストや店の店主などに後撮りで収録した、りんたろー。に対する感想が流される。また、兼近のおもてなし前には兼近による寸劇がおこなわれる。2025年7月11日放送からは、コーナー放送20回の節目であることから、タイトルが『EXITのシン・テンションアゲアゲグルメ』となった。リニューアル後は女性が好きなグルメに特化した形となり、コーナーの途中で女性が好きなスイーツを紹介する「かねちのテンションアゲアゲスイーツ」が行われるようになった。
ロコディの噂の激ウマうどんリポート
2023年6月9日より放送。うどん好きだというロングコートダディが、人気のうどん店を紹介する。専門家として毎回、むにぐるめ（年間100件以上のうどんの食べ歩きをしている）が出演している。
過去のオープニングでの食リポで若干難があったとのことで、食リポの極意を学ぶという目的でもあり、毎回食リポで実績のあるゲストが「レポートの達人」として出演している。
2024年3月1日放送分では「達人」として阿部祐二が登場。しかし、料理を食べたのちの食レポで叫ぶ食レポを披露し、スタジオが騒然。ロケゲストだった宮近海斗（Travis Japan）は「今年1笑いました」とコメントした。以後、当ロケの「達人」枠は阿部が毎回登場し、2024年6月28日放送分ではロケオープニングで堂前が当コーナーのことを「阿部祐二の飯食って叫ばせて〜や」と称したことから、当放送分のオープニングは「飯食って叫ばせて〜や」仕様となった。
コーナージングルはGeroの「うどん」と、クイーンの「ドント・ストップ・ミー・ナウ』」
2023年10月から、ロングコートダディは水曜隔週レギュラーとなったが、引き続き金曜コーナーとして継続している。
一時期1年近く放送されない状態が続いていたが、2025年5月9日・23日と久々に放送されている。

#### 不定期
○○の△休み/○○の△のお出かけ
春・夏・冬の長期休暇時期もしくは秋の行楽シーズンに、曜日レギュラーをメインとした旅企画。タイトルは「（出演者）の冬休み」「（出演者）の春のお出かけ」などとなる（例：「ぼる塾の冬休み」「NON STYLE石田の春のお出かけ」）。
多くの場合は2週に渡り前編と後編に分かれて放送されるが後編が翌週に放送されるとは限らないため、数週間後にようやく後編が放送されたこともある。
「△休み」は2024年度の冬、および2025年の春は実施されなかった。その代わりに当該期間は2時間オープニングの頻度が大幅に増やされたほか、「おじさんツアー」「大人も楽しめる修学旅行」など通常時のコーナーが当企画に準じた内容で放送された。その後、2025年7月29日に「佐久間大介の夏休み」で2シーズンぶりに復活した。
「お出かけ」は2023年に数回放送されてからしばらく放送されていなかったが、2025年4月から復活。こちらは都内近郊など近場でのロケがメインになり、大規模な遠征となる「△休み」とは差別化されている。

### 曜日対抗企画
番組開始当初の2021年4月 - 6月に行われていた。その後はしばらく行われず、2025年4月21日の「ぴったりラッピーアンケート！」で曜日対抗企画としてはおよそ3年9ヶ月ぶりの実施。曜日別コーナーとキーワード発表の間にコーナーが挟まれるのは、2021年9月まで行われていた「きょうの占い いきなり答え合わせ!」以来、およそ3年半ぶりとなっている。
概ね1ヶ月おきに、企画は変更されている。どの企画でもBGMとして、ラッピーがアントニオ・ヴィヴァルディの「四季」より「春」の替え歌（「ラッ」「ピー」しか言わない）を歌っている。優勝した曜日（同率優勝の場合は、該当する複数の曜日）に対し、ラッピーメダルが1枚授与される。
以下は、曜日対抗企画が復活した2025年4月21日からの曜日別獲得メダル数。
※2025年8月18日放送終了時点
| 曜日 | 獲得メダル数 | 初優勝日      | 備考 |
| ---- | ------------ | ------------- | --- |
| 月曜 | 6            | 2025年5月19日 | 内1枚は、「ぴったりラッピーアンケート！」ピタリ賞達成によるもの。 2025年8月11日は、後述の理由により無効試合扱い。 |
| 火曜 | 0            | -             | 唯一、未だに優勝がない曜日。                                                                                      |
| 水曜 | 2            | 2025年6月11日 | 2025年7月30日は、後述の理由により不戦敗扱い。                                                                     |
| 木曜 | 6            | 2025年5月15日 | 優勝回数は単独トップ。                                                                                            |
| 金曜 | 8            | 2025年4月25日 | 内3枚は、「ぴったりラッピーアンケート！」ピタリ賞達成によるもの。                                                 |

#### 現在行われている曜日対抗企画
ぴったりラッピーアンケート！
初回は、2025年4月21日から5月16日の4週にわたり放送。ラッピー初の冠企画で、曜日別コーナーの後に行われる。毎週ラッピーが0から100までのパーセンテージの数字を発表し、その数字に近くなるようなお題を曜日メンバーが考え、それをX（旧Twitter）のアンケート機能を用いて集計、誤差が最も少なかった曜日にラッピーメダルが毎週1つ（ピタリ賞の場合は2つ）贈られる。同じくXアンケートを活用するコーナーとしては、2025年3月26日のオープニングコーナーで行われた企画「Xでだんだん減らしまSHOW」（前述の『笑っていいとも!』内のコーナー「だんだん減らしまSHOW」のパロディ）等があり、これが事実上の前身コーナーとなっている。
お題を考えている間に、前述の「春」の替え歌が流れる。その後1分間のアンケート受付中は、夏の甲子園中継（朝日放送テレビ）でかつて行われていた住友グループのCM風に、スタジオでのトークを映しつつ、画面下にラッピーとガガンモのアニメーションが流れる。最後に何かしらのオチがつくギャグ形式であることも、住友グループのCM同様。
4月25日には早くもピタリ賞が出たため、翌週よりピタリ賞の場合はもらえるメダル数が2つに増えるルールが急遽追加された。しかし、ファンに投票をゆだねるアンケートという性質上、狙いの数字がわかっている週後半はピタリを狙った悪ふざけとみられる回答が散見され、それにより開始早々金曜メンバーが3週連続ピタリが出てしまうなどコーナーとして成り立たなくなってしまったため、わずか4週で終了。獲得メダルは「初見ゲーム王」へと引き継がれた。
その後、同年7月14日におよそ2ヶ月ぶりに復活・リニューアルされた。リニューアル後は、上記の問題を解決するため週毎で固定のパーセンテージではなく、毎日抽選を行って目標にするパーセンテージが選ばれる形に変更された。誤差が最も少なかった曜日にラッピーメダルが毎週1つ（ピタリ賞の場合は2つ）贈られる。リニューアル後はピタリ賞がなかなか出ずにいたが、8月8日（金曜）でリニューアル後初のピタリ賞達成。またしても、金曜がピタリ賞となった。
コーナージングルは遠藤正明の「爆上戦隊ブンブンジャー」。
もしも何らかの事情でコーナーが放送できなかった場合は、記録なしの扱い（事実上の不戦敗）となる。これは、「初見ゲーム王」などと異なり、視聴者へのアンケートという性質上、番組終了後に実施（「夜明け」枠での放送）することが不可能なためである。これまでに以下の通り発生している。
- 2025年7月30日（水曜）：後述する臨時報道に伴う、番組途中打ち切りの影響。
- 2025年8月12日（火曜） - 8月15日（金曜）：いずれも、オープニングコーナーおよび「LOVE!IT ROCK 2025」の出演アーティスト発表で時間が押してしまったため。11日（月曜）のみ、「LOVE!IT ROCK 2025」の出演アーティスト発表の時間は設けられず、予定通りにアンケートは行われた。その後12日（火曜）放送で最初の中止となり、その際川島が、当時火曜が唯一メダル獲得ゼロで、かつ殆どの回で月曜よりも成績が悪く早々に脱落することなどから、「（ラッピーメダルは火曜は）どうせ獲れない」と匙を投げてしまう発言をした。結局15日（金曜）まで4日間中止となったことで、11日（月曜）は「無効試合」となり、この週はコーナー自体中止の扱いとなった。
  - これによる救済措置として、月曜は翌週分（18日）について、仮に11日に出した誤差10%よりも悪かった場合は、記録10%とする措置とした。しかし実際には、金曜以外では初となるピタリ賞獲得となり、救済措置に頼らずして月曜優勝が確定した。

#### 過去に行われた曜日対抗企画
2021年4月 - 6月中は、視聴者は番組公式LINEで優勝曜日を予想することができ、的中者は抽選でプレゼントが貰えるようになっていた。番組開始当初は毎週放送されていたが、徐々に放送頻度が減った。実際に6月14日 - 6月18日の週に行われた「すぐ作れる!激うまレシピ選手権」を最後に放送されておらず、視聴者プレゼントは前述のキーワードに移行された。2025年4月からの復帰後も、このコーナーを対象にしたプレゼント企画は用意されていない。
勝つのは何曜日? 値段見極めクイズ!ラヴィット9
9つの商品から1人につき1商品が指定され、それが指定された値段より高いか安いかを1人ずつ解答していく。
初週のみ、9つの商品のうち指定された値段以内で買える商品を1人ずつ選び続けていくが、2つは指定された値段を超える商品であり、その商品を2回選んでしまうとその時点でその曜日の解答権が終了となるルールだった。
勝つのは何曜日? 値段当てクイズ! ラヴィット9
9つの商品のそれぞれの値段の一部分が空欄となっており、そこに1 - 9の数字を1人ずつ当てはめていく。
すぐ作れる! 激うまレシピ選手権
曜日レギュラーの中から代表して1組が料理を作る。テーマは週毎に決められている。プロ2人と田村の合計3人が10点満点で採点して、最高得点を出した曜日が優勝。同点の場合は、「すぐ作れる!」という観点から調理にかかった時間が短かったほうが優勝となる。
ラッピーの初見ゲーム王
2025年5月19日から6月13日の4週にわたり放送。オープニングコーナーで2回にわたり行われれていたゲーム企画「初見ゲーム王決定戦」をレギュラーコーナー化したもの。川島が出演者の中から1名を指名し、その人が恐らくプレイしたことがないであろうゲームを、その場で操作方法の説明を受けて練習無しでプレイし、得点の合計で争う。ラッピーメダル獲得数はアンケートから引き継がれる。
オープニングコーナー2回はいずれも鶴崎修功が優勝しており、初回となった2025年5月19日の週においても月曜で当時ラヴィット! ファミリーだった鶴崎が代表となり、やはりここでも強さを見せて初の月曜日の優勝をもたらした。翌週（鬼ドリブル）は鶴崎が初めて出場者から外れ、月曜代表が丸山になったが、サッカー経験者の適性からかトップを守り続けたものの、金曜代表のりんたろー。が同じくサッカー経験者で同様に適性を見せ、逆転優勝した。2025年6月9日の週では、初となる複数人プレイのゲーム（回転オーダー）が行われ、このゲームで水曜日が初優勝し、これによって優勝が未だにない曜日が火曜日だけになった。
ラッピーのプレッシャーチャレンジ
2025年6月16日から7月11日の4週にわたり放送。これまでの2企画は曜日代表のみで対決であったが、全員が対象となる初の企画である。平常心でやれば成功できるある種目に対し、何人連続で成功できるかを競う。連続して成功した人数の多い曜日が優勝。2025年7月3日放送分ではオープニングコーナーが長引いたため初のコーナー放送中止となり、生放送終了後に「夜明け」枠でのチャレンジとなった。

### エンディング

#### 視聴者プレゼント
曜日別コーナーで紹介されたグッズなどが視聴者プレゼントとなることがある。当初は不定期だったが、2022年以降はほぼ毎日実施されている。応募にはXアカウントが必要で番組公式Xをフォローのうえ、出演者の1人がフリップボードで発表したキーワードをハッシュタグとして加えて応募用ポストを引用リポスト（TwitterからXに改称した後も2023年8月16日までは「番組公式Twitter」「引用リツイート」としていた。）することで応募が完了する。
1つのキーワードで複数プレゼント・サイズとなる場合は、キーワードと欲しいプレゼント名・希望サイズの両方をポスト。2つのプレゼントがある場合は、キーワードを分けて対応させる場合もある。
キーワードは曜日別コーナーのVTR終了直後に発表されるが、残りの放送時間が無い場合は放送内では発表せず、「はみ出しラヴィット!」（後述）の中で発表する。

#### 最新のニュース（JNNニュース）
TBSテレビアナウンサー1名が、報道局内のニューススタジオから最新ニュースを3項目伝える。フロート番組のように完全に切り離し、田村が「番組は（まだ）続きますが、ここで報道フロアから最新のニュースです。○○（フルネーム）アナウンサーお願いします」と言ってから、ニューススタジオの映像へ切り替える。原則として川島・パネリストと、ニュース担当アナウンサーとの会話は行わない。
- ただし、2023年3月29日（水曜日）には、ニュースに続いて「ニュース担当アナウンサー（この日まで水曜日に出演していた山形純菜）とパネリスト（見取り図・盛山晋太郎）によるクロストーク」が実現。盛山は山形に好意を寄せていることをかねてから公言していて、当番組のロケ企画で相方のリリーに唆されて「J」（Junna＝純菜）のイニシャル入りネックレスを購入したばかりか、実際に山形へ贈っていたという。クロストークではこのネックレスの行方が話題に上ったものの、山形は「ラヴィット!ミュージアム」（同月から開催のイベント）の展示用に寄贈したことを明言。当番組をこの日で卒業してからの担当番組を盛山から訊かれても「会社（TBSテレビ）を通して下さい」と答えるなど、盛山からのアプローチをかわし続けた末にクロストークを切り上げた[204]。

このコーナーで用いるテロップはJNNニュース仕様でありJNNロゴも表示されている。マスター送出の時刻表示は当番組のカスタム表示（後述の通り、実際にはネット局による）をそのまま使用している。
後述の通り、本編で臨時ニュースを放送した際、時間の都合でこのコーナーを短縮・休止することもある。

#### エンディングトーク
翌日・翌週月曜日・翌年（年明けは概ね1月4日から）の企画紹介（ゴールデンラヴィットなどの予告映像が無い場合は右上のテロップ表示のみ）、ゲストの出演番組告知などに充てたり、パネリストにコメントを求め、時間が近づくと川島の「ご覧頂きありがとうございました。今日も楽しく動き出していきましょう。せーの、ラヴィット！」で出演者全員によるラヴィット!ポーズと「明日（来週）も見てね！」、年末でのその年の最終放送は「来年も見てね！」というテロップの表示で番組が終了する。
- TBSテレビを除き、一部のJNN系列局では不定期で当番組の直後（ステブレレス接続）にジャパネットたかたの生放送テレビショッピングを放送している。その際、冒頭で当番組の内容に言及する場面がよく見られ、SNS上では「ラヴィット!受け」と俗に言われている。
- 2024年4月18日（木曜日）のエンディングでは、平井まさあき（男性ブランコ）による「告知ボケ」で番組を締めることになったが、番組開始以来初めて、最後のコメントが入りきらずに番組が終了してしまった。同月20日（土曜日）放送の『夜明けのラヴィット!』にて、この際の関東地区（TBSテレビ）と関西地区（毎日放送）のOA上の様子が流された。当日は前述のジャパネットたかたの生放送テレビショッピングが関西地区をはじめ一部地域で放送されたため、その際の「ラヴィット!受け」も放送された。

### MWL
2022年以降年末毎に開催される、視聴者とレギュラーメンバーが選んだラヴィットの名場面や名台詞を振り返り、ランキング形式で紹介する一年の総決算コーナー。
タイトルは名は「もっとも（Mottomo）忘れられない（Wasurerarenai）ラヴィット（Love It）」の頭文字を取ったもの。初回は、2021年度（番組開始の2021年4月 - 2022年3月）を対象に、2022年3月29日に前述の「ラヴィット!の日」が制定されたことを記念し、曜日毎でMWLを決定した。
ランキング一位に輝いた人物には、川島と番組から特製トロフィーが授与される（前述の2021年度は、トロフィー受賞が実現していない受賞者が存在する）。歴代の受賞者は、以下のとおり（一般人の受賞者は肩書きのみ表示）。
| 期間          | 受賞者                                            | 受賞理由 | 備考 |
| ------------- | ------------------------------------------------- | --- | --- |
| 2021年度 月曜 | 松田好花 （日向坂46）                             | 当時ラヴィット!ファミリーとして出演していた2021年9月13日に、クイズ（後述する事実上の大喜利）で一発正解を出してしまい、芸人殺しとなってしまったことで号泣したため。 | トロフィーは、2022年5月4日にゲスト出演した際に授与された。 |
| 2021年度 火曜 | 米村でんじろう                                    | 2022年2月15日に、オープニングで米村でんじろうの誕生日企画を実施。その際、あらゆる実験で出演者全員を翻弄したため。 | トロフィーは、翌年2023年2月15日に再び誕生日企画が行われ、その際に授与された。 |
| 2021年度 水曜 | あの                                              | 後述するドッキリ企画（2021年10月13日）によるもの。 | 左記ドッキリ企画以降、あのは番組出演がなく、トロフィー授与は行われていない。 |
| 2021年度 木曜 | 霜降り明星                                        | 2021年6月24日にゲスト出演し、番組冒頭で当番組を絡めた漫才を披露し、注目されたため。 | 後にせいやがスタジオグランドスラム達成するなど多数出演している一方、コンビでの出演がないため、トロフィー授与は行われていない。                                                           |
| 2021年度 金曜 | 宮城県仙台市の中華料理店店主                      | 2022年3月11日は東日本大震災から11年ということで、オープニングのテーマが「オススメの東北グルメ&スポット」だった。そこで、東京ホテイソンが仙台マーボー焼そばを紹介し、店主が生出演して調理を行った。しかし、当番組のファンだという店主が持参した番組グッズの指輪が調理中のマーボー焼きそばに入ってしまい、川島から「マーボー指輪」と言われてしまった。 | この店主は、「視聴者のリクエストに応える大感謝ウィーク!」期間中だった2023年3月31日に、リクエストを受け出演。当日ゲストで、同じ仙台市出身のサンドウィッチマンからトロフィーが授与された。 |
| 2022年        | サンボマスター                                    | 2022年8月11日に、番組冒頭で生演奏を行い、注目されたため。 | |
| 2023年        | 東京都内のイタリア料理店店主                      | この年の1位は、前述のオープニングで多用される「ビリビリ椅子」であった。当然、ビリビリ椅子を受けた人は多数いるが、受賞した店主はあくまで一般人であるにも関わらずビリビリ椅子の餌食になったことから、代表して受賞となった。2023年11月21日放送のオープニング「他の番組でやっていて楽しそうだったもの」に対し、モグライダーが『どっちの料理ショー』（讀賣テレビ放送）を推薦。スタジオ内で『どっちの料理ショー』を再現し、親子丼VSカルボナーラで対決。その結果親子丼が勝利し、敗れたカルボナーラを選択した出演者に混ざり、料理を作ったこの店主もビリビリ椅子の餌食となった。                              | この店主は、「ラヴィット!ランキング」の採点でも度々登場しており、番組に大きく貢献している1人でもある。                                                                                   |
| 2024年        | みょんふぁ 盛田シンプルイズベスト（ワラバランス） | 2024年1月23日放送で、当日放送開始の新ドラマ『Eye Love You』からチェ・ジョンヒョプがゲスト出演し、その通訳として同席したみょんふぁが、オープニングの盛田シンプルイズベスト（ワラバランス）による「イメージダイブ」で、盛田のジェスチャーを真似ながら通訳したことで、大爆笑をかっさらうことになった。 この出来事の反響が大きく、後述する山添がキーワードを急遽「通訳さん」に変更する事態となったことや、その後も韓国人タレントが出演する度にみょんふぁが通訳として同席。出演の度に「ヨギソダイブ」（前述のイメージダイブ内の、「ここでダイブ」の韓国語訳）が度々トレンド入りする等の反響が続いていた。 | 受賞した2024年12月27日の『ゴールデンラヴィット!』だけでなく、当日朝のレギュラー放送にも2人は「ヨギソダイブ」名義で出演した。                                                             |

### はみ出しラヴィット!
毎日放送終了後に番組公式Xで公開されている出演者へのインタビュー動画。当初は2人までなら縦向き、3人以上なら横向きで撮影していたが、2023年現在は2人以下でも横向きで撮影となっている。
冒頭はスタッフが「#はみ出しラヴィット!」と記載されたフリップボードで顔を隠しており、それを退かせてから「お疲れ様でした」と挨拶してインタビューが始まり、最後は出演者のうちの1人が「それでは明日（来週・来年）も見てください」と言った後に全員で「せーの!ラヴィット!」とラヴィット!ポーズをして締める。
原則、当日中には公開されるが、日付が変わってから公開されることもある。
2022年4月3日には13:00 - 13:57に一部地域を除いて「はみ出しラヴィット!」スペシャルが放送された（後述）。

### 過去のコーナー・企画
数が多いため、伸縮型メニューで表記。コーナー終了の予告なく、ある日の放送を最後にピタリと放送されなくなるケースがほとんどで、明確に目標達成してコーナー完結することは稀である。その後に唐突に復活することもある。

## 特記事項

### 視聴率
初回（2021年3月29日）の世帯視聴率は2.7%（以下の視聴率データはビデオリサーチによる関東地区での調査結果）で、『羽鳥慎一モーニングショー』（テレビ朝日系列）の10.6%、『スッキリ』（日本テレビ系列）の8.8%、当番組と同時に開始した『めざまし8』（フジテレビ系列）の6.2%を大きく下回った。翌30日放送分では2.1% を、4月1日放送分では1.8%をマーク。マスターズ・トーナメントの生中継の延長によって放送時間を短縮した（詳細後述）4月9日放送分では過去最低の1.1%、12日放送分では過去最高の5.6%を記録した。その後も、関東地区の世帯平均視聴率は2%前後で推移している。
ちなみに、TBSでは2021年4月改編から、番組編成のメインターゲットに「新ファミリーコア」（4歳 - 49歳の世代）を設定。社長の佐々木卓やチーフプロデューサーの小林弘典は、この方針に沿って、世帯視聴率に依拠した放送業界や他メディアの通説とは異なる見解を示している。佐々木は4月28日の定例社長会見で、個人視聴率で全般に苦戦していることを認めつつも「新ファミリーコア」の視聴率に反応が出始めていることへ言及。「新ファミリーコア」に含まれるF1層（女性20歳 - 34歳）の視聴率で民放2位を記録する日が会見の前日までにあったことを踏まえて、「企画のブラッシュアップを絶えず繰り返しながら、『新しい朝のバラエティ番組』として定着することを目指す」と述べたうえで、ニュースショーやワイドショーの要素を排除する方針を変えないことを明言した。
また、当番組と『めざまし8』を取り上げた『朝日新聞』文化面の特集記事（2021年7月5日付朝刊）では、小林が「（新ファミリーコアより上の年代の視聴者によく見られていた『グッとラック!』より）世帯視聴率が下がることを覚悟しつつ、視聴者のメインターゲットを『グッとラック!』より20歳 - 30歳程度若返らせた。もちろん、今後は（取材を受けた2021年6月の時点）より多くの視聴者に見ていただきたいのだが、少なくともメインターゲットの視聴率は上昇の傾向にある」と語っていた。この記事が出た時期には、ファミリーコア世代の視聴率に相当する「コア視聴率」で『モーニングショー』に肉薄している。
TBSでは、2021年10月1日（金曜日）から平日早朝の番組編成を大幅に変更したうえで、当番組の前枠に『THE TIME,』を編成している。『THE TIME,』の編成は、当番組の放送枠を組み込む前提で2部構成番組として放送することや、当番組を存続させながら当番組の放送開始時間を遅らせることが一時報じられていたが、実際には放送開始時刻を前番組の『あさチャン!』より早い5時20分に設定する一方で、当番組については放送時間を変えずに存続している。編成部企画総括（当時）の福田健太郎は、改編記者発表（7月16日）の際に「（視聴者には）『THE TIME,』で1日の出来事などを見ていただいた流れで、バラエティーテイストの番組（『ラヴィット!』）も楽しく見ていただきたい。『30代から40代の女性には徐々に浸透しているな』と感じてはいるが、（関係者が）期待するような結果（視聴率）がまだまだ出ていないことも実感しているので、（改編の前に控えている）夏休みなどで非常に多くの方に見ていただけるよう、さまざまな施策を打っていきたい」と述べていた。現に、東京2020オリンピック開催期間中の2021年7月下旬には、「テーマパークWEEK」（7月21日 - 7月23日および7月26日・7月27日）や「動物スペシャル」（7月30日）といった夏休み特別企画を放送。オリンピック閉幕週の8月9日 - 8月13日には、MCの川島が当番組スタジオからの生中継を通じて「脳シャキ!30秒クイズ」（『あさチャン!』にて7時53分 - 7時57分頃に放送されていた脳トレクイズ）へ参加した。この期間には、世帯視聴率が一時3%台にまで上昇している。
2021年10月以降は、関東地区の視聴率が上記の全国ネット番組ばかりか『韓流プレミア』（テレビ東京が関東ローカル向けに編成している韓国ドラマの再放送枠で8時15分開始）を下回る日があった 一方で、前述した「遠隔操作ドッキリ企画」が『水ダウ』で明かされた直後には再び3%台に上昇。10月27日（水曜日）放送分では、番組開始から最も高い3.4%にまで到達した。
川島は「視聴率が悪くても何があってもバラエティ番組を貫く」という姿勢で当番組に臨んでおり、視聴率や評価が上向き始めてからは朝の情報番組という前提の“その先”（具体的にはゴールデンタイムのバラエティ番組との競争）を見据えている。
関東地区では低視聴率な一方、関東地区以外（特に名古屋地区以西の西日本）では視聴率が高くなる傾向にあり、西高東低とされる。逆に裏番組だった『スッキリ』（2023年3月放送終了）は視聴率が東高西低だった。
これらの流れは、『はなまるマーケット』時代にも見られ、各局横並びでワイドショーを行う中で別テイストの番組を行うことで結果としてワイドショー路線を避けたい視聴者が移ってきている。

### テーマ曲
サンボマスター『ヒューマニティ!』（2021年3月29日 - 、Getting Better）
番組内でも当楽曲が話題になることが多々あり、2022年4月27日の放送内で2022年4月期の水曜ラヴィット!ファミリーを務めた日向坂46の富田鈴花がオープニングトークでギターによる弾き語りで当楽曲を披露、2022年7月6日の放送内ではまなまるがさまざまなモノマネを交えながら披露。2022年8月11日の放送では放送345回記念を祝う形で、オープニングにサンボマスターの三人が生出演。「ヒューマニティ!」「輝きだして走ってく」の二曲を生演奏で披露した。
12月28日の『ゴールデンラヴィット!』にもサンボマスターが出演し、番組冒頭で「ヒューマニティ!」を、終盤で「輝き出して走ってく」を披露した。またこの放送で発表された「最も忘れられないラヴィット! MWL2022」は前述の8月11日の放送が1位を記録しサンボマスターにトロフィーが贈呈された。放送3日後の12月31日に『COUNTDOWN JAPAN 22/23』に出演した際にはこのトロフィーをステージ上で披露している。

#### 挿入曲
サンボマスター『輝き出して走ってく』
前述の2022年8月11日の放送内で川島から「この楽曲がなければ『ヒューマニティ!』が無かった」と番組のテーマソングをサンボマスターへ依頼したきっかけの楽曲と明かされ、番組の様々な場面で使用される。
サンボマスターが番組へ出演しライブを行う際にも高確率で披露され、『ゴールデンラヴィット!』では毎回番組ラストで披露される。
THE BLUE HEARTS「1000のバイオリン」
2022年11月3日の『ゴールデンラヴィット!』放送発表や2023年1月4日・3月20日に放送された特別企画の告知VTRにおいて挿入曲として使用。プロデューサーの辻は取材インタビューで「昔からとにかくブルーハーツが好きで、『1000のバイオリン』の歌詞がものすごく『ラヴィット!』の道のりに重なる部分を勝手に感じてしまって、大事な発表の時は流そうって決めてました」と語っている。
Hump Back『拝啓、少年よ』
2022年11月15日放送回でインディアンス・きむが「感謝しているもの」として紹介し、2023年2月23日の『夜明けのラヴィット!』放送発表などにおいて挿入曲として使用。2025年3月26日放送回で番組に初出演し『オーマイラブ』とともに披露した。

### スタジオ
番組開始から2021年9月24日（金曜日）までは『グッとラック!』および『はやドキ!』で使用していたTBS放送センターDスタジオにスタジオセットを組んでいた。しかし、Nスタジオから放送していた『あさチャン!』が9月30日（木曜日）で終了することや、後継番組の『THE TIME,』（翌10月1日スタート）がDスタジオを使用することが決まっていたため、9月27日（月曜日）から当番組のセットをNスタジオに移動。そのため平日の帯番組であれば基本的に平日はセットをそのスタジオに常設することが多いが、このNスタジオは報道専用スタジオであり、報道番組のセットが常設されていることから、スタジオ移動後はその報道番組のセットの内側に当番組のセットを建て込み、番組終了後に撤収するという流れが毎日繰り返されている。また、本番組でプロンプター付のカメラを使用しているのも報道専用のためである。Dスタジオには、9月30日までの4日間のみ『あさチャン!』、10月1日から『THE TIME,』のセットを配置している。
『THE TIME,』のエンディングでは、『あさチャン!』時代の「脳シャキ!30秒クイズ」（前述）と同様に、川島が当番組本番前のNスタジオから中継で出演。Dスタジオで『THE TIME,』の司会を務める安住紳一郎（月曜日 - 木曜日）/杉山真也（第4木曜日・金曜日） を相手にクロストークを毎日展開している。

### MCの起用について
川島はかつて『直撃LIVE グッディ!』（フジテレビ）にパネリストとして出演していたが、ワイドショー等は自分に向いていないと痛感し「報道番組とワイドショーにはもう一生出演しない」という自らへの誓いを胸に秘めていたため、MCへのオファーを受けた際にはマネージャーに、「時事ネタは扱わない」という出演条件を提示する。既に「『明るい』番組にしたい」という思惑を持っていたTBS側と意見が合致し、「バラエティ番組のMC」としてオファーを受諾する。

#### バラエティ番組化の経緯
2021年4月12日、TBSは「マスターズゴルフ2021」を深夜から朝にかけて生中継しており、その大会で松山英樹が優勝した。結果としておよそ50分遅れで当番組がスタートすることになったが、川島や当日出演していた元アスリートである丸山を含め出演者全員ゴルフの知識や松山英樹との交流がなかったため、冒頭に軽く触れるだけで以降は予定通り放送を行った 。この事でネット上で批判を受けたが、番組はより一層バラエティ番組へと舵を切ることとなる。放送開始時はスタジオよりもVTRに力を入れていたが、視聴率は依然として低迷し続けていたため、編成部出身の当番組プロデューサー・辻有一は当番組の打ち切りを懸念していた。その中で、2021年5月20日放送の「たったの10分2品レシピ」にて披露したニューヨークの嶋佐和也のボケをほぼノーカットで放送したところスタジオの反応が良かった為、それ以降はスタッフを含め出演者の意識が変わっていった。これをきっかけに当初目指していた「おしゃれ路線」からは完全に転向。BGMもテーマに合わせたダジャレへと変更、オープニングトークの時間も拡大していくことになる。
上記の経緯からバラエティ番組としての側面もあり、川島をMCに据え、芸人を多数起用したことで、当番組では放送開始直後からクイズ、ラッピーが仕掛けるむちゃぶり、視聴者プレゼントのキーワード等が事実上の大喜利へと発展することがお約束と化している。そのため、平日朝に生放送される「生活情報番組」でありながらゲスト や芸能人視聴者（奥森皐月等）も含め「バラエティ番組」を通り越し「（事実上の）大喜利番組」と認識されることもしばしばあり、「情報番組の皮をかぶった（本格派の）大喜利（バラエティ）番組」「日本一早い大喜利番組」「深夜32時の大喜利番組」 とまで評されている。

#### 時事の扱い
バラエティ（大喜利）路線へ舵を切ってからは時事ネタはオープニングで触れる程度である。
明るい話題のJNNニュース速報が入った際、その時事ネタを扱う（「拾う」）事例も存在する。
なお災害発生等の緊急時による番組進行への割り込みについては後述。

### 他番組とのコラボレーションによる企画
2021年10月13日放送分より、同じTBSコンテンツ制作局が手掛けるプライムタイムのバラエティ番組からドッキリやコラボレーションを仕掛けられるようになる。
括弧内は該当企画の決行日。概ね、決行日と同じ曜日に放送される番組が仕掛けている。

#### 『水曜日のダウンタウン』遠隔操作ドッキリ（2021年10月13日）
当番組の「大喜利路線」が広く知られるようになったのは、2021年10月20日放送の『水曜日のダウンタウン』（以下『水ダウ』）内の企画「生放送の裏で色々やってましたスペシャル」において、「遠隔操作ドッキリ」を仕掛けていたことが明かされてからである。千原兄弟の千原ジュニアが提唱した「『ラヴィット!』の女性ゲストを大喜利芸人軍団が遠隔操作すれば、レギュラーメンバーより笑い取れる説」を検証するため、生放送中の当番組にゲスト出演した歌手のあのに大喜利芸人たちが別スタジオからリモートでボケ回答を指示し、あのはそれに従って一連のボケ回答を発言するというドッキリを仕掛けた。
10月13日（水曜日）の当番組には、あのがクイズコーナーでボケ回答を連発して川島やパネリストを翻弄した。放送中にはボケ回答がドッキリによるものだったことが明かされず、同日夜に放送された翌週（10月20日）放送分の予告において、遠隔操作によるものであることが初めて告知された。TBS社内の担当部署も吉本興業制作協力も同じである当番組の制作陣には、プロデューサーなどの上層部にしか知らされていないという状況だった。
| 出演者                   | 立ち位置                     | 当番組出演経験（説検証時点） |
| ------------------------ | ---------------------------- | ---------------------------- |
| 千原ジュニア（千原兄弟） | 本企画進行担当、当該説提唱者 | なし                         |
| くっきー!（野性爆弾）    | 大喜利回答者                 | 金曜レギュラー               |
| 春日俊彰（オードリー）   | 大喜利回答者                 | グランドスラム               |
| 粗品（霜降り明星）       | 大喜利回答者                 | ゲスト出演経験あり           |
| 西田幸治（笑い飯）       | 大喜利回答者                 | あり                         |
| 田村裕（麒麟）           | 川島の相方                   | あり                         |

遠隔操作されたあのの回答を軌道修正する柴田の姿が放送され、放送終了後にはジュニアたちが当番組のスタジオを訪れ、ネタばらしを行った。
10月20日に『水ダウ』が放送された後には、あのに当番組の感想を尋ねるインタビューが行われた。
この説で粗品による「チーソーの赤い部分」というボケ回答が話題を呼び、その後も当番組内ではしばしば大きさを比較する基準に麻雀牌のチーソー（七索）を用いるようになった。また、2022年6月10日には、「チーソーラッピーキーホルダー」と題して番組グッズ化された。10月27日には番組のECサイトの開設と共に販売が開始された。
なお、当ドッキリ実施時点で当番組本編に出演経験がなかったジュニア・西田・田村は、それぞれ後にゲスト出演を果たしている。田村は前述の「ようこそラヴィット!」枠で2022年8月26日に出演したほか、西田は2023年4月25日に相方の哲夫と共にコンビ（笑い飯）として初出演し、「チーソーの赤い部分」同様に話題となったボケ回答の「ほぐした赤LARK」を自ら披露した。そして、唯一出演機会が無かったジュニアも2023年5月3日に自身が放送当日に出演する特別番組『即興プレッシャーSHOW 笑アセろ』の宣伝を兼ねてゲスト出演し、当ドッキリ関係者が全員ともスタジオ出演経験者となった。

#### 『モニタリング』カメレオンドッキリ（2022年5月12日）
2022年5月12日（木曜日）放送分で、スタジオセットの後ろ（ひな壇セットの背景）に「黄色い人がいる」とSNS上で話題となる。その後、2022年6月2日に放送された『ニンゲン観察バラエティ モニタリング』（木曜日、以下『モニタリング』）の6月9日放送分の予告内で、オードリーの春日俊彰がさまざまなものに擬態して気づくのかを検証するコーナー「カメレオン春日」の企画内で当番組に潜入していたことが明かされる。当企画のネタバラシの際に、春日は川島から迷惑行為として「出禁」を命じられた。ただし、その後春日は8月31日に『THE鬼タイジ』の番宣でゲスト出演しているため、実際には出禁にはなっていない。

#### 『あんたの夢をかなえたろか』 ビリビリ椅子体験 （2023年12月12日）
罰ゲームのビリビリ椅子を体験したいと願う番組の熱心なファンの女性を川島が訪問し、生放送のスタジオへ招待。オープニングのゲーム企画にてビリビリ椅子の罰ゲームを受けて、女性の夢を叶えさせた。2024年1月3日の『さんま・玉緒のお年玉！あんたの夢をかなえたろか2024』にて放映され、VTRを鑑賞した明石家さんまは本番組を「これをやってくれて私は嬉しかったです。お笑い芸人として。」と絶賛した。

### 相席スタート・山添寛について
相席スタートの山添寛は、番組中に奇妙な言動をすることが多く、キーワードがその代表格である。山添が発表するキーワードは事実に反するものを主としており、多くの場合出演者・スタッフ・視聴者の反感を買い、未視聴者に対して誤解を招くものの、その一方でこのように話題にされることが番組の知名度向上につながっていることもまた事実 であり、後述の不祥事が発生するまで継続的にゲスト出演していた。その後、2か月空けて2023年7月18日放送分にて復帰した。その後は火曜に毎週ゲスト出演を継続し、その際は必ず山添がキーワード担当となるため、火曜レギュラー及び頻出ゲスト（水田、とにかく明るい安村、かが屋 等）がキーワード担当となること自体が皆無に近い状態となっている。
山添のキーワード
| 放送日時       | キーワード                      | 備考 |
| -------------- | ------------------------------- | --- |
| 2021年 8月24日 | 気づいた時に免許更新            | 山添の初登場回であり、初めて発表したキーワード。 しかしこのキーワードがスベってしまい、この後の同年11月2日のようなキーワードを連発することになる。 |
| 11月2日        | ラヴィット涙の最終回            | |
| 2022年 1月4日  | ラヴィット! 深夜へお引っ越し    | [ 266 ] |
| 1月18日        | ラヴィット実は収録だった        | [ 267 ] |
| 1月25日        | MC激怒で途中退出                | [ 268 ] |
| 2月9日         | 川島さん帰還におかえりの声      | 実際に復帰したのは2日後の11日。 |
| 3月15日        | ラヴィット明日から春休み        | [ 270 ] |
| 4月12日        | 田村アナ山添に交際報道          | 当時、芸能人の交際報道が相次いでいる状況であったため、それに便乗する形でのキーワード。 |
| 6月7日         | 安住さん乱入                    | [ 272 ] |
| 7月5日         | 火曜ドラマ 山添に乗って         | 当日に放送開始される2022年7月期の火曜ドラマ『ユニコーンに乗って』に便乗。 |
| 8月30日        | 最終回でユニコーンに乗った      | 7月5日放送回のキーワードが、『ユニコーンに乗って』のプロデューサーの目に留まり、山添が本当に同ドラマ最終回に出演することが決定したことを踏まえたキーワード。 |
| 10月4日        | 幻ラヴィット                    | この日の放送が始まる前に北朝鮮が弾道ミサイルを発射した事に伴う特別編成に伴い、番組休止となる可能性があったため。 |
| 12月28日       | ゴールデンラヴィット 放送中止   | 川島がこの日のゴールデン特番準備のため山添がMCを代行。 |
| 2023年 2月21日 | ギャラクシー賞剥奪              | 後述の『ゴールデンラヴィット！』が前日（同月20日）にギャラクシー賞2023年1月度月間賞を受賞。 |
| 7月18日        | ラヴィットロック 延期はショック | この回から山添が復帰した。 |
| 8月8日         | ラッピームックをタコ殴り        | 他系列にも関わらず、前年2022年8月8日（月曜）に続いて2年連続でフジテレビの日をオープニングテーマとして扱い、更にこの年はかつてフジテレビ系列で放送のポンキッキシリーズのキャラクターであるガチャピン・ムックが生出演。ラッピーとの共演も果たした結果、このキーワードとなった（当然、ラッピーはタコ殴りしていない）。 |
| 2024年 1月23日 | 通訳さん                        | 当該週は田村アナが遅めの夏休みのため、当初は「#田村アナずる休み」とする予定だった。 しかしこの日は、前述の2024年MVLを受賞した「ヨギソダイブ」を披露した通訳さん（みょんふぁ）のインパクトが強すぎたため、急遽このキーワードに変更した。 |
| 9月17日        | THETIME終了中断                 | 後述する、同年6月4日放送で却下されたキーワード「THE TIME終了」により、『THE TIME,』とは絶縁状態にあった。しかしこの日の『THE TIME,』エンディングで安住が、山添のことを誤解していたとして、翌週9月24日の『THE TIME,』に出演オファーしていたことを明かした。これを受け、このキーワードになった。 |
| 11月5日        | モラハラ企画でアイドルブチギレ  | この日のオープニングで水田信二が料理の実演を行ったが、そっけない態度を貫いたために、川島からタイトルをモラハラクッキングにしてほしいとのコメントが出され、それにスタッフが即応して「元料理人 水田信二のモラハラ!?クッキング」に急遽タイトル変更した。当時火曜ラヴィット! ファミリーの大谷映美里（=LOVE）が料理アシスタントとして参加したが、大谷に対しても同様の態度で接したことから、これらを切り取ってこのキーワードになった。 この水田の料理企画は火曜オープニングの定番企画となり、翌週以降は「きびしんじクッキング」のタイトルで放送されている。                                        |
| 2025年 2月11日 | 今日行っとこ免許更新            | 前述の初登場回（2021年8月24日）のキーワードに対するアンサーと言えるキーワード。この日行われた「クイズ! ビリビリオネア」（『クイズ$ミリオネア』のパロディ）の第1問で、山添初登場回のキーワードを当てる4択問題が出されて蒸し返される形とはなったものの、結果的に過去のトラウマ克服となり、このキーワードになった。ただし、当日は建国記念の日で祝日のため、実際に放送当日に免許更新はできない。 |
| 4月8日         | 自称山添のキーワードです        | この日未明、静岡県の病院で看護師へ暴行し怪我をさせ、傷害容疑で現行犯逮捕された広末涼子容疑者が、キーワード発表の時点で「自称」と報じられていたことを受けたもの（直後のニュースコーナーでも伝えられていた）。 当日の当番組放送終了後、広末の所属事務所が公式サイトでコメントを発表し本人であることを認めている。 |
| 8月5日         | アユムの誕生日                  | この日は、オープニングで赤荻歩アナの誕生日企画を行った。VTR企画（佐久間大介の夏休みinUSJ）を挟んだ後の「ぴったりラッピーアンケート！」では、曜日対抗企画で当時一度も優勝がないどころか、殆どの回で月曜よりも悪い成績で早々に脱落する中で、前日月曜日が誤差26%と大外ししたため、初の火曜優勝に向けて大きなチャンスであった。そこで指名された赤荻は、目標43%に対して「最初、赤荻歩は『アユム』だと思った人」（正しくは「アユミ」）という質問を披露。しかしこれが76%で、誤差33%となってしまい、またしても月曜よりも悪く早々に脱落してしまった。この出来事の弄りを込め、このキーワードになった。 |

一方で、問題があるとして却下され、他の出演者が考案したキーワードに差し替えられたケースも存在する。
| 放送日時       | 却下されたキーワード     | 実際のキーワード（考案者）                       | 備考 |
| -------------- | ------------------------ | ------------------------------------------------ | --- |
| 2022年 8月16日 | ラヴィット明日は十時から | 山添さん私とスカイダイビング飛びましょう（田村） | 誤報になってしまうとして、急遽田村がキーワードを考案したという体で発表。後述する通り、山添と田村のスカイダイビングは同年12月27日に実現した。 |
| 2024年 6月4日  | THE TIME終了             | 来週は山添の誕生日会（川島）                     | この日は翌週が山添の誕生日会であることの告知で、川島がキーワードを出すことが既に決まっていた。しかし、山添が用意していたキーワードを見せようとして、田村に制止される一幕があった。 翌6月5日の『THE TIME,』のエンディングのクロストークで杉山（当日の安住の代役）に謝罪。誕生日会が行われた11日は、同じくクロストークで安住が、山添に対する絶縁宣言ともとれる発言をした。その後山添はTBS社内で宇賀神（『THE TIME,』で月・火・水・金曜日に進行を担当）と会うことがあったが、話を聞いてもらえなかったことを明かしている。 しかし前述の通り、同年9月17日に安住の和解宣言により解消している。 |

番組への影響
山添の行動は出演者や番組の制作をも脅かす場合もあり、2022年11月、彼がSnow Man宮舘との2人旅に行った際その情報は視聴者に秘密にされていたはずが、彼のラジオ「サクラバシ919」にて暴露される、田村との交際を捏造する など。 それらが積もり積もった結果、2022年12月27日、田村の提案で「禊のスカイダイビング」 を決行した。

## スピンオフ・ダイジェスト

### 夜明けのラヴィット!
2023年2月23日に発表。同年4月15日から一部の地域を除き、毎週土曜日朝5時45分から7時30分に放送される。1週間の放送をまとめたものや生放送後のはみ出しトークを公開する番組。番組ロゴも通常のものをベースに日の出をテーマにしたカラーリングとなっている。ネット局については前述通り。番組内では出演者が度々「（『笑っていいとも!増刊号』のような）ダイジェスト版をやりましょうよ」と発言しており、それが局内に通ったものとされている。なお、MCの田村は前番組『まるっと!サタデー』のキャスターを当番組開始前の2021年3月27日まで担当していたことから、放送枠として事実上2年ぶりの復帰となる。『上田晋也のサタデージャーナル』以来3年9ヶ月ぶりの事前収録番組で1時間45分枠では初。本番組としてのVTR編集が土曜未明（放送直前）まで行われているため、本番組のVTR自体は副調整室から生送出（つまり生放送）されている。
番組の殆どはオープニング部分のダイジェスト映像だが、生放送と異なり出演者の発言になぞりテロップが追加されている。また、番組冒頭では川島・田村の挨拶とその週の放送を振り返るトークのパートが唯一新規収録（前日の金曜日放送後にアフタートークと併せて収録）されている。このパートでは川島が「今週のキーワード」としてその週の内容のワンシーンを発言するのが恒例となっている。ただし、『夜明けのラヴィット!』の裏番組の出演者が当該週の『ラヴィット!』に出演した場合、その出演シーンはカットされる。
さらに当番組のみのオリジナルコーナーとして、エンディングでラッピーとコウペンちゃんによる30秒程度の掛け合いが行われるアニメが、2023年4月 - 9月に放送されていた。コウペンちゃんの声を担当している齋藤彩夏は、『THE TIME,』のシマエナガちゃんの声も担当しているため、日曜日を除いたTBSの朝の番組に関わることになった。放送はその後に翌々日（翌週月曜日）の予告とスタッフロールを放送して終了している。2023年9月9日からは放送順序が入れ替えられ、予告・スタッフロールを先に放送した後にラッピーとコウペンちゃんのトークで終了するようになったが、その1ヶ月後の同年9月30日でコーナー自体が終了となった。以後は、金曜の生放送後のはみ出しトーク終了後、直ぐに翌々日（翌週月曜日）の予告とスタッフロールを放送して終了する形となった。
2025年2月15日放送分は、前日（同月14日）に木曜隔週レギュラーの令和ロマン・髙比良くるまがオンラインカジノによる賭博疑惑で警視庁から任意の事情聴取を受けていたことが判明したため、13日（木曜日）分のダイジェスト・アフタートークを丸々カットする形で、内容を変更して放送された。
平日の『THE TIME,』と同様、6:40頃にローカル枠が設定されており、ネット局によっては天気予報が放送されている（TBSや一部ネット局はCM枠、CBCテレビではローカルニュース枠となっている）。
2023年12月23日をもって中国放送（RCC）、2024年3月30日をもって北海道放送（HBC）、2024年9月28日をもってRKB毎日放送（RKB）がネットを打ち切り、この3局はそれ以降系列局または系列外の遅れネット番組を編成している。

### ゴールデンラヴィット!
2022年から、年末特番として放送されている。また、同年からは放送当日朝のレギュラー放送と同特番をその年の最終放送としている（年明けは概ね1月4日から）。番組ロゴも通常のものをベースに金色にカラーリングされたものが使用される。
前述の「MWL」の上位10位の発表とその合間に出演者全員で行うスタジオ企画で構成されている。朝のレギュラー放送も通常と同じ生放送ながらも「特別編」と称した直前特番の形式を取り、「MWL」の30位 - 11位を発表する。こちらには田村・赤荻（Bスタジオからの中継を担当）以外のレギュラー出演者は川島を含めて一切出演せず、前日の放送でのプレゼントキーワードの発表を利用して川島から指名された出演者（2022年は山添、2023年は小田、2024年は赤荻）が代役MCを田村と務め、さらにその後に生放送される各情報番組（『ひるおび』『ゴゴスマ -GO GO!Smile!-』『Nスタ』）でのいわゆる「電波ジャック」も行う。
初回は、2022年12月28日（水）21:00 - 23:47に生放送。全曜日のレギュラー+一部のコーナー出演者総勢50名が集結し、加えて後半には番組オープニングでの常連出演者である赤荻と南波も出演。放送はNスタジオではなくBスタジオからで、スタジオセットの配置・フォーマットは『オールスター感謝祭』・『オールスター後夜祭』のものに近い形が取られた。
出演者やスタッフなどがテレビを使って全力で遊び、楽しんでいる様子が評価され、2023年2月20日に放送批評懇談会から1月度のギャラクシー賞月間賞を受賞したことが発表された。
そして翌年の2023年12月26日（火）21:00 - 23:57に生放送。前年より放送時間が10分拡大される。引き続き、全曜日の+一部のコーナー出演者が出演し、前年よりも多い67名が出演する。なお、木曜レギュラーのギャル曽根が産休、月曜隔週レギュラーのなすなかにし・那須が病気療養のため欠席となり、曜日レギュラーの『ゴールデンラヴィット!』欠席は初となる（前年は、月曜レギュラーの丸山にとって、産休前最後の出演がこの番組だった）。また、放送当日になって「ラヴィット!ファミリー」の福本大晴（当時Aぇ！group）と金曜レギュラーの東京ホテイソン・ショーゴが体調不良により欠席。ギャル曽根以外には代役が立てられ、那須の代役としてLEO（BE:FIRST）、福本の代役として宮近海斗（Travis Japan）、ショーゴの代役としてみなみかわ（ただし番組開始時には交渉中で、番組開始から約30分後の「65人全員参加! 曜日対抗! ビリビリイス取りゲーム」から登場）が出演した。更に、前年出演した山添は、放送当日が前述の『サクラバシ919』の生放送と重複するため出演しなかった。
3回目となる2024年は12月27日（金）21:00 - 23:55に生放送された。前年を上回り過去最多の80名の出演が告知されていたが、男性ブランコ・平井、EXIT・りんたろー。、KAZMAは欠席。また番組内での告知はなかったものの、青木マッチョと熊崎風斗（TBSアナウンサー）が「坂道かけっこ対決」のパートから出演。なお、裏番組の『ミュージックステーションスーパーライブ2024』（テレビ朝日）が千葉市の幕張メッセから放送されていた都合上、同番組出演アーティストだったLEO（BE:FIRST、頻出ゲスト）は「第3回冨安四発太鼓選手権」の途中から出演。火曜レギュラーのSnow Man佐久間・宮舘も同様の事情によりエンディングのサンボマスターの歌唱の途中からの出演となった。

### その他単発番組
ラヴィット!ナビ
2021年8月8日（放送エリア：TBS〈15:30 - 16:30〉、HBC北海道放送〈15:30 - 16:28〉）
- ロケ企画のダイジェスト放送「ミキ＆見取り図の内房総4人旅」「5曜日連続テーマパークSPin富士急ハイランド」「ぼる塾の芸能界スイーツ部in金沢」「ニューヨーク不動産」

2021年9月4日16:00 - 16:30（放送エリア：TBS、HBC北海道放送）
- ロケ企画のダイジェスト放送「ニューヨーク不動産」

2024年12月21日14:00 - 14:54（放送エリア：TBS）
- 「もっとも忘れられないラヴィット!2024」30位〜26位

真夏の夜のラヴィット!
2021年8月18日の番組放送直後より、「真夏の夜のParaviスピンオフ」企画の一環としてParaviで配信開始された（序盤のみTVerでも期間限定で広告付き無料配信）。水曜レギュラーの見取り図、木曜レギュラーのニューヨーク、火曜隔週レギュラーのミキが招集され、本編のセルフパロディ企画で無茶振りをされたり、ラッピーとの大喜利対決を行った。

ニューヨーク不動産SP
2021年12月28日に特別編として、前日の12月27日に2021年分が終了した通常放送の代替として放送（事前収録で、JNN NEWSのみ生放送）。木曜日のコーナー「ニューヨーク不動産」の総集編。MCは爆買いベジータ侍（嶋佐。詳細は前述）と田村。スタジオには川島と屋敷がパネリストとして出演。

ラヴィット! 新年会
2022年1月2日の23:30 - 3日の0:40（24:40）に放送。初めて日曜日かつ深夜帯に放送され、出演者はMCの川島・田村、キャラクターのラッピーの他、各曜日から1組ずつ出演する（月曜日のぼる塾、火曜隔週のミキ、水曜の見取り図、木曜のニューヨーク、金曜の東京ホテイソン）。準レギュラーの春日は2021年はスタジオ出演のみだったが、ショーゴ（東京ホテイソン）の持ち込み企画である「ショーゴが選ぶ1番キレてる人は? ラヴィット! ランキング」の選定者として登場し、初のロケ出演となる。Paraviではラッピーと芸人たちによる大喜利対決を含めた完全版が配信された。

ラヴィット!×3/18公開!映画『KAPPEI』コラボ特別編
2022年3月13日の15:30 - 16:00 に放送。出演者はMCの川島・田村、火曜隔週レギュラーのアインシュタインに加え、映画『KAPPEI カッペイ』の出演者である伊藤英明、上白石萌歌、西畑大吾（なにわ男子）、小澤征悦。「ラヴィット!ランキング」形式で映画の見どころを紹介する。

はみ出しラヴィット!SP 赤坂マッドマックス〜怒りのデスラヴィット!〜
2022年4月3日の13:00 - 13:57に一部地域を除いて放送。MCの川島・田村、水曜レギュラーの見取り図に加え、相席スタート、平子祐希（アルコ&ピース）、森田哲矢（さらば青春の光）、なすなかにし、マヂカルラブリーといった「はみ出し芸人」（準レギュラー）が出演し、「やってみたいラヴィット!ランキング」「クイズ!そのとき川島はなんと言った!?」「プレゼントキーワード大喜利」などの企画を行った。
この特番ではタイトルロゴが白黒になっており、「LOVE it!」が「はみ出し」に差し替えられている。また、番組中スポンサーでないに関わらずライオンの提供クレジットが表示される異例の演出があった。
なお、「やってみたいラヴィット!ランキング」の完全版は新年会同様Paraviで配信された。

日本でいちばん明るい賞レース　耳心地いい-1グランプリ
2023年8月23日の21:00 - 22:57に生放送。詳細は先述。

日本でいちばん短い賞レース つかみ-1グランプリ
2023年10月21日の『お笑いの日2023』内にて15:30 - 16:30頃に生放送。詳細は先述。

「出会い頭-1グランプリ」特別編
2024年10月12日の『お笑いの日2024』内にて生放送。詳細は先述。

WONDA presents ラヴィット!ラジオ忘年会2024
2024年12月27日にTBSラジオ（関東ローカル）にて、18:00 - 19:00に放送。月 - 木曜日の当番組と放送時間帯が重なるTBSラジオ『パンサー向井の＃ふらっと』でパーソナリティを務める向井慧（パンサー）が「幹事」の役回りで出演。当番組からはMCの川島・田村、月曜レギュラーの丸山、火曜レギュラーの大木に加え、青木マッチョが出演（マッチョのみ、次の仕事により途中退席）。

KISUKE2025新春 最強運芸能人決定戦
2025年1月1日の24:40 - 25:40に放送予定。詳細は先述。

## イベント

### ラヴィット!カフェ
2022年9月23日から11月6日の期間限定で、ルミネエスト新宿にて「ラヴィット!カフェ」をオープン。
2023年3月29日から5月8日の期間限定で、SHIBUYA109渋谷店にて「ラヴィット!カフェ」の第2弾を開催。

### ラッピーマーケット
後述の「ラヴィット!ミュージアム」がオープンした2023年3月24日に、赤坂に店舗を構えていた「TBS THE MARKET」で、「TBS THE MARKETをラッピーが占拠」したという体で、4月2日までの期間限定で限定商品を販売する「ラッピーマーケット2023」をオープンした。
番組3周年を記念した形で2024年3月24日から4月4日までの期間中、ブランチパークで「ラッピーマーケット2024」が開催された。

### ラヴィット!ミュージアム
2023年3月24日から5月14日まで（当初）の期間限定で、赤坂BLITZスタジオに「ラヴィット!ミュージアム」をオープン。
5月14日で一旦「ラヴィット！ミュージアム」は終了となるが、その後5月31日までの休館を経て、展示内容などをリニューアルした上で6月1日に再オープンすることになった。再オープン後のオープン期間については不明だったが、7月30日で閉館されることが、7月26日の放送内で発表された。入場者数は12万人を超えた。

### LOVE IT! ROCK
2023年から代々木第一体育館で開催されている音楽イベント。
各曜日のレギュラーに加え、不定期出演者の一部、番組への関わりが深いアーティストが出演している。
テーマソングとしてサンボマスターの『ロックンロール イズ ノットデッド』が使用され、番組内での出演者発表等でも使用される。
2023年
- LOVE IT! ROCK 2023（2023年8月27日、東京・代々木第一体育館）[310]
- 開催に際しては、イベント映像や、終了後インタビュー、注意事項動画を同年9月10日まで鑑賞できる「配信チケット」も発売されていた。
- また、「曜日レギュラー」には隔週での出演者も含まれていたが、火曜レギュラーの宮舘・佐久間（Snow Man）はイベントに参加せず、オープニングの「開会宣言」と称したVTRでNスタジオから登場した。

出演アーティスト
- サンボマスター
- 梅田サイファー
- 櫻坂46
- 赤坂サイファー - 見取り図、ロングコートダディ、アルコ&ピース、すゑひろがりず
- ワンナイトギャルル - ギャル曽根、時東ぁみ、横田真悠、矢吹奈子
- ファーストラバーズ - きつね、くっきー!（野性爆弾）、近藤千尋、太田裕久（ジャングルポケット)、東京ホテイソン、EXIT、宮下草薙
- 南波vs本並 - 南波雅俊（TBSアナウンサー）、本並健治
- 心の瞳合唱団 - ビビる大木、若槻千夏、アインシュタイン、ミキ、インディアンス、アイロンヘッド、グチヤマ（マチルダ）
- THE LOVE IT HEARTS - 川島明（麒麟）、盛山晋太郎（見取り図）、亜生（ミキ）、堂前透（ロングコートダディ）、井上梨名・松田里奈（櫻坂46）
- おだみょん - おいでやす小田
- Kazuya Shimasa - ニューヨーク、かが屋
- LOVE it : Japan - 川島明（麒麟）、馬場裕之（ロバート）、丸山桂里奈、本並健治、ぼる塾、モグライダー、ロングコートダディ、赤荻歩・南波雅俊（TBSアナウンサー）
- INA SHADE - 稲田直樹（アインシュタイン）
- 田辺あやや - 田辺智加（ぼる塾）
- なすなか2号 - なすなかにし
- 草薙豊 - 草薙航基（宮下草薙）
- ウェンザナイッブランコ - 男性ブランコ
- ピンク&スパイダー - アルコ&ピース
- 丼・揚（ドン・フライ）- くっきー!（野性爆弾）

など
2024年
- LOVE IT! ROCK 2024（2024年8月24日、東京・代々木第一体育館）[311]
- 開催に際しては、イベント映像や、終了後インタビュー、注意事項動画を同年9月23日まで鑑賞できる「配信チケット」も発売されていた。
- オープニングアクトとして、青木マッチョ（かけおち）が「缶を斜めに立たせる」という自身の特技を披露した。
- 見逃し配信では、FuToshiとKAZUYA SHIMASAのみ音声が配信されなかったが、同年9月5日から配信された「ディレクターズカット版」にてKAZUYA SHIMASAのみ音声が解禁された。

出演アーティスト
太文字のアーティストは昨年に引き続き出演。
- サンボマスター
- 超ギャルル
- s**t kingz
- おだみょん - おいでやす小田
- 月曜合唱団 - 川島明（麒麟）、田村真子（TBSアナウンサー）、馬場裕之（ロバート）、丸山桂里奈、本並健治、ぼる塾、なすなかにし、おいでやす小田、インディアンス、タイムマシーン3号、岩﨑大昇（美 少年）、守屋麗奈・中嶋優月・谷口愛季（櫻坂46）、赤荻歩・南波雅俊・南後杏子（TBSアナウンサー）
- ヒヤシンス - なすなかにし、タイムマシーン3号、三拍子、ビビる大木
- 南波雅俊
- 怪獣の花唄を歌いたい男たち - 岩﨑大昇（美 少年）、本並健治、石田明（NON STYLE）、酒井健太（アルコ&ピース）
- 舘様クッキング - 宮舘涼太（Snow Man）
- ビリンビリンバンボン - 佐久間大介（Snow Man）、赤荻歩（TBSアナウンサー）、きょん（コットン）、稲田直樹（アインシュタイン）
- 赤坂サイファー - 見取り図、ロングコートダディ、アルコ&ピース、令和ロマン
- LOVE IT BOYZ - 川島明（麒麟）、柴田英嗣（アンタッチャブル）、堂前透（ロングコートダディ）、盛山晋太郎（見取り図）、谷口愛季（櫻坂46）
- KAZUYA SHIMASA - ニューヨーク、かが屋、松井ケムリ（令和ロマン）
- ファーストラバーズ - きつね、くっきー!（野性爆弾）、近藤千尋、太田博久（ジャングルポケット)、東京ホテイソン、宮下草薙、佐野晶哉（Aぇ! group）
- 緑黄色野菜 - 田村真子（TBSアナウンサー）、大谷・小川・柏木・佐久間（火曜AD）
- FuToshi - 兎（ロングコートダディ）
- バックストリートブランコ - 男性ブランコ、マヂカルラブリー、LEO（BE:FIRST）、青木マッチョ（かけおち）
- 草薙豊 - 草薙航基（宮下草薙）
- AKIRA JAZZ CLUB - 川島明（麒麟）、くっきー！（野性爆弾）、芝大輔（モグライダー）、西村真二（コットン）、青木マッチョ（かけおち）

など
2025年
- LOVE IT! ROCK 2025（2025年8月23日、東京・代々木第一体育館）
- 6月6日（金）放送分のオープニング「あなたが開催したい〇〇祭」で、おいでやす小田からの「嬉しいお知らせ」として開催が発表された。
- また、火曜レギュラーの宮舘・佐久間（Snow Man）はタイ・バンコクで行われる「SUMMER SONIC BANGKOK 2025」に出演するため、イベント自体には出演せず、プロデューサー（宮舘は「ジョン万次郎」、佐久間は「湘南乃ビリッ」をプロデュース）として出演となる。
- オープニングアクトは、赤荻歩・熊崎風斗・南波雅俊（いずれもTBSアナウンサー）による「アナウンサーブラザーズ」が担当することが、8月5日（火）のオープニング内で発表された。

出演アーティスト
太文字のアーティストは昨年に引き続き出演。
- サンボマスター
- RAG FAIR
- 超ときめき♡宣伝部
- おだみょん - おいでやす小田
- 湘南乃ビリッ Produced By 佐久間大介 - 小森隼（GENERATIONS）、赤荻歩（TBSアナウンサー）、きょん（コットン）、稲田直樹（アインシュタイン）
- 赤坂サイファー - 見取り図、ロングコートダディ、アルコ&ピース、すゑひろがりず、令和ロマン
- チャーハン大捜査線 - タイムマシーン3号、岩﨑大昇（KEY TO LIT）、田村真子・南後杏子（TBSアナウンサー）、酒井健太（アルコ&ピース)、三島達矢（すゑひろがりず）、柴田英嗣（アンタッチャブル）
- 青春★サーズデイ - 石田明（NON STYLE）、ギャル曽根、ニューヨーク、横田真悠、男性ブランコ、令和ロマン
- ラヴィットキッド - 川島明（麒麟）、馬場裕之（ロバート）、ぼる塾、なすなかにし、ビビる大木、アインシュタイン、モグライダー、柴田英嗣（アンタッチャブル）、見取り図、ロングコートダディ、アルコ&ピース、石田明（NON STYLE）、ニューヨーク、男性ブランコ、令和ロマン、くっきー!（野性爆弾）、太田博久（ジャングルポケット）、東京ホテイソン、宮下草薙、青木マッチョ（かけおち）、おいでやす小田、かが屋、コットン、さらば青春の光、三拍子、すゑひろがりず、タイムマシーン3号、マヂカルラブリー、マユリカ、山添寛（相席スタート）
- 金曜アカペラ部 - 近藤千尋、太田博久（ジャングルポケット）、東京ホテイソン、マユリカ、菅田愛貴（超ときめき♡宣伝部）、佐野晶哉（Aぇ! group）
- 超ときめき♡ラヴィット!宣伝部 - 田村真子・南後杏子（TBSアナウンサー）、丸山桂里奈、ぼる塾、若槻千夏、矢田亜希子、ギャル曽根、横田真優、近藤千尋、超ときめき♡宣伝部
- 川島兄弟 - 川島明（麒麟）、くっきー！（野性爆弾）
- ヒヤシンス feat. ケンジホンナミ - なすなかにし、タイムマシーン3号、三拍子、ビビる大木、本並健治
- 南波雅俊 - 南波雅俊（TBSアナウンサー）
- ジョン万次郎 Produced By 宮舘涼太 - ビビる大木

## 問題となった放送内容
いずれの事例もTVerの配信では該当のシーンはカットされる。

### 不適切な発言・言動
- 2022年2月7日に放送されたクイズコーナーでは、VTRで紹介されたパンが美味しい理由を問う事実上の大喜利のお題に対し、おいでやす小田が「化学調味料」と回答した。その回答は放送局各社が配慮し表現について控えている用語であるため、発言から約10分後に山本里菜アナウンサーから「うま味調味料のことでした」と訂正した[312]。
- 2023年9月28日に放送された「日本一接客態度の悪いレストラン」では、従業員がカメラに向かって中指を立てるシーンが放送された。これに対し、MCの川島は「指の件だけしっかり怒っといてください」と苦言を呈した。
- 2024年12月19日に実施されたゲーム「ビリビリ逆しりとり」内では、放送禁止用語を言わないようTBSアナウンサーの赤荻歩から言い渡されていたにもかかわらず、髙比良くるま（令和ロマン）がホームレスを意味する放送禁止用語を発言したため、即座にMCの川島が謝罪し、くるまは罰として強めのビリビリを受けた[313]。

### 記念日登録制度に関する誤った発言
2022年3月29日の放送にて、日本記念日協会によって3月29日が「ラヴィット!」の日に制定されたと報告。その際にアナウンサーの田村真子が「お金を払えば登録できる」と、事実と異なる発言をした。
翌3月30日放送の冒頭にて、田村が「昨日、日本記念日協会の記念日登録についてお金を払えば登録できるとしましたが、正しくは審査会で合格したものだけが登録料の支払いをもって登録されるとのことです。お詫びして訂正いたします。」と自らの発言を謝罪した。

### 韓国ロケでの不適切な行為
2023年5月2日に放送された韓国・ソウルでのロケ（事前収録）の際に、山添寛（相席スタート）が既に自身が口にしていた爪楊枝を店頭に陳列されているタッカンジョン（甘辛唐揚げ）に勝手に刺してそのまま食べるシーンが放映された。山添や、VTRをチェックせずにそのまま放送した番組制作スタッフに対してSNSを中心に批判が続出したほか、韓国の現地メディアでも報じられた。
TVerでの見逃し配信は当該シーンをカットして配信され、同月5日放送のエンディングにおいてアナウンサーである田村が謝罪した。
この韓国ロケの企画は同月9日・16日にも放送を予定していたが、8日のエンディングで翌日に放映を予定していた韓国ロケの続編VTRの放映を中止し、他の企画に差し替えることを田村が伝えた。続けて川島が謝罪する事となった。
また、山添は同年7月18日放送分で復帰するまで事実上の謹慎処分となり、2ヶ月以上番組に出演しなかった。

### 放送事故
2024年4月1日の放送中に朝鮮民主主義人民共和国（北朝鮮）の軍事パレードや朝鮮労働党総書記である金正恩の映像が突然流れる放送事故が発生した。その後、正常なVTRが流れた後、アナウンサーの田村が「本来Jアラートの緊急時などに使用するために準備していた映像が誤って流れた」と説明し、謝罪した。

### 生放送中の出演者の怪我
TBSは2025年6月10日、アイドルグループ・KEY TO LITの岩﨑大昇が9日の生放送中の企画「ペアフリスビー対決」中に右手首の骨を折る怪我を負い、全治6週間と診断されたと発表し謝罪した。

## 放送休止・時間変更

### マスターズ・トーナメント
TBSテレビが日本国内での放送権を保有しているマスターズ・トーナメント（『マスターズゴルフ』）の開催期間（毎年4月）には、生中継の時間帯が日本時間で木曜日 - 翌週月曜日の深夜 - 早朝に当たることから、基本として中継終了後からの短縮放送（8:20 - 9:55）で対応している。
ただし、2021年大会の最終日（日本時間で4月12日の月曜日）には、松山英樹がアジア圏からの出場選手としては初めての優勝を決めた。この快挙を受けて、TBSテレビでは最終日の中継で例年設定している延長オプションを行使しながら、優勝者に1年間貸与される「グリーンジャケット」の贈呈式、松山による優勝者スピーチ、松山へのインタビューを完全生中継。当番組は、一連の中継が終了した8:50から放送を開始した ため、「ラヴィット!ランキング」の10位 - 6位をスタジオから口頭のみで紹介する措置を講じた。編成上は当初の開始予定時刻であった8:20から「当番組の放送枠」とみなされていて、グリーンジャケットの贈呈式・松山による優勝者スピーチ・松山へのインタビューも、編成上は当番組の放送枠内で中継。また、8:20には画面の右上に「字幕」テロップが表示された。TBSテレビと一部のネット局では、当番組仕様のカスタム時刻表示や、通常は当番組内で放送するライオンの生コマーシャルなどを中継に挿入している。
2023年以降は、開催期間に当たる金曜日および翌週月曜日は、放送を全編オープニング（ニュースとプレゼント発表は除く）とする措置が取られるようになった。このことはいずれも事前に発表されてはいるが、2023年4月7日の放送後はそれを知らなかったと思われる視聴者がSNS上で「ついにオープニングトークだけで終わってしまった」などと反応する事態が起きた。

### マスターズ・トーナメント以外の事象
- 2021年7月28日・8月3日 - 8月5日：8:00から『東京2020オリンピック』中継を放送[326] のため、休止。
- 2021年7月30日：9:00 - 23:00に『東京2020オリンピック』中継を放送のため、55分短縮（8:00 - 9:00）し、前述した「動物スペシャル」を生放送した。
- 2021年12月3日：9:28頃の「EXITのあなたの街のご褒美ランチ図鑑」コーナー放送中に近畿地方で最大震度5弱の地震が発生。9:37 - 9:40頃に報道フロアから地震関連のニュースを揺れの強かった近畿地方の地元局・毎日放送からの中継も交え伝えた。毎日放送ではその後も引き続き近畿地方向けに地震関連ニュースを放送し、結局同局では9:40頃以降の部分をネット返上する形となった。毎日放送以外では「EXITのあなたの街のご褒美ランチ図鑑」コーナーを再開したが、放送時間の都合上、通常9:50頃に設けられているニュースコーナーは割愛された。
- 2021年末は12月27日でレギュラー放送を終了し、翌28日は『ラヴィット!特別編 ニューヨーク不動産SP』としてJNN NEWSを除き全編事前収録の形で放送した（詳細は後述）。
- 2022年7月18日 - 7月25日：8:00 - 12:25に『世界陸上オレゴン』中継のため、休止。期間中はTVerにて「もう一度見たいラヴィット!」と題して過去の話題となった放送回が毎朝8時に2本ずつ配信された[327] ほか、前座番組『THE TIME,』では通常エンディングで川島とのクロストークに充てている時間帯を世界陸上中継メインキャスターの織田裕二とのクロストークに充てた[注 199]。
- 2022年10月4日：番組開始前の7:22頃に北朝鮮が弾道ミサイルを発射しJアラートが発出された事に伴い、前座番組で該当時間に放送されていた『THE TIME,』を拡大の上で[注 200]、関連ニュースを放送したため、8:35からの短縮放送となった[328][329]。
- 2022年11月3日：番組開始前の7:39頃に北朝鮮が弾道ミサイルを発射しJアラートが発出された事に伴い、前座番組で該当時間に放送されていた『THE TIME,』を拡大の上で[注 201]、関連ニュースを放送したため、8:48からの短縮放送となり、オープニングコーナーのみ放送となった[330][注 202]。
- 2023年3月21日：『WBC2023 準決勝 日本×メキシコ』を中継したため、放送休止[331]。
- 2023年4月13日：番組開始前の7:22頃に北朝鮮が弾道ミサイルを発射、および7:55頃にJアラートが発出された事に伴い、前座番組で該当時間に放送されていた『THE TIME,』を拡大の上で、関連ニュースを放送したため、8:32からの短縮放送となった[332][333][注 203][注 204]。
- 2024年3月21日：9:08頃の「ニューヨーク不動産」のVTR放送中に関東地方で最大震度5弱の地震が発生。緊急地震速報も発表されたことから、一旦VTRを中断し、TBSの報道フロアから地震の情報を伝えた後、9:16頃に再開した[335]。なお、時間の都合でこの日のプレゼントキーワードは前述通り、番組公式X（旧Twitter）の『はみ出しラヴィット』にて発表（3周年記念の「ラッピーマーケット」第2弾に絡んだプレゼントでイベントに関する告知も放送で出来なかったため、トーク部分とは別に『お知らせ編』として投稿された）。また本来はエンディングで実施予定だった、屋敷がオープニングパートで「蕎麦打ち」により作った蕎麦の試食をアフタートークで実施し23日の『夜明けのラヴィット!』で放送。VTRパートのTVerでの配信は19:00よりも遅らせて配信を開始し、地震情報が割り込まれた部分を割愛する再編集がなされた。
- 2024年4月3日：8:58頃に台湾花蓮地震が発生[336]。それに伴い、気象庁は9:01に沖縄県に津波警報を発令したことからその時点で番組を打ち切り、津波警報関連のニュースを放送した[337]。それ以降は報道フロアから津波情報が伝えられたためその日の放送が打ち切りとなった。視聴者プレゼントとキーワード発表、この日出演していたゲストのイベント告知は同日夜投稿の「はみ出しラヴィット!」の中で実施。また、リリーがオープニングパートで染髪し、染め上げた姿をエンディングで披露する企画は「見取り図ディスカバリーチャンネル[338]」で行った。なお、この日のTVerでの配信についてはオープニングパートまで配信した[339]。
- 2025年7月30日：8:25頃にロシア・カムチャツカ半島沖でM8.8の地震が発生。それに伴い、気象庁は9:40に津波警報を発令したことからその時点で番組を打ち切り、津波警報関連のニュースに切り替わった[340]。これにともない、視聴者プレゼントとキーワード発表、この日出演していたゲストのイベント告知は同日夜投稿の「はみ出しラヴィット!」の中で実施された。「ぴったりラッピーアンケート！」は前述の通り実施できず、当該週の水曜日は不戦敗扱いとなった。

## ネット局

### レギュラー放送（ネット局）
| 放送対象地域   | 放送局                    | 系列    | 放送時間（JST）         | 備考       |
| -------------- | ------------------------- | ------- | ----------------------- | ---------- |
| 関東広域圏     | TBSテレビ（TBS）          | TBS系列 | 月曜 - 金曜 8:00 - 9:55 | 制作局     |
| 北海道         | 北海道放送（HBC）         | TBS系列 | 月曜 - 金曜 8:00 - 9:55 |            |
| 青森県         | 青森テレビ（ATV）         | TBS系列 | 月曜 - 金曜 8:00 - 9:55 |            |
| 岩手県         | IBC岩手放送（IBC）        | TBS系列 | 月曜 - 金曜 8:00 - 9:55 |            |
| 宮城県         | 東北放送（tbc）           | TBS系列 | 月曜 - 金曜 8:00 - 9:55 |            |
| 山形県         | テレビユー山形（TUY）     | TBS系列 | 月曜 - 金曜 8:00 - 9:55 |            |
| 福島県         | テレビユー福島（TUF）     | TBS系列 | 月曜 - 金曜 8:00 - 9:55 |            |
| 山梨県         | テレビ山梨（UTY）         | TBS系列 | 月曜 - 金曜 8:00 - 9:55 |            |
| 新潟県         | 新潟放送（BSN）           | TBS系列 | 月曜 - 金曜 8:00 - 9:55 |            |
| 長野県         | 信越放送（SBC）           | TBS系列 | 月曜 - 金曜 8:00 - 9:55 |            |
| 静岡県         | 静岡放送（SBS）           | TBS系列 | 月曜 - 金曜 8:00 - 9:55 |            |
| 富山県         | チューリップテレビ（TUT） | TBS系列 | 月曜 - 金曜 8:00 - 9:55 |            |
| 石川県         | 北陸放送（MRO）           | TBS系列 | 月曜 - 金曜 8:00 - 9:55 |            |
| 中京広域圏     | CBCテレビ（CBC）          | TBS系列 | 月曜 - 金曜 8:00 - 9:55 |            |
| 近畿広域圏     | 毎日放送（MBS）           | TBS系列 | 月曜 - 金曜 8:00 - 9:55 |            |
| 鳥取県・島根県 | 山陰放送（BSS）           | TBS系列 | 月曜 - 金曜 8:00 - 9:55 |            |
| 岡山県・香川県 | RSK山陽放送（RSK）        | TBS系列 | 月曜 - 金曜 8:00 - 9:55 |            |
| 広島県         | 中国放送（RCC）           | TBS系列 | 月曜 - 金曜 8:00 - 9:55 | [ 注 205 ] |
| 山口県         | テレビ山口（tys）         | TBS系列 | 月曜 - 金曜 8:00 - 9:55 |            |
| 愛媛県         | あいテレビ（itv）         | TBS系列 | 月曜 - 金曜 8:00 - 9:55 |            |
| 高知県         | テレビ高知（KUTV）        | TBS系列 | 月曜 - 金曜 8:00 - 9:55 |            |
| 福岡県         | RKB毎日放送（RKB）        | TBS系列 | 月曜 - 金曜 8:00 - 9:55 |            |
| 長崎県         | 長崎放送（NBC）           | TBS系列 | 月曜 - 金曜 8:00 - 9:55 | [ 注 206 ] |
| 熊本県         | 熊本放送（RKK）           | TBS系列 | 月曜 - 金曜 8:00 - 9:55 |            |
| 大分県         | 大分放送（OBS）           | TBS系列 | 月曜 - 金曜 8:00 - 9:55 |            |
| 宮崎県         | 宮崎放送（MRT）           | TBS系列 | 月曜 - 金曜 8:00 - 9:55 |            |
| 鹿児島県       | 南日本放送（MBC）         | TBS系列 | 月曜 - 金曜 8:00 - 9:55 |            |
| 沖縄県         | 琉球放送（RBC）           | TBS系列 | 月曜 - 金曜 8:00 - 9:55 |            |

### ゴールデンラヴィット!（ネット局）
| 放送対象地域   | 放送局                    | 系列    | 放送日時 | 放送時間 | ネット状況 |
| -------------- | ------------------------- | ------- | -------- | -------- | ---------- |
| 関東広域圏     | TBSテレビ（TBS）          | TBS系列 | 前述参照 | 前述参照 | 制作局     |
| 北海道         | 北海道放送（HBC）         | TBS系列 | 前述参照 | 前述参照 | 同時ネット |
| 青森県         | 青森テレビ（ATV）         | TBS系列 | 前述参照 | 前述参照 | 同時ネット |
| 岩手県         | IBC岩手放送（IBC）        | TBS系列 | 前述参照 | 前述参照 | 同時ネット |
| 宮城県         | 東北放送（tbc）           | TBS系列 | 前述参照 | 前述参照 | 同時ネット |
| 山形県         | テレビユー山形（TUY）     | TBS系列 | 前述参照 | 前述参照 | 同時ネット |
| 福島県         | テレビユー福島（TUF）     | TBS系列 | 前述参照 | 前述参照 | 同時ネット |
| 山梨県         | テレビ山梨（UTY）         | TBS系列 | 前述参照 | 前述参照 | 同時ネット |
| 長野県         | 信越放送（SBC）           | TBS系列 | 前述参照 | 前述参照 | 同時ネット |
| 新潟県         | 新潟放送（BSN）           | TBS系列 | 前述参照 | 前述参照 | 同時ネット |
| 静岡県         | 静岡放送（SBS）           | TBS系列 | 前述参照 | 前述参照 | 同時ネット |
| 富山県         | チューリップテレビ（TUT） | TBS系列 | 前述参照 | 前述参照 | 同時ネット |
| 石川県         | 北陸放送（MRO）           | TBS系列 | 前述参照 | 前述参照 | 同時ネット |
| 中京広域圏     | CBCテレビ（CBC）          | TBS系列 | 前述参照 | 前述参照 | 同時ネット |
| 近畿広域圏     | 毎日放送（MBS）           | TBS系列 | 前述参照 | 前述参照 | 同時ネット |
| 鳥取県・島根県 | 山陰放送（BSS）           | TBS系列 | 前述参照 | 前述参照 | 同時ネット |
| 岡山県・香川県 | RSK山陽放送（RSK）        | TBS系列 | 前述参照 | 前述参照 | 同時ネット |
| 広島県         | 中国放送（RCC）           | TBS系列 | 前述参照 | 前述参照 | 同時ネット |
| 山口県         | テレビ山口（tys）         | TBS系列 | 前述参照 | 前述参照 | 同時ネット |
| 愛媛県         | あいテレビ（itv）         | TBS系列 | 前述参照 | 前述参照 | 同時ネット |
| 高知県         | テレビ高知（KUTV）        | TBS系列 | 前述参照 | 前述参照 | 同時ネット |
| 福岡県         | RKB毎日放送（RKB）        | TBS系列 | 前述参照 | 前述参照 | 同時ネット |
| 長崎県         | 長崎放送（NBC）           | TBS系列 | 前述参照 | 前述参照 | 同時ネット |
| 熊本県         | 熊本放送（RKK）           | TBS系列 | 前述参照 | 前述参照 | 同時ネット |
| 大分県         | 大分放送（OBS）           | TBS系列 | 前述参照 | 前述参照 | 同時ネット |
| 宮崎県         | 宮崎放送（MRT）           | TBS系列 | 前述参照 | 前述参照 | 同時ネット |
| 鹿児島県       | 南日本放送（MBC）         | TBS系列 | 前述参照 | 前述参照 | 同時ネット |
| 沖縄県         | 琉球放送（RBC）           | TBS系列 | 前述参照 | 前述参照 | 同時ネット |

### 夜明けのラヴィット!（ネット局）
- 全編ローカルセールス枠のため、TBSテレビ以外の通常時同時ネット局でも、臨時非ネットに変更する場合がある[注 207]。

#### 現在のネット局
| 放送対象地域 | 放送局                    | 系列    | 放送期間        | 放送日時（JST）  | ネット状況 | 備考       |
| ------------ | ------------------------- | ------- | --------------- | ---------------- | ---------- | ---------- |
| 関東広域圏   | TBSテレビ（TBS）          | TBS系列 | 2023年4月15日 - | 土曜 5:45 - 7:30 | 制作局     | 制作局     |
| 青森県       | 青森テレビ（ATV）         | TBS系列 | 2023年4月15日 - | 土曜 5:45 - 7:30 | 同時ネット |            |
| 宮城県       | 東北放送（tbc）           | TBS系列 | 2023年4月15日 - | 土曜 5:45 - 7:30 | 同時ネット |            |
| 山形県       | テレビユー山形（TUY）     | TBS系列 | 2023年4月15日 - | 土曜 5:45 - 7:30 | 同時ネット |            |
| 福島県       | テレビユー福島（TUF）     | TBS系列 | 2023年4月15日 - | 土曜 5:45 - 7:30 | 同時ネット |            |
| 山梨県       | テレビ山梨（UTY）         | TBS系列 | 2023年4月15日 - | 土曜 5:45 - 7:30 | 同時ネット |            |
| 新潟県       | 新潟放送（BSN）           | TBS系列 | 2023年4月15日 - | 土曜 5:45 - 7:30 | 同時ネット |            |
| 富山県       | チューリップテレビ（TUT） | TBS系列 | 2023年4月15日 - | 土曜 5:45 - 7:30 | 同時ネット |            |
| 石川県       | 北陸放送（MRO）           | TBS系列 | 2023年4月15日 - | 土曜 5:45 - 7:30 | 同時ネット |            |
| 中京広域圏   | CBCテレビ（CBC）          | TBS系列 | 2023年4月15日 - | 土曜 5:45 - 7:30 | 同時ネット |            |
| 山口県       | テレビ山口（tys）         | TBS系列 | 2023年4月15日 - | 土曜 5:45 - 7:30 | 同時ネット |            |
| 愛媛県       | あいテレビ（itv）         | TBS系列 | 2023年4月15日 - | 土曜 5:45 - 7:30 | 同時ネット |            |
| 高知県       | テレビ高知（KUTV）        | TBS系列 | 2023年4月15日 - | 土曜 5:45 - 7:30 | 同時ネット |            |
| 長崎県       | 長崎放送（NBC）           | TBS系列 | 2023年4月15日 - | 土曜 5:45 - 7:30 | 同時ネット | [ 注 208 ] |
| 熊本県       | 熊本放送（RKK）           | TBS系列 | 2023年4月15日 - | 土曜 5:45 - 7:30 | 同時ネット |            |
| 大分県       | 大分放送（OBS）           | TBS系列 | 2023年4月15日 - | 土曜 5:45 - 7:30 | 同時ネット |            |
| 鹿児島県     | 南日本放送（MBC）         | TBS系列 | 2023年4月15日 - | 土曜 5:45 - 7:30 | 同時ネット | [ 注 209 ] |

#### 過去のネット局
| 放送対象地域 | 放送局             | 系列    | 放送期間                      | 放送日時（JST） | ネット状況 | 備考       |
| ------------ | ------------------ | ------- | ----------------------------- | --------------- | ---------- | ---------- |
| 広島県       | 中国放送（RCC）    | TBS系列 | 2023年4月15日 - 12月23日      | 土曜5:45 - 7:30 | 同時ネット | [ 注 210 ] |
| 北海道       | 北海道放送（HBC）  | TBS系列 | 2023年4月15日 - 2024年3月30日 | 土曜5:45 - 7:30 | 同時ネット | [ 注 211 ] |
| 福岡県       | RKB毎日放送（RKB） | TBS系列 | 2023年4月15日 - 2024年9月28日 | 土曜5:45 - 7:30 | 同時ネット | [ 注 212 ] |

#### 非ネット局
- IBC岩手放送（IBC、岩手県）
- 信越放送（SBC、長野県）
- 静岡放送（SBS、静岡県）
- 毎日放送（MBS、関西広域圏）
- 山陰放送（BSS、鳥取県、島根県）
- RSK山陽放送（RSK、岡山県、香川県）
- 宮崎放送（mrt、宮崎県）
- 琉球放送（RBC、沖縄県）

以上の非ネット局のうち、IBC・SBC・RSK・mrtは、土曜日の朝に『バナナマンの早起きせっかくグルメ!!』の遅れネットを編成。MBSでも『早起きせっかくグルメ!!』を2023年4月にネットしていたが自社制作番組の編成に転換したため打ち切り。ただし2025年6月21日に自社制作のレギュラー番組が出演者の不祥事で放送休止となったため、この日に限り臨時単発ネットを実施。翌週以降の放送休止も後に発表され、28日も『早起きせっかくグルメ!!』が編成された。その一方で同年7月以降も『夜明けのラヴィット!』の同時ネットは引き続き行われない見込み。なお同局は当番組レギュラーのなすなかにしが出演する『土曜の朝はほめるちゃん』を2024年4月30日より放送している。

### 見逃し配信
生放送による平日朝の情報番組では珍しく、2021年11月1日（月曜日）放送分から、放送済み動画の見逃し配信サービスをTVerとTBS FREEで本放送当日の19時から1週間限定で（翌週の午前7時59分まで）実施している。サービス開始の発表（2021年10月29日）に際しては、川島が「朝の生放送番組では異例の快挙!! （当番組が）完全にバラエティ（番組）だと認識された証拠です!!」というコメントを自身のtwitter（当時）アカウントから投稿することによって喜びを露わにしていた。
2022年5月からは、TVerとTBS FREEでオープニングトーク部分の先行配信を開始（本放送当日昼12時頃より配信、続きのコーナー部分は当日19時より開始。共に期限は翌週の7時59分まで）。オープニングトークの先行配信についてはレギュラー化以前にも「初登場ウィーク」の事例が存在する。また、川島の投稿通り、TVerでの番組ジャンルは「バラエティ」に分類されている。なお、配信のみオープニングトークの終わり（川島が「『ラヴィット!』、スタートです」と言う部分）に制作著作テロップを表示している。
なお、一部の映像や画像については他番組と同様、「著作権法上の兼ね合い」から差し替え（蓋かぶせ）が行われる場合があるが、本番組では「朝番組に相応しくない」との理由で差し替えられる場合もある。また、「JNN NEWS」の部分は本番組スタジオからの田村の受け渡しコメントを含めて全てカットされている（TVerの運営方針ならびにJNN排他協定との絡みによるもの）。
TVerによれば、2022年には「配信対象の帯番組で本番組の再生数が最も多かった」とのことで、2023年3月1日発表の「TVerアワード2022」では本番組が特別賞（帯番組）を受賞した。
2023年4月15日から放送されている『夜明けのラヴィット!』についても、TVerとTBS FREEで本放送当日の13時30分頃から1週間限定で（翌週土曜日の午前5時44分まで）実施。地元のTBS系列局が『ラヴィット!』しか放送していないエリアや、TBS系列局が存在しない秋田県・福井県・徳島県・佐賀県からでも視聴できるようになっている。

## スタッフ

### 本放送
- ナレーター
  - 平日：水田わさび、田中沙耶（共に担当しない回あり）
  - 月曜日・火曜日・水曜日：岩井証夫（担当しない回あり、不定期木曜日・金曜日担当の回あり）
  - 月曜日・火曜日・金曜日：元吉有希子（木曜日担当の回あり）
  - 水曜日・木曜日：庄司宇芽香[347]（金曜日担当の回あり）
  - 水曜日・不定期金曜日：山田真一
  - 不定期月曜日：山崎和佳奈、吉川未来、佐藤朱、ケリーハバースラッド、寺瀬今日子
  - 不定期月曜日・火曜日：笠原留美、落合隼亮、須藤祐実（落合・須藤→以前は火曜日のみ、須藤→水曜日担当の回あり）
  - 不定期火曜日・金曜日：服部潤（以前は火曜日のみ）
  - 不定期火曜日：阿座上洋平、山口由里子、渡辺美佐、小笠原亘、稲垣なつ、藤善みき、末安廣平、山本悠有希、塩山由佳
  - 不定期水曜日：乃村健次、竹内良太、銀河万丈
  - 不定期木曜日・金曜日：宮園拓夢、山崎岳彦（宮園→月曜日担当の回あり）
  - 不定期火曜日・木曜日：鈴木賢
  - 不定期木曜日：清水健佑、一木千洋、小林俊夫、藤澤奨、川口莉奈、上杉華子、小林親弘、千本木彩花、原優子、中村光樹、夏目妃菜、芦田もえな、近藤翔太、草野太一、大槻丈一郎、高橋雛子、水希凛、小池聖人、悟代武、佐久間悠吏、屋良有作、吉村恵里子、若林有子
  - 不定期金曜日：佐藤正治、立木文彦、湯浅真由美
- 声：田中沙耶（ラッピー）、杉山優斗（ガガンモ、以前は不定期木曜日担当）
- 構成
  - 平日：中野俊成[注 213]
  - 月曜日：高倉俊祐
  - 火曜日：一場麻美
  - 水曜日：寺田智和
  - 木曜日：安部裕之
  - 金曜日：アリエシュンスケ
- TM：亀山壮一郎（TBSテレビ）
- TD：斉(齊)藤美由紀、井上久徳、水崎雄太、山本竜也、村井陽亮（水崎・山本→以前はCAM）【日替り】
- TD・CAM：梶谷美保、廣岡達之、中里子、鈴木貴雄【日替り】
- CAM：徳武正裕、渡邊紘也、高村勇樹、大野紘平、三上茉梨【日替り】
- VE：宮本民雄、木野内洋、吉田悦記、久保澤知史、對間敏文、榊聖一、宇都宮勝、富田祐介、河本崇、北澤希美、杉﨑彩瑛、松吉英明、池田麻鈴、猿田新吾【日替り】
- 音声：藤井勝彦、伊藤璃子、斉藤宏司、深田瑠美子、小岩英樹、清宮拓、長井愛美、杉山雄飛、見上純一、佐野正和、宮田佳奈子【日替り】
- 照明：佐々木秀仁、風間大介、宮澤朗、鹿島雄司、今田貴也、小野寺伸一、諸岡亮、荻原(野)小桃、髙松優、木村郁恵、押木佑介、加藤美和子【日替り】
- 編集：TBS ACT（2021年4月1日 - 、旧 TBS-TEX、東通）
- 音効
  - 月曜日：山川史男
  - 火曜日：石川眞土
  - 水曜日：芦田功
  - 木曜日：吉川裕也
  - 金曜日：湊航史
- CG：ThekingMaker、前川恭平、竹内美恵、八木真一郎、岩屋朝仁
- 美術プロデューサー：清水久
- 美術デザイナー：西出衣織
- 美術ディレクター：磯山直美、髙山彩佳
- 大道具装置：武井恵美
- 大道具操作：篠原丈裕、遠藤瞬
- 電飾：大平絵梨子、岩田苑子
- 装飾：小川萌、酒井善弘
- 植木装飾：津久井玲子
- アクリル装置：渡邊卓也
- ヘアメイク：久米千秋
- リサーチ
  - 月曜日・水曜日・金曜日：フォーミュレーション
  - 火曜日：宇津木瞳子
  - 木曜日：ジーワン（ズノー表記の回あり）
- 衣装協力：PLAZA、ダイアナ、はるやま
- 協力
  - 平日：日音、スタジオコーディー、東京オフラインセンター
- 編成：高柳健人・山崎純（共にTBSテレビ）
- 宣伝︰萩野谷剛（TBSテレビ）
- 配信：パリーク亜門（TBSテレビ、2025年7月3日 - 、以前は編成→一時離脱）
- TK
  - 月曜日・水曜日 - 金曜日：後藤リカ（週替り）
  - 月曜日 - 水曜日：窪田賢子（週替り）
  - 火曜日・水曜日・金曜日：立石聖美（週替り）
  - 水曜日 - 金曜日：木村エリカ（週替り）
  - 水曜日・金曜日：三浦涼子（週替り）
- デスク：石関幸子
- AD
  - 平日：枝廣実沙（以前は月曜AD）
  - 月曜日：村神慧多（毎週）、白石(井)姫奈、石川優乃、塚田健太、日高ジェシカ愛子、森美結、吉本夏菜、小倉芽依、田中一寿、千野未鈴、富山智貴、佐藤旭、本木下捺、傳田眞子、林和輝、増田唯、鈴木遥奈、辻優太、四丸あすか、田宮琴美、水谷玲菜、荻生果乃、浅井麻那、森尾享(恭)平、林一寿、吉本真奈、新開遥菜、西川茉凛、藤本眞麻、丸山理彩（四丸→以前は毎週）（週替り）
  - 月曜日・金曜日︰柄澤亜唯楓、長江沙(紗)知穂（週替り）
  - 火曜日：柏木育穂、松川理子（毎週）、佐藤輝、成井綾、岡田夏美、木田絵梨香、滝本しずく、田浦悠太郎、川井浩貴、藤長明日香、菅野光、大谷裕貴、橋本弥月、糸井優和、菅野綾香、秋庭瑠維、井上有紗、入江海月、木下聖、熊谷夏芽、佐久間翔空、島尻李奈、田中杏奈、吉田結衣、加藤萌香、新井収、小川晃史、山田綾乃、中山留伽、土田綾香、田口奈実、伊藤梓紀、合田汐里、山口燿(倖)平、堤咲子、文野理海、小松奨、江尻海帆、大塚楽、河鰭堅太、二ノ丸結子、福田杏華、松川蓮、田中沙彩、苅宿明日美、坪井友成、土橋蓮姫、岩本蓮花、飯村直、大河原琢磨、山口玲南、坂井優奈、熊崎未真、柴田健介、堀井大資、島尻育穂、小松加奈（週替り）
  - 火曜日・木曜日：額田莉緒、山本明香里（週替り）
  - 火曜日・金曜日：川田紗愛（週替り）
  - 水曜日：黒田廉（毎週）、阪本万浪、石古媛香、山下真由、鈴木奎冴、梅山康晴、田代圭太、山口耀平、島田佳月、藤里優吾、泉瑛人、長友理恵、清水果鈴、瀧口凜太郎、合田汐里、厚地絵梨奈、岡澤克信、栗岡麟太郎、髙橋光成、坂口明里、長江惟来、玉村古都、森田幸樹、伊藤志歩、桑田駿吾、金子紫音、水島玄瑞、小林凌輔、岡島花保、甲良碧、橋爪咲弥子、大迫俊介、飯山里玖、小宮壮翔、廣井壮秀、浦島莉来、増渕つかさ、大野真優、齋藤ことみ、福岡大治、荻原明優美、上田園果、五明翔太郎、伏江海人、瀬賀万尋（週替り）
  - 水曜日・金曜日︰湯澤颯真（週替り）
  - 木曜日・金曜日：横田琉夏（週替り）
  - 不定期水曜日 - 金曜日︰川村輝満恵（以前は平日AD、週替り）
  - 木曜日：青木萌夏、大谷駿（TBS SPARKLE）（毎週）、千場はるな、大野尋輝、金濱恒太、渡辺亮太、簾田尚平、中島彩友、西原快、田崎諒、小林祐太郎、大音師誠、佐藤春香、大源拓哉、田中涼凪、磯江はるか、木下彩美、松井沙和、鹿崎萌、岡村有里、本宮淳也、水戸直希、菅原未旺、吉田健人、佐藤実月、常徳はるか、足立菜湖、大胡田柴薫、鶴田百音、大瀬綾音、岡部咲千子、遠藤琴音、岩間雄太、野口真悠子、越山颯斗、吉田美咲、森菜摘、村瀬由佳、安長舟磨、早乙女莉沙、石山希里子、下村莉佳、舛岡彩優美、谷口弥聖、藤井愛香、田坂奈津希、五十嵐隆哉、川畑結依、菊地美雛、小松拓未、佐藤史弥、大井手学、小山創生、永田茉那、糸田隼輔、佐藤花音（週替り）
  - 金曜日：宮部修斗、山本波奈（毎週）、中本和馬、鈴木翔太(大)、野中元太、池野実宥、青木綾乃、園田知葉耶、山本真彩子、引地令奈、中嶋芽生、野上真梨子、長坂優希、久野佑、竹下桃可、村田美月、飯田雄輝、末原勇人、三浦史也、森田直樹、佐々木亜実、捧歩夢、長瀬圭吾、相原聖大、水野明音、中村明里、加藤翔瑛、高橋令、池田翔、安田朝香、古屋榛、町田花緒、西沢拓実、佐藤英太郎、髙岡楓、横山諒、梅多優菜、中島未来、福村有彩、岡澤克信、森遥花、阿部美幸、三浦秀輝、兼康哲平、小原帆乃佳、櫻庭友那、比嘉愛佳、船越綵和、石川まな、守安有紀乃、髙橋祐菜、初鹿遥人、久保遥菜、和泉いっ太、福西諒、船本泰生、大谷采未、寺尾蒼大、中井璃玖斗（週替り）
- 制作進行：阿部佑哉（以前は木曜日のみフロア）
- フロア：松島大悟（東阪企画）、永松千加(知)（松島→以前は週替り）
- プロデューサー補
  - 平日：広重衣織、堀江千華、増田楓（広重→以前は月曜日のみ、堀江→以前は火曜日AD→火曜日AP）
  - 月曜日：大川幸子、長妻凜、正木ぴあ（長妻→以前は月曜日AD）
  - 火曜日：木村真菜、海老原沙季、稲田優、奥原沙織（稲田・奥原→以前は火曜日AD）
  - 水曜日：守澤はるか、山崎遥加
  - 木曜日：大賀ゆかり、笹和音、緑川聖菜（笹・緑川→以前は木曜日AD）
  - 金曜日：山本敦美、飯塚ゆり、中塩仁美
- 協力プロデューサー：鈴木一慶・土田香織・福田菜々美（吉本興業、土田→2024年9月2日 - 、福田→2022年10月25日 - 2024年8月30日・2025年8月18日 - ）
- ディレクター
  - 月曜日：小島淳一、千葉あん（毎週）、青山礼、及川慶、田中智大、大塚萌絵（TBS SPARKLE）、國井三穂、京師直樹・市原克馬・工藤唯加（ABCリブラ）、市村祐真、三村美絵、佐々木圭、三浦浩輝、永山靖章（BMC）、鈴木大雅、島田遼、堀川美由希(紀)、池田政紀、浅野耀介、高原尚吾、中須賀美理（青山・大塚・三浦・鈴木・高原→以前はAD）（週替り）
  - 月曜日・火曜日：徳田季(李)里【週替り、担当によって異なる】
  - 月曜日・水曜日：前田智也【週替り、担当によって異なる】
  - 月曜日・水曜日・金曜日：橘信(慎)吾【週替り、担当によって異なる】
  - 月曜日・金曜日：寺井克徳、山口佳識【週替り、担当によって異なる】
  - 火曜日：白石大空、黒岩稔輝、永椎大輝、栗山真、阿部裕一郎、大塚朋之・伊藤高史（デージカンパニー）、小澤博之、瀧本卓、南部剣志、高畑誠、伊澤洋介（てっぱん）、西河真由子、佐藤凌也、立田悠介、田中大和、小林恵美、渡辺健吾（黒岩・栗山・阿部・瀧本→以前は毎週、永椎→以前は火曜日AD、小林・渡辺→一時離脱→復帰）（週替り）
  - 火曜日・金曜日：池田竜【週替り、担当によって異なる】
  - 水曜日：岡真夕・牛久英雄・渡邊(邉)智哉・神垣光・御供聡史（TWS、岡〜渡邊→共に以前は毎週D、神垣→一時離脱→復帰）、佐藤秀樹、内山凌（PuniPika）、三上昭人、佐藤理絵、笠原悠、丸谷敬典、大竹正裕、辺見敏章、矢川東哉、中村貴一、菊地駿介、畠山拓真、八重垣諭、坂本侑哉、岩田充弘、山本希江、吉川司、牧麦、増田拓夢、佐藤蒼士、小島陸、青木孝之（小島→以前は水曜日・金曜日AD）（週替り）
  - 水曜日ディレクター/水曜日AD︰遠田怜奈、星隼也、井上周斗、奥谷夏菜【週替り、担当によって異なる】
  - 水曜日・木曜日：庵坂裕和（以前はAD）【週替り、担当によって異なる】
  - 水曜日・金曜日：柴田大輔（以前は水曜日D→一時離脱）【週替り、担当によって異なる】
  - 木曜日：樋口康平、二宮孝太郎（CRANKY）、萬俊之、中間拓(哲)郎・檜森俊太（モンスターフォース）、三浦総太、宮本一繁、遠藤流星、冨居(井)亮平、田中丈一、小林正志(使)・水野湧介（TBS SPARKLE）、齋藤裕弘、守屋愛子、大本佳(啓)佑、長谷川裕貴、飯島拓哉、北川泰之、清水萌加、阿部凌（樋口→以前は毎週ディレクター、三浦→以前はAD→毎週ディレクター、遠藤→以前はAD、田中→以前は木曜日AD、清水→以前は2021年3月・10月 - 2022年3月頃まで毎日AD→木曜日AD→一時離脱）（週替り）
  - 金曜日：塩谷暁充（TBSテレビ）、上田健太（毎週）/小谷昌輝（山口社）、永井輝海・大林良汰（オイコーポレーション）、後藤琢磨（NONぷれ）、加賀祐太、関根欧介、鷹中亮介、杉田愛美、山田圭佑、阿多野淳、村松敬祐、土橋和子、山田恭平（ダイジョブス）、久保光史、浅川拓哉、本間隆義、堺太資、白木騎士、長谷川優太、大内優介、萬俊介、遠藤卓哉（フォーミュレーションI.T.S.）、新行内隼人、氏家綾香、糸井優和（上田→以前は週替り月曜日・水曜日・金曜日D、小谷→以前は週替り→毎週D、永井→以前は金曜日AD→毎週ディレクター、遠藤→以前は木曜日・金曜日D→一時離脱、氏家→一時離脱→復帰、糸井→以前は金曜日AD）（週替り）
  - 金曜日ディレクター/フロア/金曜日AD：渡辺樹【週替り、担当によって異なる】
- 演出（それぞれ各曜日を担当するが、全曜日クレジットされる）
  - 月曜日：奥住洸介（東京フィルメディア→TBS SPARKLE、以前は月曜日ディレクター）
  - 火曜日：安岡温彦（TBSテレビ、以前は火曜日ディレクター）
  - 水曜日：青山満也（以前は水曜日ディレクター/水曜日AD）
  - 木曜日︰木村亮太郎・粕谷諒介（TBS SPARKLE、木村→以前は水曜日・木曜日ディレクター兼務、粕谷→2025年6月5日 - ）
  - 金曜日：清水拓也（2024年4月1日 - 、以前は水曜日ディレクター）[348]
- 総合演出：村居大輔（TBSテレビ、2024年7月1日 - 、以前は水曜日ディレクター→水曜演出）
- プロデューサー：山家稔貴（TBSテレビ、樋江井・三國・白畑以外全員→2023年4月10日 - 、以前は担当プロデューサー）
  - 平日：齋藤考年・鈴木貴晴（TBS SPARKLE、齋藤→以前は月曜日ディレクター→担当プロデューサー→平日プロデューサー→月曜日プロデューサー、鈴木→以前は木曜日→木曜日・金曜日担当プロデューサー）、井上拓磨、白畑将一（白畑→2024年7月1日 - 、以前は平日→月/火曜日〜金曜日プロデューサー）/大山達俊、樋江井彰敏（樋江井→2025年7月15日 - ）
  - 月曜日︰三國治（TBS SPARKLE、2025年5月5日 - ）
  - 火曜日：山本希恵（デージカンパニー）、福島千紘
  - 水曜日：菱田悠（TWS）
  - 木曜日：山崎剛行（TBS SPARKLE、以前は木曜ディレクター/木曜プロデューサー→平日プロデューサー）、古舘由美子（以前は木曜日プロデューサー補）
  - 金曜日：神田祐子（オフィス神天）
- 制作協力：TBS SPARKLE(エンタテインメント本部バラエティ部)、デージカンパニー、TWS、東阪企画/吉本興業
- 制作：TBSテレビコンテンツ制作局バラエティ制作二部
- 製作著作：TBS

#### 過去
- TM：山下直・鈴木博之・寺尾昭彦（TBSテレビ）
- TD︰渡邊直嗣、大蔵聡、柳田智明（柳田→以前はCAM）
- CAM：水間淳一、髙城潤、朝比奈圭吾、佐藤明日香、高橋昴太郎、大政則智、間島啓輔、矢崎勝人、宮下政人（宮下→以前はTD/CAM→一時離脱）
- VE：沖田裕貴、吉田崇、平子勝隆、佐藤希美、深澤愛梨、穂積大輔、酒井克巨、青木孝憲、岩佐博、三島拓哉、江川英男、金子明通、湊里実、則竹香
- 音声：藤井忍、平川圭史、池田千廣、和田良介、井上奈央子
- 照明：太刀川宏之、古里佑佳、坂口宥佳、清水領、遠藤和俊、公文大輔、山本和宏、渋谷康治、矢作和彦、富井泰良、高木(太田)亘、今井尚人、野村修司、山下明弘、井田幸希、上村和重、辻淳一、戸田菜緒、小西嶺王、大村泰一、岩見晃希、原沢大樹、横山伊吹、赤羽洋介、松井政也、半田圭、木戸昭彦、下城舞、高(髙)野海勇、横田順菜、宮﨑佳苗、栗林勇太、山田詩音、内田美緒奈、松田峻、根岸朋之、中田学
- 音効：竹田周二
- 美術プロデューサー：岡嶋正浩
- 美術制作：落合竜司、水落沙羅（毎週）、芳賀基広（月曜日）
- 美術ディレクター：鈴木直美（以前は美術制作）
- 装飾：川原栄一、福田健太郎
- 植木装飾：藤田国康
- メイク：アーツ
- フードコーディネーター：伊藤佳明、川添真未
- リサーチ
  - 木曜日：トロリー（初週のみ月曜日も担当）
  - 金曜日：ビーホネスト
- 協力
  - 火曜日︰タカラベルモント株式会社【不定期】
- 編成：三浦萌・寺田淳史・川口佳太・福間寛子・小島健之・西田紘基・河本恭平（共にTBSテレビ、小島・河本→一時離脱→復帰）
- 宣伝：多賀名千尋・山岡将成・林遼二・齋藤朱里・田口悠（共にTBSテレビ、齋藤→以前は金曜日AD）
- 配信：相川拓也・石橋茉美・森岡史典（共にTBSテレビ、相川→2022年4月11日 - 2023年10月16日、以前は月曜日以外、石橋→2023年10月17日 - 2024年8月30日、森岡→2024年9月2日 - 2025年7月2日）
- TK
  - 木曜日：桑島晴美
- AD
  - 毎日：小宮佑一朗、河内谷誠真(心)
  - 月曜日：新垣(酒)優歌、塩貝奏葉、田島彩弓音、厚東那昂、濱田菜奈、葉山和可奈、揖斐風花、小早川浩希、伏見祐希、鈴木琴音、石川珠美、蛭田健斗、吉田柾、高橋彩乃、本沢優、谷川なつ、張援援、田中翔太郎、鈴木健央、大石侑紀、岩村知香、皆藤良介、佐藤隆政、足立茉優、原田麻衣子、福田千寛、堀田真未、田島久志、鶴間覚、板屋愛美、大谷実希、今野愛美、河本彩希、深澤陽（TBS SPARKLE）、寺内美羽、太田幸恵、上嶋菜緒、高橋爽、藤田純奈、伊藤梓、福屋亜美（福田・鶴間→毎週）
  - 火曜日：伊藤明日香、川邊優衣、小原未来、朝永新菜、新田空瑠海、平井俊範、永野司、森本愛彩、松田竜宏、森本侑希、西城亜未、森将秀、両角響夏、窪田将大、田中あま奈、倉邉玲夢、津曲ゆめ、久野佑、冨田みのり（週替り）
  - 水曜日：砂川博康、小島未帆、岡崎沙彩香、藤中湧也、中村千紘、太田貴昭、水谷文香、吉田恵、小張頌太、河野初音、浅野壮太、不二孝順、久永涼葉、井上佳奈子、安藤菜々、小川太誠、中村将斗、下村拓也（下村→以前は毎日AD→一時離脱）、田中健志郎、山本明香里（週替り）
  - 木曜日：山田真友子（TBS SPARKLE）、伊藤玲未、和田もも子、木場万尋、周旋、谷口真央、水野帆彗、塩賀智紀、大村まこ、下宮愛梨、游育慈、大島菜々、濱中勇人、谷中安菜、竹之内快、高橋亜美、天童祐人、八島小龍姫、塩谷夏海
  - 金曜日：相馬光臣（以前は平日）、中野恕（TBS SPARKLE、以前は月曜AD）、村上宏子、下畑夏乃、林美穂、小林夢乃(帆)、松本唯奈、佐々木真土加、北野唯夏、鶴岡日向、小山武義（毎週）、柴田彩良、宮原雅
- フロア：中出到、井上翔太、古山竜雅（中出→一時離脱→復帰、井上・古山→週替り）
- プロデューサー補
  - 平日：吉田沙織
  - 月曜日：小林てれさ、北村遥子、檀木(林)のぞみ
  - 火曜日：山﨑保奈美、青山恵理香
  - 金曜日：兼平孔明、高橋直美
- 協力プロデューサー：林真凜・加藤稚菜（吉本興業、土田→2024年9月2日 - 、加藤→2022年10月25日 - 2025年8月15日）
- ディレクター
  - 月曜日：竹田阿弥乃、前川侑也（クラシリオン）、鈴木大二郎（極東電視台）、檜垣和孝、喜納葵・野田裕司（TBS SPARKLE）、岸岡亮、大村健介、宮内佑弥、西田周平、寺下洋平、松延由子、大室博一、渡邉咲紀、国玉靖仁、豊原香住、中村将太朗、山野上愛、川岸昌嗣、藤浪勇輝、塚原祐樹、田頭悟、金井洋人、宇佐美慧太、梅田孟、大西亜季、京田莉沙、中沖嵩博、井上一平（週替り）
  - 月曜日・金曜日：桑村洋史（TBS SPARKLE）、丸谷水希（ダイジョブス）
  - 火曜日︰瀬戸亘、平田恭崇（Oidooon、水曜日担当の回あり）、高野綾香、酒井翔太、坂本圭亮、大塚太智、柏田雄二、西岡奈美、柳瀬寿明、宮本大輔、海江田裕也、神野正義、沢田翔太、渡邉浩則、橋田裕元、中峰梓、久保基樹、川島拓也、松木秀祐、大壁洸介（大壁→以前は火曜日AD）、鈴木信義、平井正寿（てっぱん）、平岡諒、松本莉緒、以西開、渡邉浩、奥山雄太郎、早田翔、伊東知香、上野海卯、梅野良祐（FAT TRUNK）（松本→以前はAD、以西→以前は金曜日AD）（週替り）
  - 水曜日：岸翔太郎・川並敏英（fmt）、澤田尚(直)樹・飯塚桂子（TWS）/永井雄一、居垣寿典（SALANG）、江橋純一、片岡伸幸、高橋幸子、渡部修平、奥村奈美、小澤雄一、三宅康仁（ATTA）、河野亮、松崎秀峰（PuniPika）、小木曽克典、吉原達也、安永亮介、ソネタマエ、村松佑亮、及能貴之（週替り）
  - 木曜日：渡辺直哉、中山暢浩・平野晃司・松本凌・宮口景子・宮本惠太（TBS SPARKLE、宮本→以前は木曜日AD）、中村元紀、土屋豪広（クリーク・アンド・リバー社）、藤森達也、槇雄介、津田恭平、宮田智久（typhoon film）、出井文明、吉原崇弥、有田直美（ダイジョブス）、小久保麻里、渡辺晴香、坂本篤、真鍋正孝、吉田雅司（THE WORKS）、神野基彦（DFE）、鶴田哲朗・葛島若菜・阪口悠希（オラフズ）、小野澤拓、岡部知穂、西岡伊吹、下村健郎、金子佳苗、濱口賢治、田中慶（LOGIC）、甲斐康道、加藤大輝、妹尾篤志、岡本裕太、本間大助、土屋佳弘、中島考(孝)志、須田岳未、須藤将太、木島雄大、木村諒、山本泰輔、百々隆了、江口聡昭、新宮原敦、鈴木渓太、河原一貴、関谷優作、伊藤敦基、岡山薫、鈴木大介、武木田一馬（WAONZ）（週替り）
  - 木曜日・金曜日：岩木伸次・新宅未央（TBS SPARKLE）
  - 金曜日：流郷敏隆（毎週）、福島伸浩、安藤愛、水口健司（水口→シオプロ、以前は月曜日ディレクター→一時離脱）、藤川悠、川村元昭、児山昌平（グレート・スコット）/芝俊明、藤野智光（うずまき）、岡部剛、阿部真哉、鶴丸瑛子（ZION）、村松茂樹、小杉菜穂子（小杉→以前は担当プロデューサー→一時離脱）、久保田奈津子、鈴木良尚、佐々木文恵、呉俊鐸、山田瑞貴、小池拓也、安井啓太、岡部大五郎、小河内司、伊藤光明、平田悠起、高橋麻樹、近藤伸哉、金子優介、佐久本貴史、薄龍之介・北川剛大（TBS SPARKLE、蒲→以前は金曜日AD→毎週ディレクター、北川→以前は木曜日ディレクター→一時離脱）、恒川亜美、本田芽里那、福岡蓮太、香西康位、三宅孝司、永留佑城（BMC）、上原太志（福岡→以前は毎週ディレクター、香西→以前は毎週ディレクター→一時離脱→復帰、三宅→以前はAD）（週替り）
- 演出：岩本啓助・神尾祐輔（共にTBSテレビ）、東功一朗（東→以前は火曜日ディレクター►毎週演出、火曜日ディレクターの回あり）、勝田拓也
  - 月曜日：尾川徹（TBS SPARKLE、以前は月曜日ディレクター、金曜日ディレクターの回あり）
  - 水曜日：吉行俊介（TWS、以前は水曜日ディレクター）
  - 木曜日：床波芳孝（TBS SPARKLE）
  - 金曜日：小西憲太郎（TBS SPARKLE、一時離脱→復帰）
- 総合演出：山口伸一郎[349]・新井康孝（TBS SPARKLE、新井→2022年3月29日 - 2024年6月28日、3月28日までは演出）
- 担当プロデューサー→プロデューサー
  - 毎日：松原拓也、上原一節、井手比左士（TBSテレビ、井手→以前は金曜日担当プロデューサー）、梶谷(川)里紗、黄地久美子（TBSテレビ）/山根孝之（TBSテレビ）、松原由昌（松原→2023年7月5日 - 2024年6月28日）
  - 月曜日：長井貴仁・吉村剛弘（TBS SPARKLE、長井→以前は月曜日演出→毎週演出）
  - 火曜日︰伊藤良美（TBSテレビ、2024年5月6日 - 、以前は平日プロデューサー）
  - 火曜日 - 金曜日：水野剛寿（以前は金曜日ディレクター）
  - 水曜日：須藤景子（TWS）、古田洋二（fmt）、安永洋平、吉田弓恵（安永→以前は毎週担当プロデューサー→一時離脱→復帰）
  - 木曜日：伏貫健介（TBS SPARKLE、以前は月曜日ディレクター）
  - 金曜日：高野徹、長瀬徹（ZION）、名田雅哉（officeDA-NA）（週替り）（全員→2023年4月10日 - ）
- チーフプロデューサー：小林弘典・辻有一（TBSテレビ、小林→2021年3月29日 - 10月20日・2023年4月3日 - 2024年6月28日、2021年10月21日 - 2023年3月31日まではエグゼクティブプロデューサー、辻→2025年1月6日 - 6月30日、以前は担当プロデューサー→プロデューサー）
- 制作協力︰fmt

### 夜明けのラヴィット!
- ナレーター：水田わさび、田中沙耶（毎週）、元吉有希子（元吉→2024年1月13日・2025年2月22日）、岩井証夫（岩井→2024年4月27日）（週替り）
- 編集：TBS ACT
- 音効：竹田周二
- CG：ThekingMaker、前川恭平、竹内美恵
- 協力：日音
- 制作協力：TBS SPARKLE、デージカンパニー、TWS/吉本興業
- 編成：高柳健人・山崎純（共にTBSテレビ）
- 宣伝：萩野谷剛（TBSテレビ）
- 配信：パリーク亜門（TBSテレビ、以前は編成→一時離脱）
- TK：三浦涼子、木村エリカ、立石聖美、後藤リカ（週替り）
- デスク：石関幸子
- AD：本沢優（毎週）、遠藤琴音、常徳はるか、渡辺亮太、岡部咲千子、横田琉夏、大瀬綾音、村瀬由佳、松井沙和、宮部修斗、吉田美咲、越山颯斗、辻優太、水谷玲菜、相原民志(佳)、中村明音、水戸直希、髙岡颯、大胡田紫薫、鈴木健央、村神慧(彗)多、石山希里子、山本波奈、竹下桃可、寺内美羽、増田唯、捧歩夢、佐々木亜美、浅井麻耶、森田直樹、福田千寛、白石姫奈、岩間雄太、末原勇人、傅田眞子、下村莉佳、福村有彩、櫻庭友那、足立茉優、梅多優菜、鶴間覚、富山智貴、四丸あすか、田宮奈津希、林和輝、本木下捺、田中一寿、藤井愛香、柄澤亜唯楓、小倉芽衣、佐藤旭、吉田健人、中島彩友、五十嵐隆哉、石川優乃、谷口弥聖、川畑結依、高原尚吾、日髙ジェシカ愛子、荻生果乃、塚田健太、平岩涼子、田宮琴美、森美結、舛岡彩優美、小松拓未、菊地美雛、佐藤史弥、鈴木遥奈、糸田隼輔（週替り）
- 制作進行︰福井幹樹（以前は毎週AD）
- プロデューサー補：広重衣織
- 協力プロデューサー：鈴木一慶・土田香織・加藤稚菜（吉本興業）
- ディレクター：青山礼、三浦総(聡)太、大塚萌絵・小林正志・水野湧介（TBS SPARKLE）、土屋豪広（クリーク・アンド・リバー社）、庵坂裕加、飯島拓哉、遠藤流星、竹田阿弥乃、寺下洋平、清水萌加、松延由子、藤野智光（うずまき）、島田遼、薄龍之介、杉田愛美、本間隆義、福岡蓮太、上原大志、恒川亜美、山口佳織、氏家綾香、田中丈一、臼井裕介、三村美絵、萬俊之、高場透、三浦浩輝、本田芽里那、鈴木大雅、阿部凌、田中智大（田中→以前は毎週→週替りAD、三浦・鈴木→以前は週替りAD）（週替り）
- 演出：阿部佑哉
- 総合演出：村居大輔（TBSテレビ）
- プロデューサー：山家稔貴（TBSテレビ）、齋藤考年・山﨑剛行・三國治（TBS SPARKLE、三國→2025年5月3日-）/大山達俊
- 制作：TBSコンテンツ制作局制作1部
- 製作著作：TBS

過去
- ナレーター：齋藤彩夏
- アニメ監督：矢立きょう
- アニメ作画：岡田あすか、岡田えりか、三田潤、向井雅俊
- アニメ美術：荒川美智代
- アニメ制作：レスプリ
- 編成：福間寛子・小島健之・西田紘基・河本恭平（共にTBSテレビ、小島・河本→共に一時離脱→復帰）
- 宣伝︰山岡将成・林遼二・齋藤朱里・田口悠（共にTBSテレビ）
- 配信：相川拓也・石橋茉美・森岡史典（共にTBSテレビ）
- AD：佐藤隆政、相馬光臣、鹿崎萌、田崎諒、山本明香里、本宮淳也、佐藤実月、大音師誠、緑川聖菜（相馬→以前は毎週）
- 協力プロデューサー︰福田菜々美（吉本興業）
- プロデューサー補：吉田沙織
- 総合演出：新井康孝（TBS SPARKLE）
- プロデューサー：山根孝之（TBSテレビ）、鈴木貴晴（鈴木→TBS SPARKLE）、井上拓磨/松原由昌、白畑将一
- チーフプロデューサー：小林弘典・辻有一（共にTBSテレビ、辻→以前はプロデューサー）

### ゴールデンラヴィット!
2024年時点
- ナレーター：水田わさび、田中沙耶、岩井証夫、杉山優斗
- TM︰亀山壮一郎（TBSテレビ）
- 美術ディレクター︰磯山直美、髙山彩佳、河原諒弥
- 協力︰日音、東京オフラインセンター
- 制作協力：TBS SPARKLE、デージカンパニー、TWS、東阪企画/吉本興業
- 編成：小島健之、西田紘基（共にTBSテレビ）
- 宣伝：萩野谷剛（TBSテレビ）
- AD︰大野尋輝、鹿崎萌、森遥花 ほか
- プロデューサー補︰吉田沙織、広重衣織
- 協力プロデューサー：鈴木一慶・土田香織・加藤稚菜（吉本興業）
- VTR演出︰尾川徹（TBS SPARKLE）
- スタジオ演出︰清水萌加
- 総合演出︰床波芳孝（TBS SPARKLE）
- 監修︰村居大輔（TBSテレビ）
- プロデューサー：辻有一（TBSテレビ）、井上拓磨、鈴木貴晴（TBS SPARKLE）/大山達俊、白畑将一
- 制作：TBSコンテンツ制作局制作1部
- 製作著作：TBS